# Musée de Grenoble
Le musée de Grenoble, appelé musée de Peinture et de Sculpture de Grenoble jusque dans les années 1980, a été créé le 16 février 1798 par le professeur de dessin Louis-Joseph Jay. Principal musée d'art et d'antiquités de la ville de Grenoble, il est depuis 1994 situé place Lavalette, à l'emplacement d'un ancien couvent des Franciscains édifié en 1218 et dont le site deviendra militaire à la fin du XVIe siècle. Il fait partie des premiers musées d'art français par l'ampleur et l'équilibre de ses collections d'art ancien, moderne et contemporain,,.
Réparties sur 57 salles d'expositions permanentes ainsi qu'un vaste jardin de sculptures, la plupart des disciplines artistiques y sont représentées et ses collections embrassent une période comprise entre l’Égypte antique et l’art contemporain. Cependant, grâce à l'action de l'un de ses conservateurs de l'entre-deux-guerres, il est considéré comme le tout premier musée d'art moderne en France,,. Par ailleurs, ses salles d'expositions temporaires lui permettent d'accueillir des expositions dépassant pour certaines la barre des 100 000 visiteurs, faisant du lieu un pôle important de la vie artistique française. Il possède également la particularité architecturale d'avoir deux bâtiments construits à près de six siècles d'intervalle.
Parmi ses pièces les plus célèbres figurent le Saint Grégoire pape, entouré de saints et de saintes de Rubens, les quatre grands tableaux du peintre espagnol Francisco de Zurbarán, l'Intérieur aux aubergines d'Henri Matisse, le portrait de Jackie Kennedy par Andy Warhol, ou Femme lisant, premier tableau de Pablo Picasso à entrer dans les collections publiques françaises en 1921.

## Historique de l'institution
Le 18 juin 1797, sur l'initiative de quelques citoyens grenoblois comme le général Joubert de La Salette, le professeur de dessin Louis-Joseph Jay, l'ancien maire Joseph Marie de Barral ou l'ancien imprimeur Giroud, une pétition pressante est adressée aux administrateurs du département les mettant en demeure de sauver de la destruction des tableaux et autres objets de valeur qui restent sous le séquestre de la Révolution depuis 1790,. La pétition est favorablement accueillie et un arrêté départemental du 16 septembre 1797 charge Jay et deux autres commissaires de réunir à Grenoble tout ce qui peut encore être conservé. Cependant, dans cette période troublée par la Révolution française, de nombreux tableaux ont déjà disparu notamment au monastère de la Grande Chartreuse où un inventaire effectué en 1790 relevait cent-vingt-cinq tableaux alors que Jay et son équipe n'en retrouvent plus que cinquante.

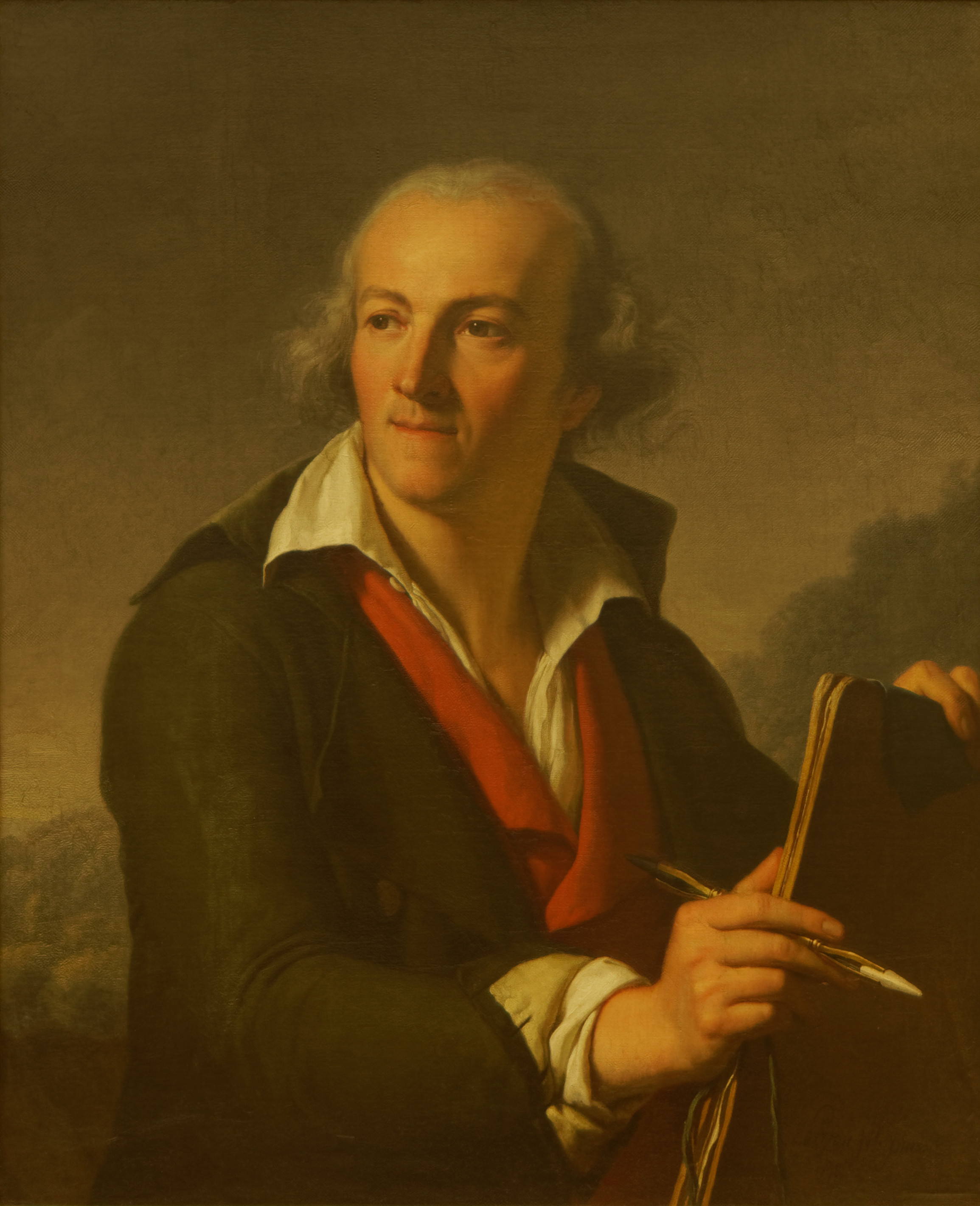
Louis-Joseph Jay, premier conservateur du musée. Huile sur toile réalisée en 1798 par Jacques Pajou et exposée au Petit Palais à Paris en 1935.

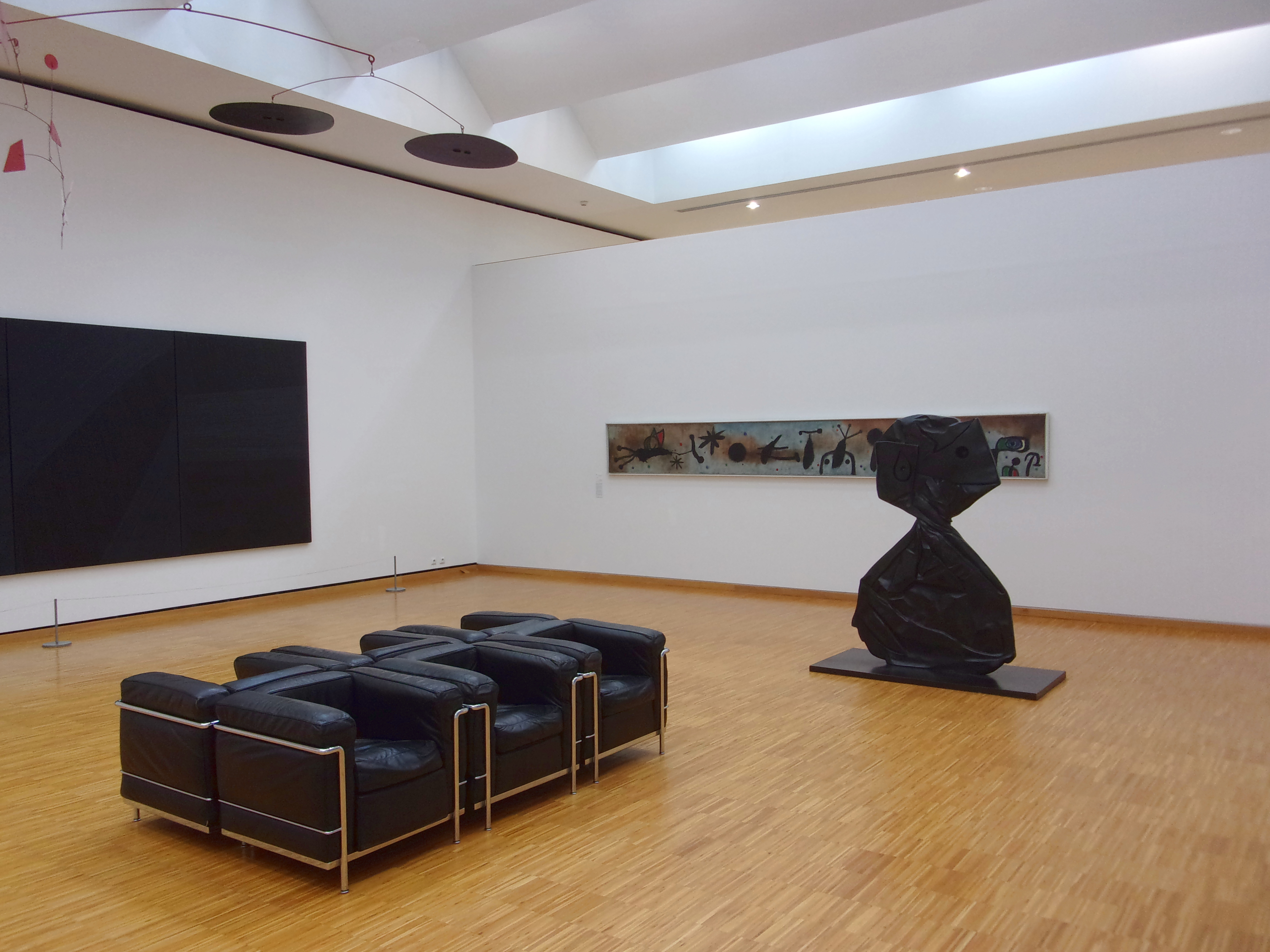
Salle no 38 (art contemporain).

Le musée de Grenoble est finalement fondé par un nouvel arrêté de l'administration départementale du 16 février 1798, bien avant les autres musées de province français. Ce jour-là, l'arrêté détaille la création d'un muséum à Grenoble, dans lequel l'article 10 stipule que « le citoyen Louis-Joseph Jay est nommé conservateur de ce muséum ». Arrivé à Grenoble en 1795, Jay est alors connu pour être le nouveau professeur de dessin à l'École centrale de la ville depuis le mois de mars 1796. Alors qu'il parvient avec beaucoup de difficultés et de luttes à réunir cent seize tableaux et quelques statues, le ministre de l'Intérieur annule en mai 1798 la création du musée invoquant l'excès de pouvoir de l'assemblée départementale. Cependant, l'arrêté est approuvé provisoirement le 17 décembre, et ne deviendra définitif que le 5 avril 1800 lorsque le ministre de l'Intérieur mettra à disposition du musée un local national.
Début 1799, tout en s'occupant de la collecte des œuvres d'art de l'Isère, Jay fait une demande de souscription publique afin d'acheter tableaux et dessins qui produit 3 656 francs auxquels s'ajoutent 370 francs du préfet. Muni de ce faible montant, il part pour Paris en 1799 afin d'acquérir quarante-sept tableaux. À la même époque, Jay obtient du gouvernement à force de démarches et de sollicitations, dix-sept toiles de maîtres en vertu d'une décision du 26 février 1799.

### Premier site

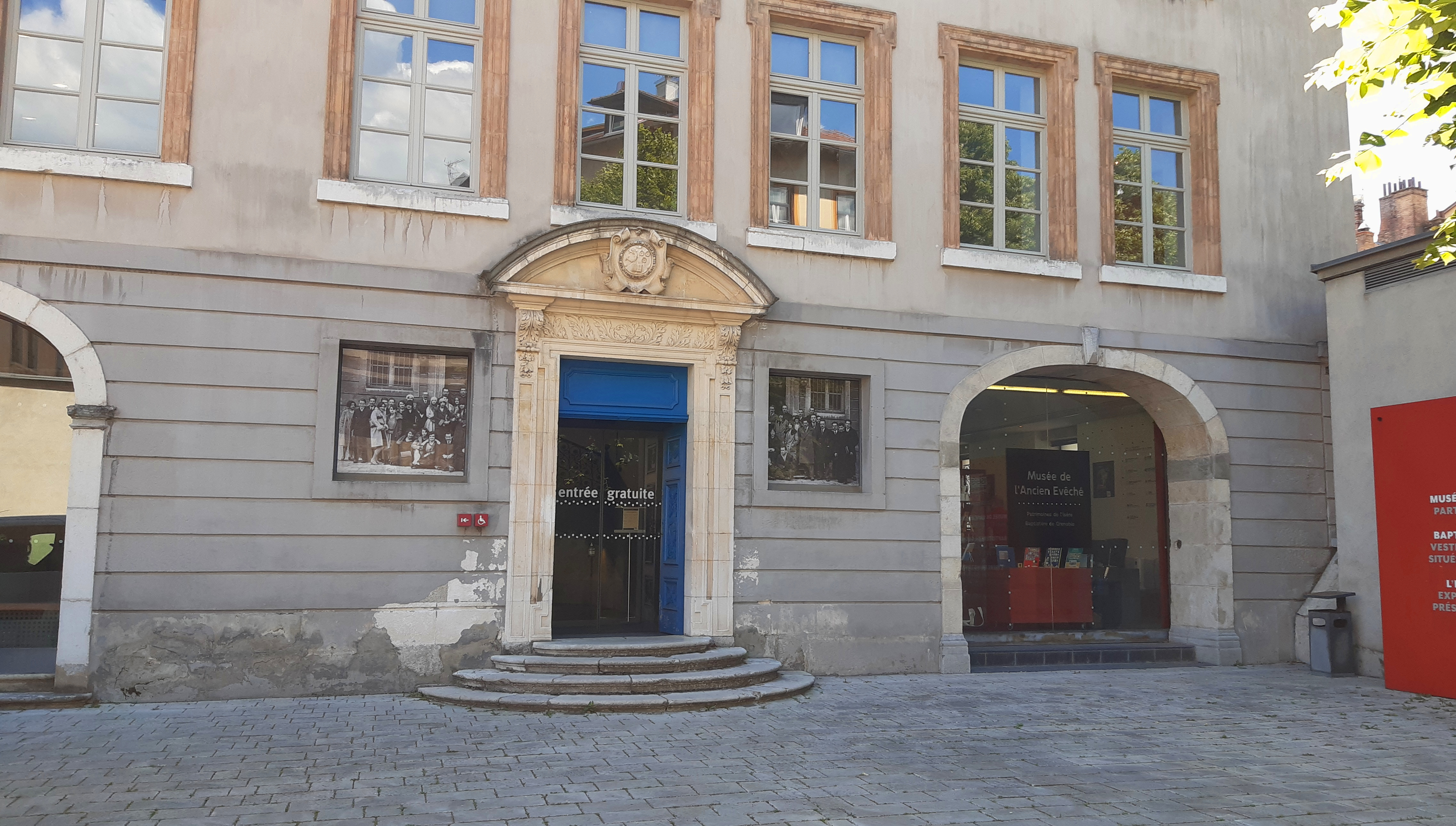
Premier site du musée.

Jay ne ménage pas ses efforts pour l'aménagement des locaux d'avril à décembre 1800. Quatre grandes salles du premier étage de l'ancien évêché sont occupées pour l'inauguration qui se déroule le 31 décembre 1800 avec toutes les autorités civiles et militaires. Le musée compte alors 298 objets d'art dont 177 tableaux, 80 dessins ou gravures et 45 sculptures disposées dans le jardin. Ces sculptures en bronze sont de Jacques Mimerel auxquelles s'ajoute un bas-relief également en bronze du sculpteur Jacob Richier, représentant le portrait équestre du premier duc de Lesdiguières.
Chaque salle porte un nom : la salle de l'Apollon de Belvédère est consacrée aux peintres français et aux statues, la salle de Castor et Pollux poursuit l'école française et présente l'école italienne, le salon du gladiateur présente vingt-trois étapes de la vie de saint Bruno par Eustache Le Sueur ainsi que des dessins de l'école française et enfin le salon de la Vénus de Médicis présente l'école flamande, allemande et hollandaise. L'édifice accueille même le mausolée du chevalier Bayard provenant du couvent des Minimes de la Plaine avant son transfert à la collégiale Saint-André de Grenoble,. Mais, quelques mois après son ouverture, la signature du concordat de 1801 par Napoléon Bonaparte va containdre le musée à évacuer les locaux, afin de leur rendre leur destination première.

### Cohabitation avec le lycée

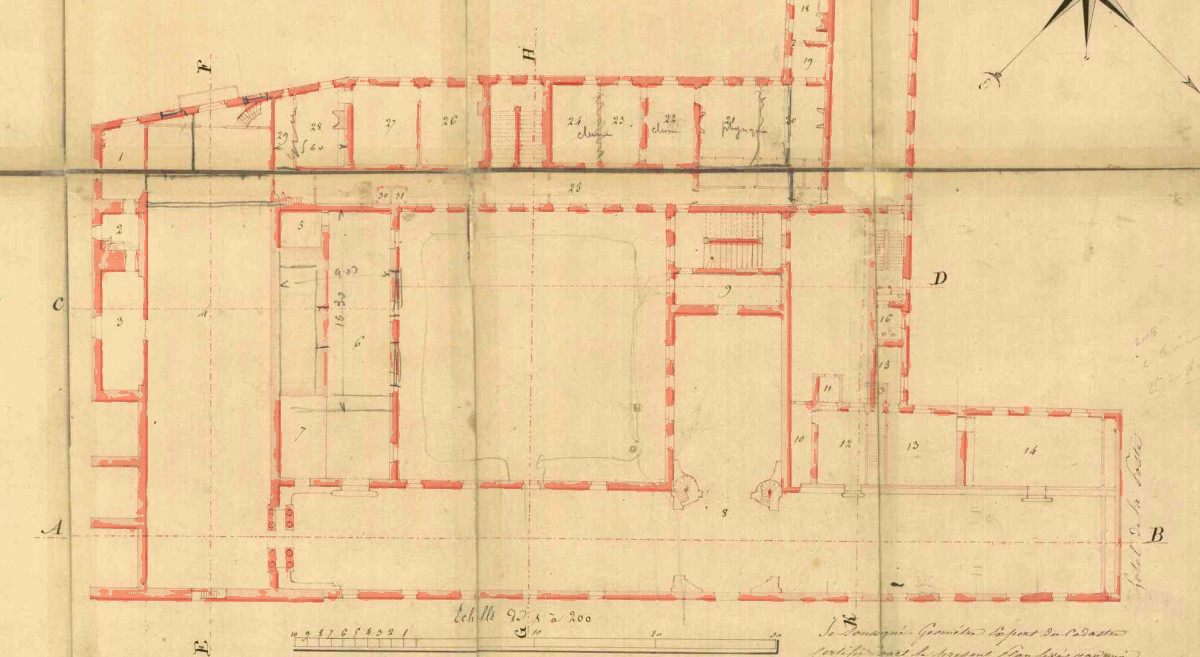
Plan de 1837 du 2e étage du lycée. La grande salle du musée (4) est sur la gauche, le bureau du conservateur (1) est en haut à gauche.

C'est ainsi que le musée procède à une nouvelle inauguration le 14 juillet 1802 dans l'École centrale par le mathématicien et nouveau préfet Joseph Fourier. Il occupe une partie du deuxième et du troisième étage de l'édifice au-dessus de la chapelle avec deux principales salles de 370 m2 chacune. Un bureau est prévu pour le conservateur dans lequel trois d'entre eux s'y succéderont. Le cabinet des Antiques est également à cet étage mais dans la partie bibliothèque (no 13 sur le plan), laissant supposer la visite des frères Champollion au musée lorsque Jacques-Joseph est nommé bibliothécaire-adjoint à partir de 1808. L'édifice est alors en bordure des remparts du début du XVIIe siècle, le long de la rue Derrière les remparts qui deviendra rue des Muriers, une rue supprimée plus tard pour l'extension du lycée et le tracé de la rue Condillac.
Le 12 mars 1807, durant la mandature de Charles Renauldon, un décret impérial transforme le musée jusqu'alors départemental en musée municipal. Le 15 février 1811, un décret impérial attribue 209 tableaux issus des conquêtes napoléoniennes à six villes françaises en donnant 31 à Grenoble dont le Saint Grégoire pape, entouré de saints et de saintes. En 1815, malgré une légère dispersion d'œuvres favorisée par le régime de la Seconde Restauration (57 tableaux sont rendus aux propriétaires, 11 disparaissent et un nombre indéterminé est mis en dépôt dans les églises), les collections vont continuer de s'accroître. Dans ce contexte, Jay connu pour ses idées républicaines est destitué de son poste pour raison politique laissant la place de conservateur par intérim à deux conservateurs de la bibliothèque qui se succéderont au cours de l'année 1816, Jacques-Joseph Champollion et Amédée Ducoin,. Le musée vivote alors durant deux longues années au cours desquelles l'humidité de gouttières endommagent certains tableaux.
Il faut attendre le mois de décembre 1817 pour voir l'arrivée du second conservateur du musée, Benjamin Rolland. Entre-temps, un nouveau maire remarquable par son savoir et ses goûts artistiques est nommé à la tête de la ville en 1816. Jean-François de Pina de Saint-Didier va favoriser la reconstitution des collections du musée en faisant voter des budgets importants permettant ainsi l'acquisition d'œuvres marquantes du XVIIe siècle comme une série de portraits de Ferdinand Bol ainsi que des œuvres d'artistes comme José de Ribera, Mattia Preti dit Calabrese, François de Troy ou Gerbrand van den Eeckhout. Il restera maire de la ville jusqu'en 1830 excepté durant la période de 1818 à 1824. La période de la Révolution étendue jusqu'à la monarchie de Juillet débutant en 1830 voit les groupements d'artistes disparaître, telle l'Académie de peinture de Grenoble pourtant active depuis le 17 novembre 1654,. En novembre 1831, sur proposition du sculpteur grenoblois Victor Sappey, s'ouvre une école municipale de sculpture architecturale entièrement consacrée à cette discipline culturelle qui, selon le maire Félix Penet, devient indispensable dans une ville étant sur le point de s'agrandir.

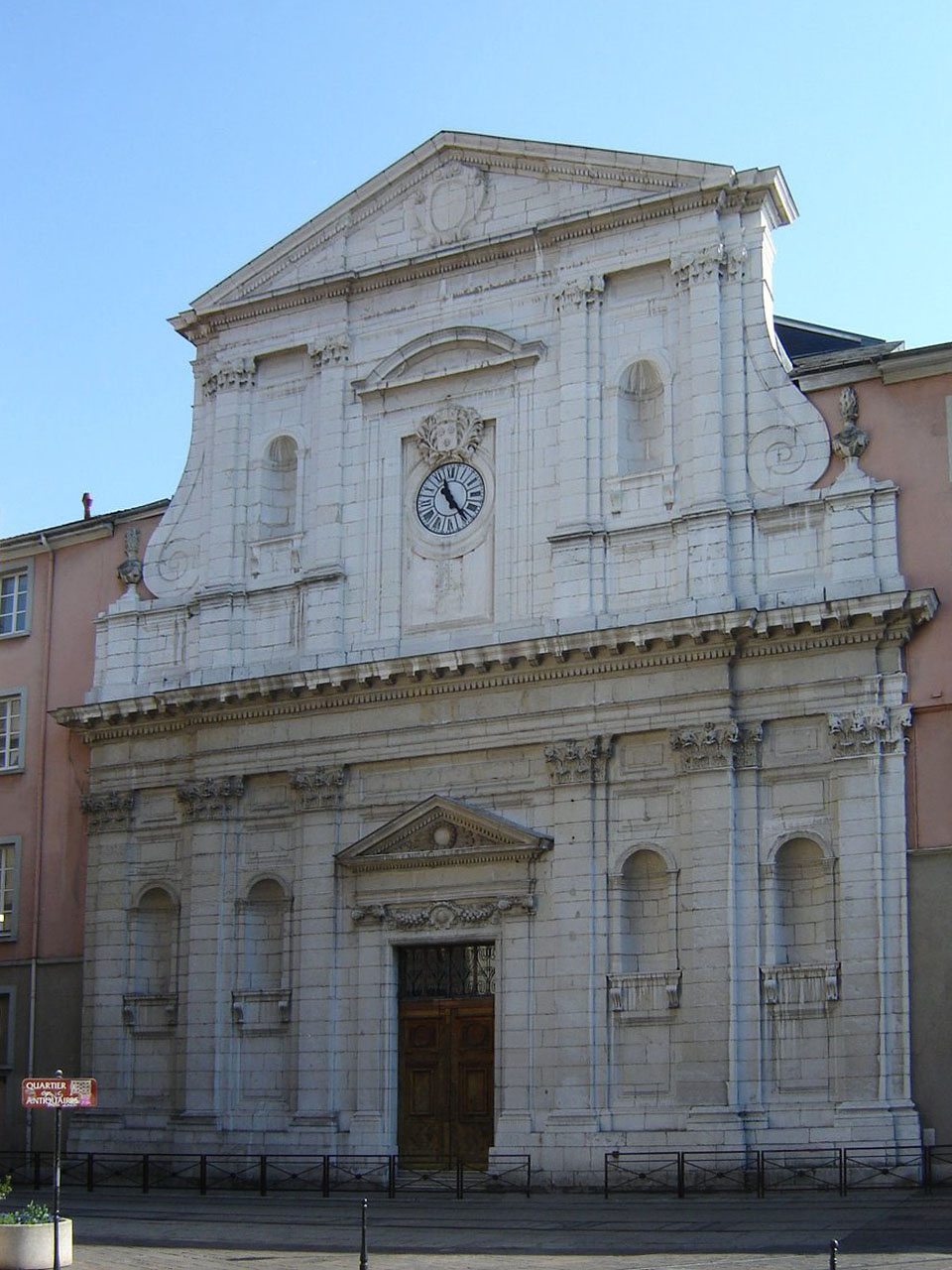
Lycée Stendhal où logeait le musée de 1802 à 1869. L'agrandissement de 1844 est sur la gauche de la façade.

C'est en effet dès l'année suivante en 1832, que débute la construction de la nouvelle enceinte Haxo de la ville et que le nouveau maire, Vincent Rivier, souhaitant favoriser les progrès de l'école de peinture et de la toute récente école de sculpture, organise la première exposition de tableaux, dessins et sculptures du 15 avril au 15 mai dans une salle du musée. À cette occasion, une association des amis des arts voulant promouvoir la production artistique locale est créée, mais elle devra encore attendre cinq ans son officialisation par Louis-Philippe Ier. Devant le succès de la première édition, l'exposition se renouvelle dès l'année suivante, la ville faisant l'acquisition de quelques œuvres à chaque exposition. Lors de l'annonce dans la presse de la tenue d'un salon, il est précisé que la ville prend à sa charge les frais de transport et de retour des ouvrages admis par le jury. Quelques jours après l'achèvement de la quatrième exposition en 1837, la Société des amis des arts de Grenoble publie officiellement ses statuts le 6 juillet. Le mois suivant, Stendhal fait une visite au musée dans le cadre de son périple à travers la France. À partir de la cinquième exposition en 1839, cette société des amis des arts vient renforcer l'organisation de ces expositions. Lors de l'édition de 1842, alors que les anciens remparts devenus inutiles devant le musée sont progressivement démolis, la date de l'exposition est désormais repoussée en juillet et août. Le catalogue du Salon de 1866 est l'occasion d'en retracer les détails pour chaque domaine artistique de chacun des précédents salons. Cependant, l'organisation de ces salons reste irrégulière puisque seulement sept autres se tiendront dans le musée avant la fin du siècle.
En 1841, l'administration du conservateur Benjamin Rolland éprouve le souhait d'épurer la collection en vendant cinquante tableaux déclarés indignes d'y figurer. En mai 1844, alors que le conservateur recense 234 tableaux et 28 statues dans son catalogue, des travaux d'agrandissement sont lancés consistant à surélever d'un niveau l'aile du lycée donnant sur la rue général Marchand, afin d'ajouter au musée une salle de 107 m2 pour les statues et une autre de 201 m2 pour les tableaux, le tout sur une hauteur sous plafond de 6,5 m,. Le guide du voyageur à Grenoble note en 1845 une amélioration utile pour les visiteurs dans le fait que chaque peinture exposée porte sur son cadre le nom de l'artiste. En juillet 1853, Rolland, alors âgé de 76 ans cède sa place de conservateur après 36 ans d'activité au peintre  Alexandre Debelle.

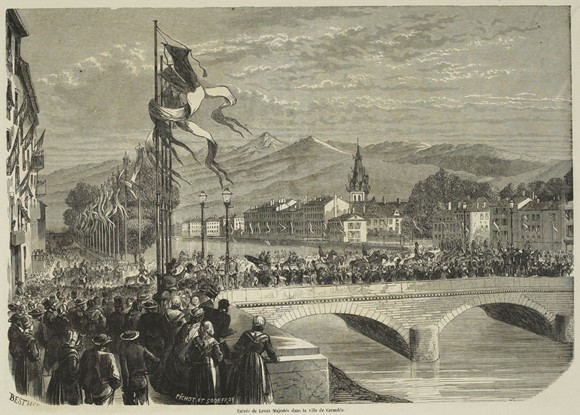
Passage de Napoléon III sur le pont de l'hôpital le 6 septembre 1860.

Le 6 septembre 1860, le musée reçoit la visite de Napoléon III et de l'impératrice Eugénie à l'occasion de leur passage par Grenoble dans le cadre de la visite des nouveaux territoires rattachés à la France. Le bibliothécaire nota lors de cette visite que l'impératrice Eugénie s'est arrêtée devant le portrait de Stendhal qu'elle avait alors connu comme professeur d'histoire. Sensible aux doléances du conservateur et du bibliothécaire faisant état du manque de place pour leurs collections, Napoléon III affecte une somme de 200 000 francs pour la construction d'un nouveau musée. Quelques mois plus tard, à la demande d'un geste de bienveillance de l'empereur à l'égard du musée, le ministre Walewski offrira au musée la statue en marbre Angélique attachée au rocher de François Truphème,. Le surlendemain 8 septembre, leur cortège arrivait à 16 h 30 à Marseille.
Malgré les travaux engagés, les acquisitions, les donations et les legs se poursuivant tout au long du XIXe siècle rendront indispensable la construction d'un nouveau bâtiment, d'autant plus que les anciennes dispositions architecturales imposent un éclairage par des vasistas dont les embrasures trop profondes maintiennent les salles dans l'obscurité par temps pluvieux. Ces derniers faits sont constatés vers 1860 par Louis Clément de Ris, attaché à la Conservation des musées impériaux, qui dans son livre Les musées de province termine le chapitre consacré à celui de Grenoble par ces mots : « Ce musée est peu connu, presque inconnu, et cet oubli est tout à fait immérité. Il existe des musées de province qui possèdent des œuvres d'un mérite transcendant; mais, tout bien considéré et en jugeant l'ensemble, je ne crois pas qu'un seul lui soit supérieur. ».
Le 20 avril 1861, un arrêté municipal modifie le règlement du musée en annonçant que son accès les mardis et mercredis sera réservé aux artistes et aux personnes désirant travailler dans les galeries, ainsi qu'aux étrangers. Mais cinq ans plus tard, cette directive ne semble être guère appréciée par la population puisque le nouveau maire Jean-Thomas Vendre rétablit l'ancien règlement en date du 14 avril 1866.

### Un musée-bibliothèque

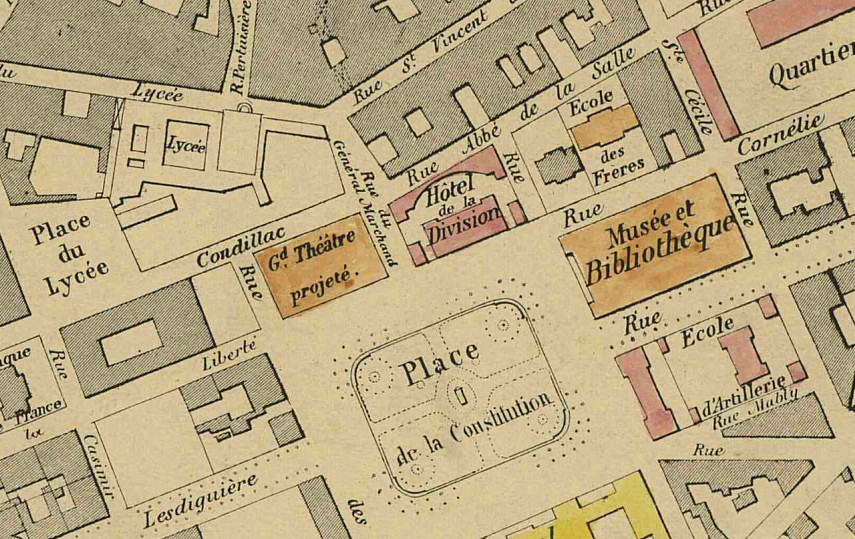
Plan de 1869 : le musée en haut à gauche se prépare à déménager dans ses nouveaux locaux à droite.

Les travaux d'un nouveau musée débutent en 1864 en collaboration avec le conservateur Alexandre Debelle et le bibliothécaire Hyacinthe Gariel. Après des travaux visant à démolir un bastion des anciennes fortifications de la ville, la première pierre est posée officiellement le 6 décembre 1865. Le procès-verbal et quelques pièces à l'effigie de Napoléon III sont insérés dans une petite boite en plomb placée dans les assises de l'édifice. Début 1869, tandis que l'édifice est achevé et que la ronde des artisans bat son plein pour les longues finitions de peintures et de boiseries, une vente aux enchères publique est organisée dans les lieux en avril afin de disperser l'immense collection d'objets d'art d'Émile Bigillion, collectionneur d'art grenoblois, mort sept mois auparavant.
Alors que l'impatience de l'ouverture au public se lit dans les colonnes de l'Impartial Dauphinois du 5 juin 1870, l'édifice appelé musée-bibliothèque conçu par l'architecte Charles-Auguste Questel ouvre au public ses onze salles pour sa partie musée le 19 juin 1870 sur la place de la Constitution (actuelle place de Verdun). Dans son édition du 25 juin, ce même quotidien parle de 9 000 à 10 000 visiteurs le jour de l'ouverture. Comme dans ses anciens locaux, l'édifice va abriter deux ans plus tard la bibliothèque municipale de Grenoble, constituant ainsi l'un des grands exemples de l'architecture des musées en France et en Europe. Sur les murs du vestibule commun, des tables de marbre rappellent les noms des fondateurs et des bienfaiteurs des deux institutions. Une grande salle côté rue Dominique-Villars est spécialement réservée pour les salons périodiques de la Société des amis des arts de Grenoble. L'un d'entre eux, celui de l'été 1886, accueille un jeune peintre, Jules Bernard âgé de 37 ans, particulièrement doué dans la réalisation de portraits et qui deviendra quelques mois plus tard le quatrième conservateur du musée.

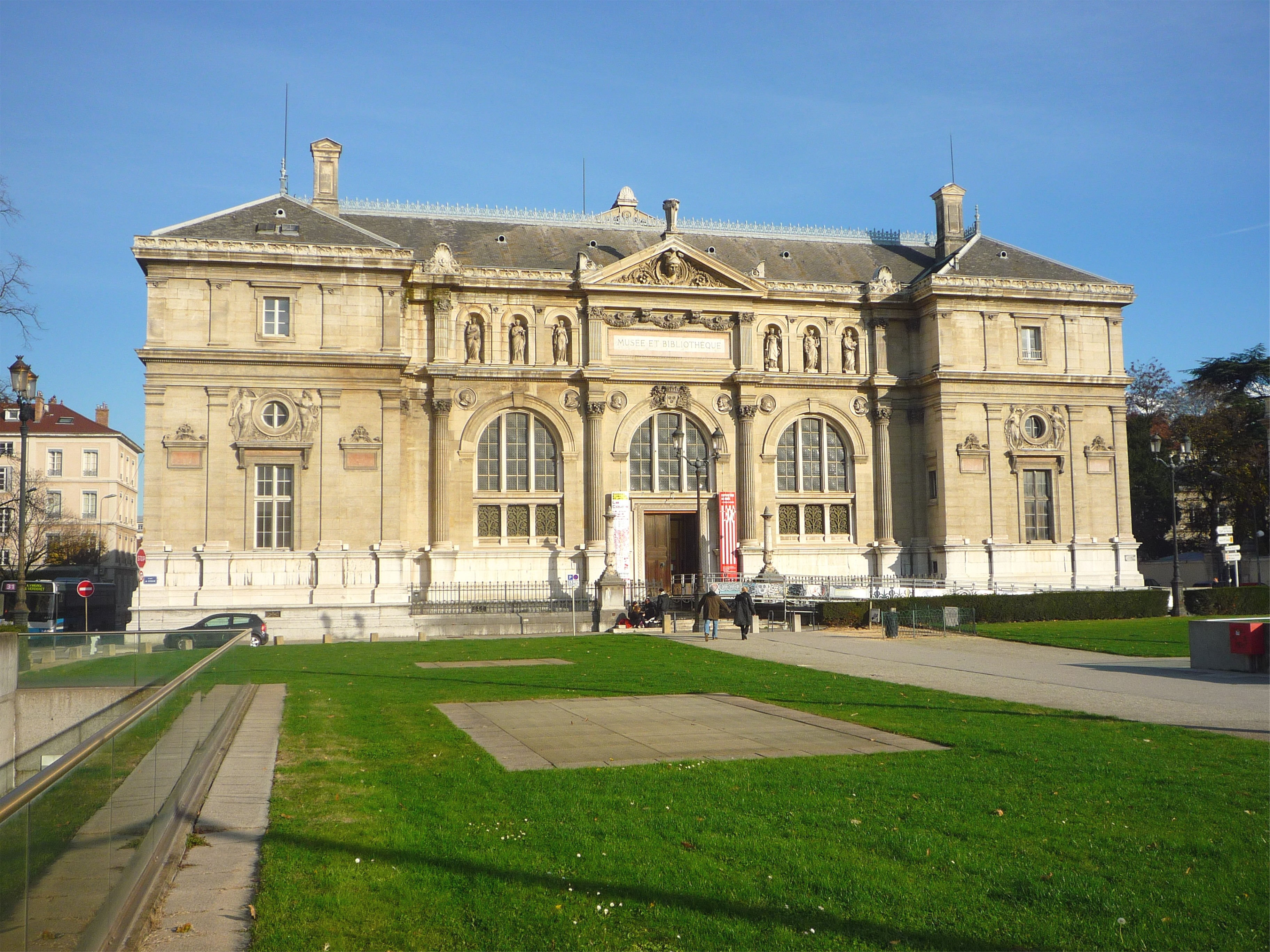
Ancien musée-bibliothèque.

Il aura la charge de recevoir le 20 juillet 1888 dans son établissement, le président Sadi Carnot dans le cadre de son déplacement à Grenoble et à Vizille lors de la célébration du centenaire de la pré-révolution française. Il ne tarde pas à être contacté et à échanger des courriers en 1890 avec un commandant d'infanterie de marine passionné d'art et effectuant sa seconde campagne militaire au Tonkin. Le 4 août 1897, lors d'une visite à Grenoble du président Félix Faure, le maire Stéphane Jay lui remet un album des tableaux les plus célèbres du musée, que le président prend le temps de visiter malgré un programme chargé en visites et inaugurations diverses.

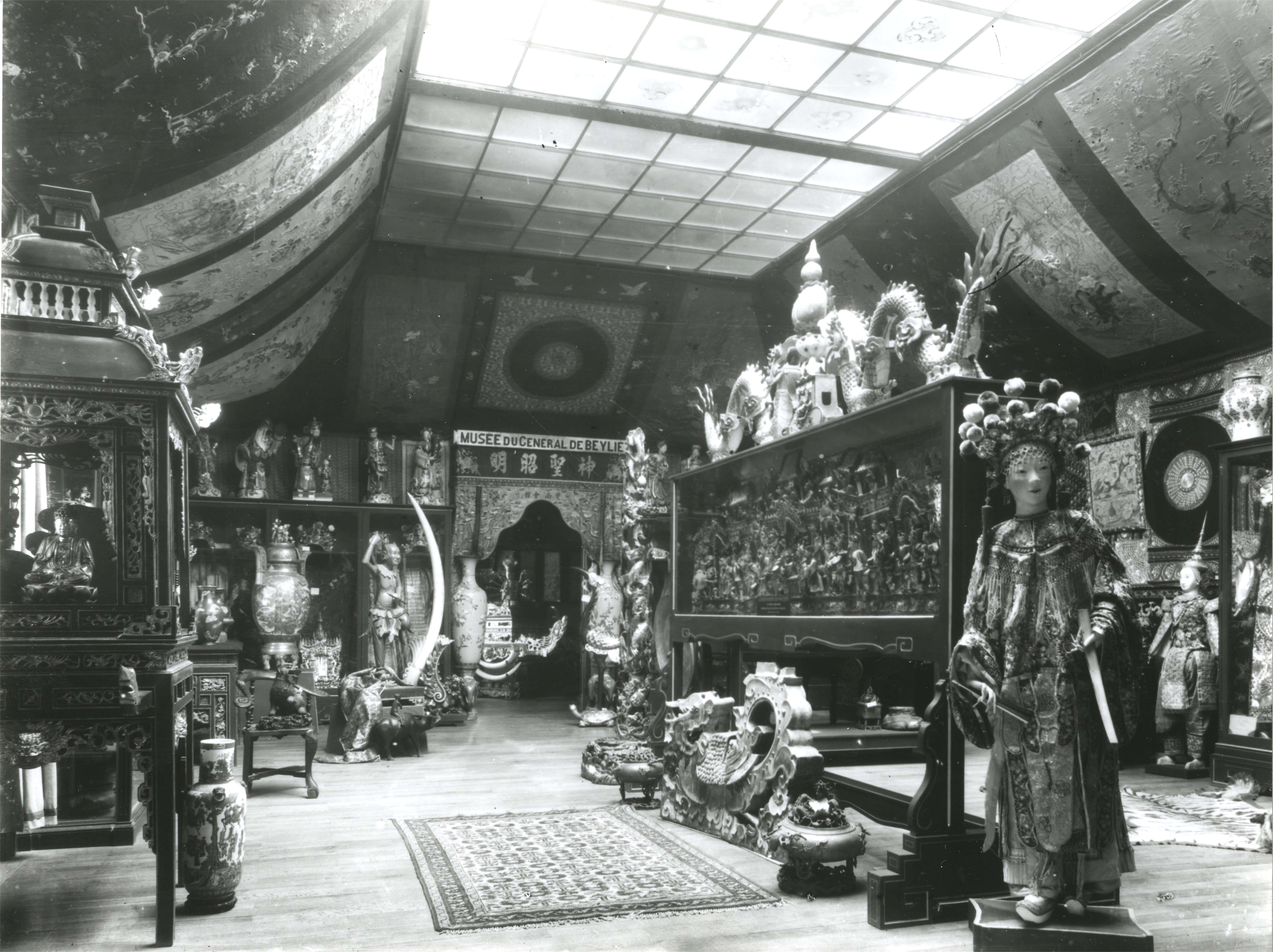
Le « musée du général de Beylié ».

Durant la dernière décennie du XIXe siècle, le plus grand mécène du musée, le général Léon de Beylié, offre quantité d'objets et de tableaux au musée de sa ville perpétuant ainsi une longue tradition de donations et de legs. Il complète la collection du musée en lui offrant notamment en 1901 quatre prestigieux tableaux de Francisco de Zurbarán. La quantité de statuettes et de sculptures reçues au musée est telle que le 10 juillet 1900 une salle est réservée à l'exposition de ses objets asiatiques, avant qu'une seconde ne le soit cinq ans plus tard. Grâce à ses déplacements lors de plusieurs campagnes militaires en Asie du Sud-Est, son influence est directe et massive sur la richesse et la nature des collections. De 1890 jusqu'à sa mort accidentelle le 15 juillet 1910, il apporte au musée cinquante tableaux, treize dessins, seize sculptures, treize pièces d'archéologie et des centaines d'objets d'Extrême-Orient.
À la même époque, en 1905, un jeune peintre parisien se fait remarquer dans la presse grenobloise après l'exposition de ses peintures au caractère particulièrement exceptionnel à la galerie d'art Fénoglio de la place Notre-Dame. En 1914, ce peintre et dessinateur publicitaire répondant au nom d'Andry-Farcy rentre à la Commission consultative du musée de Peinture et de Sculpture de Grenoble et organise à la galerie Fénoglio une exposition de cent-sept œuvres sur le peintre Johan Barthold Jongkind.

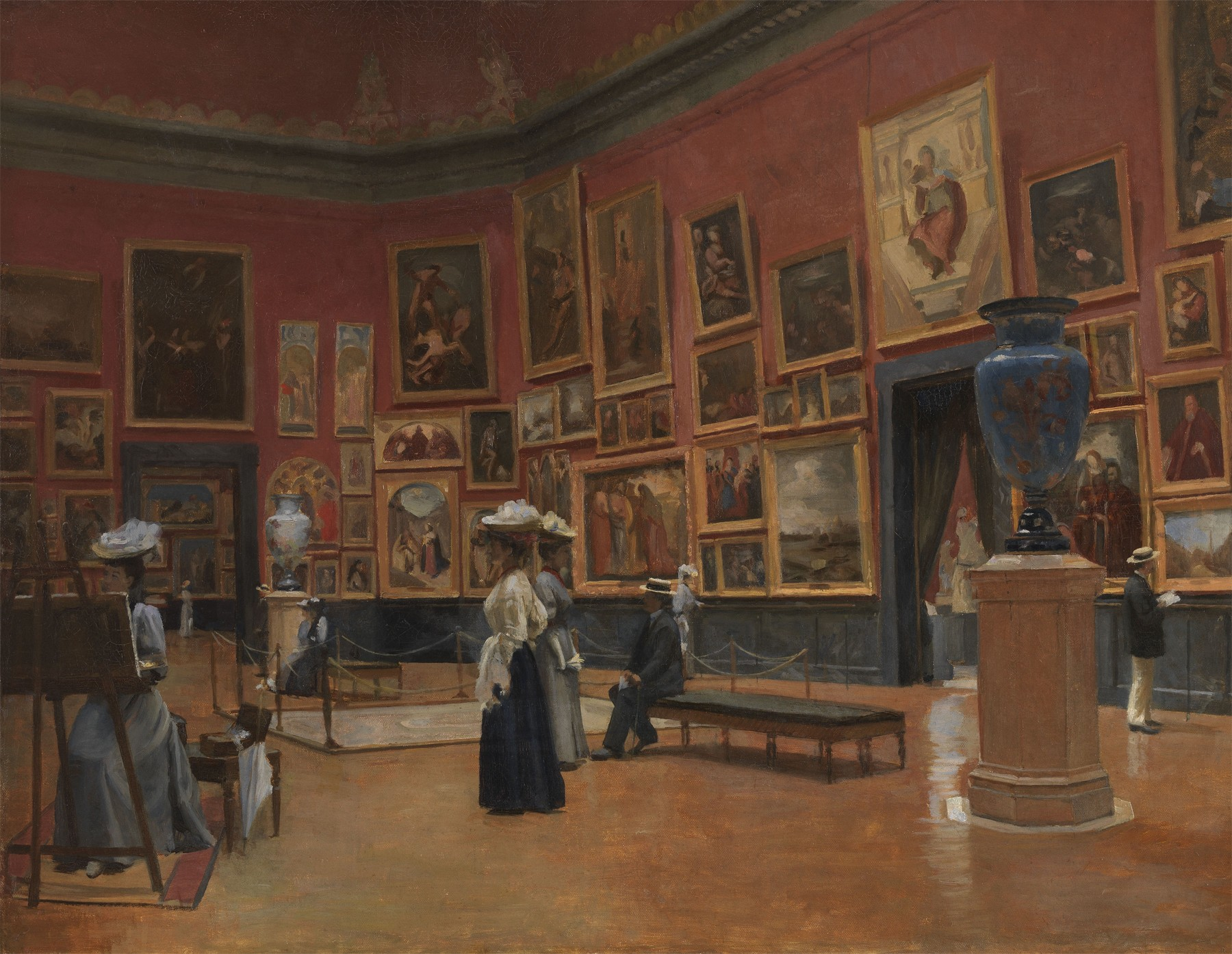
Jules Bernard, Visiteurs au musée de Grenoble (1911).

En 1913, la Société des amis des arts de Grenoble organise pour la première fois son 21e salon d'exposition hors du musée, dans les locaux de l'école des arts industriels de la rue Lesdiguières. Au cours de la Première Guerre mondiale, le musée ferme ses portes et son conservateur, Jules Bernard, meurt en décembre 1917. Un administrateur provisoire, Xavier Borgey, est alors désigné le 1er novembre 1917.
Le 15 octobre 1919, un arrêté préfectoral nomme Andry-Farcy au poste de conservateur du musée en remplacement de l'administrateur provisoire. En 1920, musée et bibliothèque organisent conjointement une exposition sur Stendhal où manuscrits, portraits et documents de l'écrivain sont exposés de juillet à septembre. Sous l'impulsion d'Andry Farcy, l'année 1920 marque également une réorganisation des salles du musée, au cours de laquelle des œuvres de moindre importance sont retirées des cimaises et les salles de l'école française, hollandaise et italienne sont créées. À l'été 1921, Farcy et son homologue du musée dauphinois, Hippolyte Müller, se mettent d'accord sur la répartition des objets entre leurs musées. Les pièces offrant un intérêt archéologique sont transférées au musée dauphinois dès 1921 pour les plus petites ou l'année suivante pour les plus massives d'époque gallo-romaine. Mais l'évènement de cette période est aussi l'ouverture le 7 octobre 1922 de la salle « Saint-Ferriol » des antiquités égyptiennes, encore sous administration de la bibliothèque, un évènement préparé de longue date dans le cadre du centenaire du déchiffrement des hiéroglyphes par Champollion avec la venue de Léon Bérard, ministre de l'Instruction publique et des Beaux-arts ainsi que des égyptologues de renom.

### Les débuts de l'art contemporain

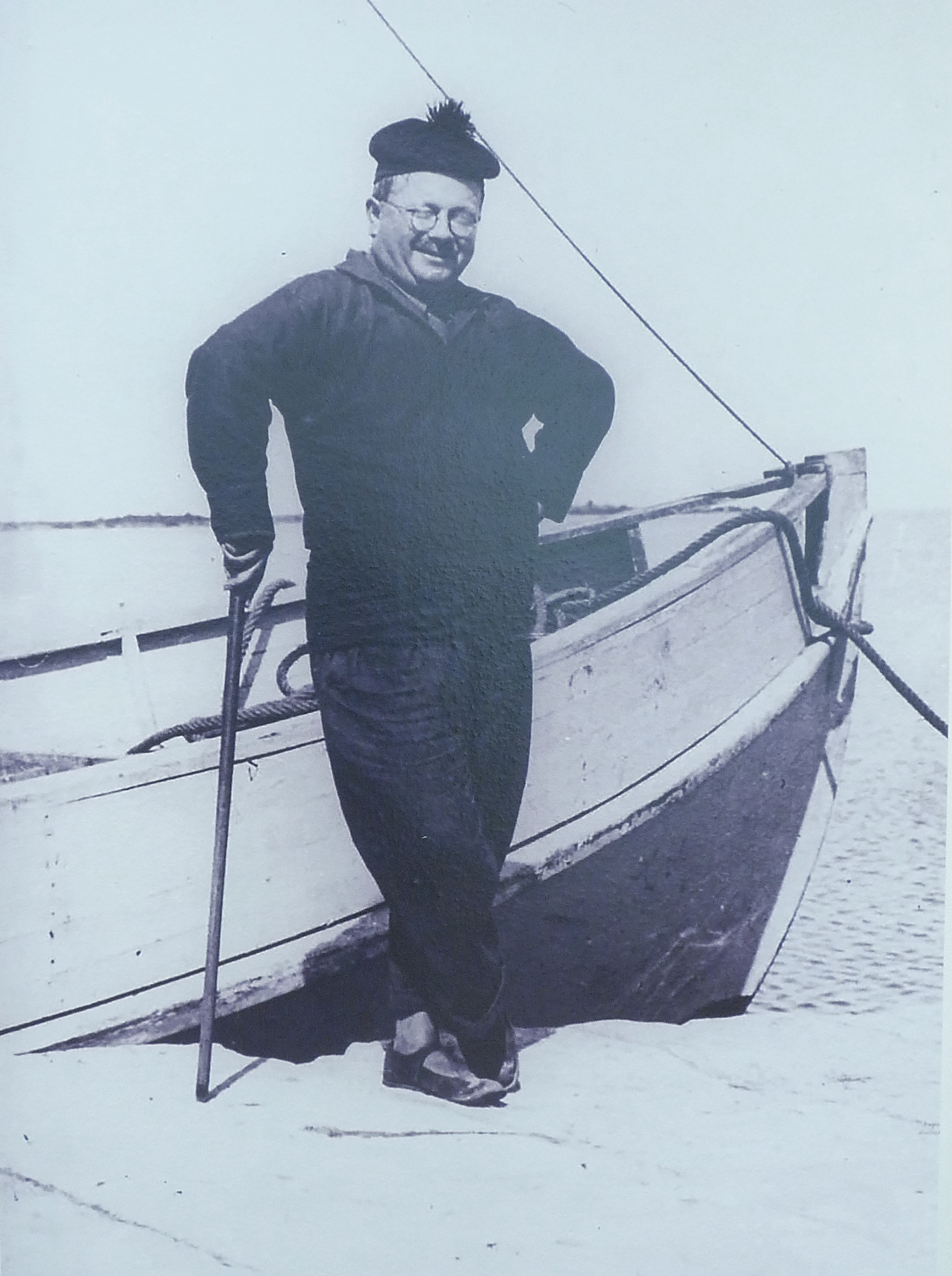
Andry-Farcy.

En 1920, le musée de Peinture et de Sculpture de Grenoble est considéré comme le premier comportant une section d'art moderne et contemporain en France puisque celui de Paris n'ouvrira véritablement qu'en 1947. Grâce à l'audace de son nouveau conservateur Andry-Farcy, il est même l'un des premiers dans le monde consacré à cette période avec le musée Folkwang d'Essen. Le Museum of Modern Art de New York n'ouvrant quant à lui qu'en 1929 et le musée d'art moderne de Łódź (en) en Pologne en 1930. Parmi ses premiers tableaux, figurent l'Allée d'arbres dans le bois de Clamart, donné par Henri Matisse au cours du mois de juin ou encore Le Parc de Saint-Cloud confié par Raoul Dufy.
Durant l'année 1921, alors que le musée expose le premier des tableaux de Pablo Picasso entré dans une collection publique française, la veuve de Fantin-Latour, Victoria Dubourg, cède au musée 1 400 clichés photographiques ayant appartenu à son mari, mais aussi un tableau de nature morte et les meubles de l'atelier de l'artiste, comme sa boîte de couleurs. Le musée détenait déjà depuis 1899 des dizaines d'estampes de Fantin-Latour qui appréciait sa ville natale, quittée à l'âge de cinq ans. Le 1er juin 1922, le musée ouvre trois salles réorganisées dont l'une pour les artistes dauphinois, une autre pour les peintres modernes et la dernière pour les peintres du XIXe siècle qui en profite pour accueillir l'exposition Jongkind mais qui comporte encore beaucoup d'absents comme le déplore la presse quotidienne. À la même époque, le musée reçoit la visite de Léon Bonnat qui fustige la collection d'art moderne en parlant d'une « exhibition d'effronteries préméditées et d'une honte nationale », avant d'être repris en public par le conservateur Andry Farcy qui déclare « qu'en tant que membre de l'Institut, ce n'est pas son rôle de se conduire comme un petit tapageur ». Farcy est toutefois soutenu par les hauts fonctionnaires parisiens comme Paul Léon venu visiter l'exposition Jongkind le 19 août 1922 ou des politiciens comme Léon Bérard, ministre de l'Instruction publique et des Beaux-arts, qui s'exclame devant un tableau de Matisse lors de sa visite du 7 octobre 1922 « Ce n'est certainement pas moi qui vous désapprouverai de telles initiatives modernes » et Édouard Herriot qui visite le musée à plusieurs reprises. Le 18 mai 1923, c'est l’un des fondateurs de l'impressionnisme, Claude Monet, qui accepte de donner au musée son Coin de l'étang à Giverny, faisant la une du Petit Dauphinois un mois plus tard. C'est aussi pour le musée la période du legs du couple Georgette Agutte et Marcel Sembat, amis du maire Paul Mistral, ainsi que celle des dons du peintre Pierre Bonnard. Le 8 février 1924, le musée est visité par la caravane post-olympique des Jeux de Chamonix avec dans ses membres le baron Pierre de Coubertin,.
En 1925, l'Exposition internationale de la houille blanche qui se déroule à Grenoble amplifie la fréquentation du musée avec 23 870 visiteurs durant l'été contre 14 581 l'été précédent. L'année 1926 est marquée par la visite le 19 octobre du nouveau maitre de l'art moderne, Pablo Picasso. Du 20 août au 31 octobre 1927, une exposition de 74 tableaux sur l'art belge contemporain fait découvrir un panorama le plus exhaustif possible de l’art belge de l’époque grâce au conservateur Andry-Farcy qui propose aux artistes novateurs en mal de reconnaissance officielle de présenter leurs œuvres en échange du don de quelques-unes d'entre elles,. L'exposition qui illustre la volonté du conservateur de s'ouvrir sur la peinture européenne, est médiatisée par la venue à Grenoble de La Chute d'Icare de Pieter Brueghel l'Ancien, prêté durant l'exposition par les musées royaux des Beaux-Arts de Belgique, et serait la première exposition où figure dans un cadre officiel, la mention d’artistes « surréalistes »,. Elle est cependant violemment critiquée par une partie de la population qui voit la laideur poussée à l'excès et un mépris de la forme humaine dans ses tableaux. Sans détour, le journal catholique conservateur La République de l'Isère titre Les Horreurs de l'exposition de l'art belge. À l'issue de l'exposition, 31 tableaux intègrent la collection du musée. Ce nouveau mouvement attire cependant des personnalités comme le pianiste Alfred Cortot en visite en novembre 1928 ou l'épouse du président Raymond Poincaré en avril 1934, mais également un généreux donateur, le comte Emanuele Sarmiento qui en 1933 donne vingt-trois tableaux de peintres italiens, permettant ainsi d'ouvrir le 22 mai une salle italienne d'art contemporain. Sarmiento reviendra par la suite à Grenoble prononcer une allocution lors de l'inauguration du musée Stendhal en 1934.

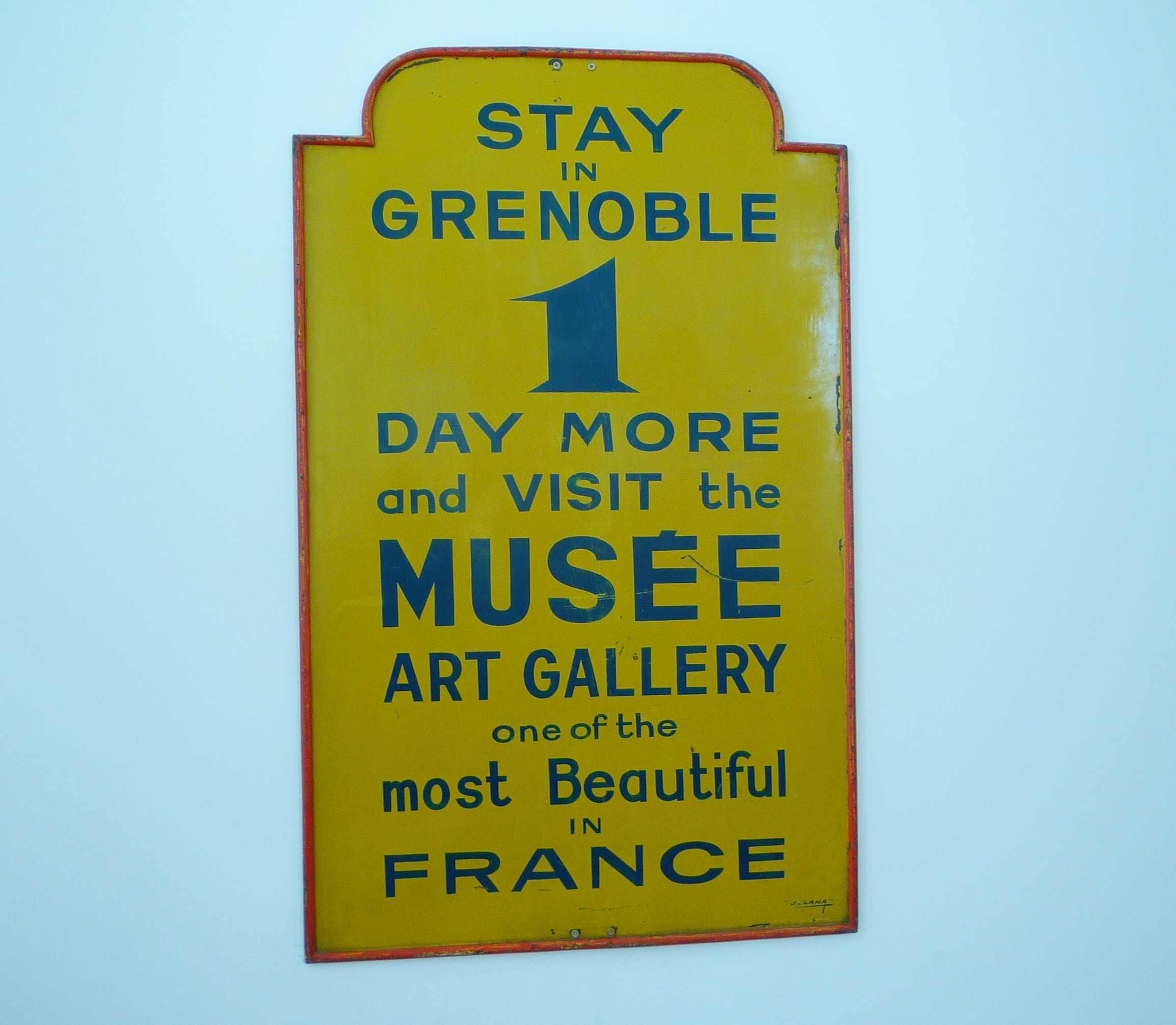
Plaque publicitaire destinée aux visiteurs de passage à Grenoble.

La poursuite de l'enrichissement du musée en matière d'art moderne justifie en janvier 1935 une exposition de ses collections au Petit Palais à Paris inaugurée par le président Albert Lebrun, comportant également des œuvres anciennes comme le Saint Grégoire pape, entouré de saints et de saintes de Rubens, unique déplacement de ce tableau depuis son arrivée à Grenoble 124 ans auparavant. La même année, le musée expose du 12 octobre au 17 novembre près de cent-cinquante tableaux, une trentaine de sculptures et plus de soixante dessins au Stedelijk Museum d'Amsterdam à l'occasion du 40e anniversaire de ce musée,. Andry Farcy fait visiter en personne l'exposition à la reine Wilhelmine le 31 octobre. Par la suite, Farcy saisit aussi l'occasion du centième anniversaire de la naissance de Fantin-Latour à Grenoble pour faire découvrir cet artiste très réaliste au public grenoblois lors d'une importante exposition inaugurée le 8 août 1936 et visitée douze jours plus tard par le président Albert Lebrun en séjour au château de Vizille. D'autres personnalités y seront aperçues comme le président des Musées nationaux, David David-Weill ou le président de la société des amis du Louvre, Albert Henraux.

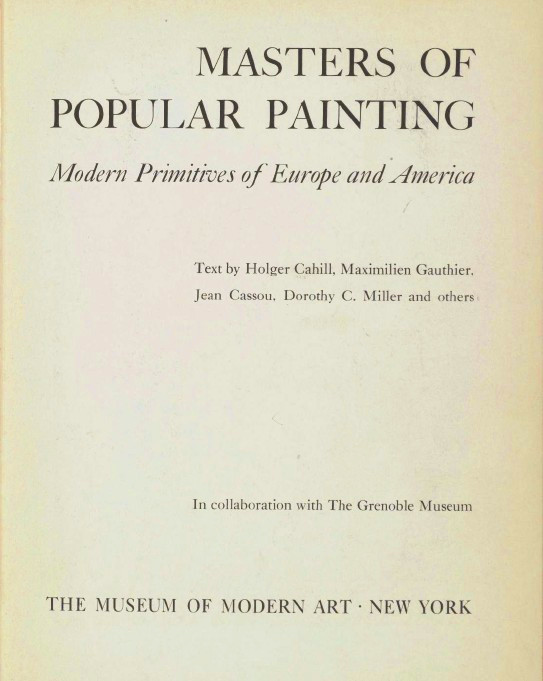
Catalogue américain de l'exposition de 1938.

Profitant du déroulement de l'Exposition universelle de 1937, le musée de Grenoble inaugure à Paris le 21 juin 1937, en présence du ministre de l'Éducation nationale, Jean Zay, une seconde exposition intitulée Les maîtres populaires de la réalité. Pour Farcy, c'est l'occasion de montrer sa collection sur le fauvisme, le cubisme ou le surréalisme à son homologue du Louvre, René Huyghe. Le succès de l'exposition est tel que le Kunsthaus de Zurich sollicite la venue de cette exposition en Suisse à l'automne, demande acceptée par le maire Paul Cocat qui fera le déplacement pour le vernissage le 15 octobre. De nouveau, face à un vif succès, le Museum of Modern Art de New York propose à son tour d'accueillir cette exposition en prenant tous les frais à sa charge. C'est ainsi que le 20 mars 1938, l'ensemble des œuvres embarque à bord du Normandie, accompagné par toute une délégation française. Grâce au conservateur américain Alfred Barr, les personnalités les plus marquantes du monde artistique et de la haute société new-yorkaise visitent l'exposition augmentée d'œuvres d'artistes américains du 27 avril au 24 juillet. Les collections d'art moderne continuent d'attirer du monde puisque le 12 août 1938, c'est au tour du président Albert Lebrun d'inaugurer au musée de Grenoble l'exposition L'impressionnisme, ses origines et son héritage au XIXe siècle. Parmi le public, on y croise des personnalités comme le poète Francis Jammes.
Avec le déclenchement de la Seconde Guerre mondiale, le musée décide de cacher quelques œuvres majeures au monastère de la Grande Chartreuse, mais le contexte n'interdit cependant pas à l'institution de faire partie en 1940 des dix-huit musées français envoyant des œuvres lors d'une tournée d'expositions de peinture française en Amérique du Sud. Celle-ci s'achève par un passage au Metropolitan Museum of Art de New York du 28 janvier au 23 mars 1941. Andry-Farcy, saisit également l'occasion du cinquantenaire de la mort de Johan Barthold Jongkind pour faire une seconde exposition sur ce peintre d'octobre à décembre 1941. L'inauguration se déroule le 16 septembre en présence du secrétaire général des Beaux-Arts, Louis Hautecœur, et du maire Paul Cocat. À cette époque, le peintre et ancien donateur Pierre Bonnard, revient discrètement au musée afin de retoucher au pinceau des détails de ses œuvres entre deux passages de gardiens.
Farcy va accepter également de cacher dans les réserves les œuvres de personnalités juives comme Peggy Guggenheim. Mais avec l'arrivée des soldats allemands à Grenoble au début du mois de septembre 1943, les œuvres intégrées au musée grâce à Andry Farcy sont jugées subversives et son intérêt pour un art qualifié de dégénéré lui vaut d'être arrêté par la gestapo en décembre 1943. Interné au camp de Compiègne, il va y rester jusqu'en septembre 1944 avant de reprendre sa place de conservateur jusqu'en 1949. Sur place à Grenoble, l'archiviste et secrétaire général de la ville, Henri Debraye, assure l'intérim pendant son absence.

### L'après-guerre
Après la guerre, Farcy continue de faire connaître les collections du musée. Au Kunsthaus de Zurich en 1946, puis lors du Festival de Cannes 1947 avec la double exposition L'art vivant et l'École de Paris du 23 août au 25 septembre à l'hôtel Gray d'Albion. Il organise une ultime exposition Les Premiers maîtres de l'art abstrait à la galerie Maeght de Paris du 29 avril au 7 juin 1949.

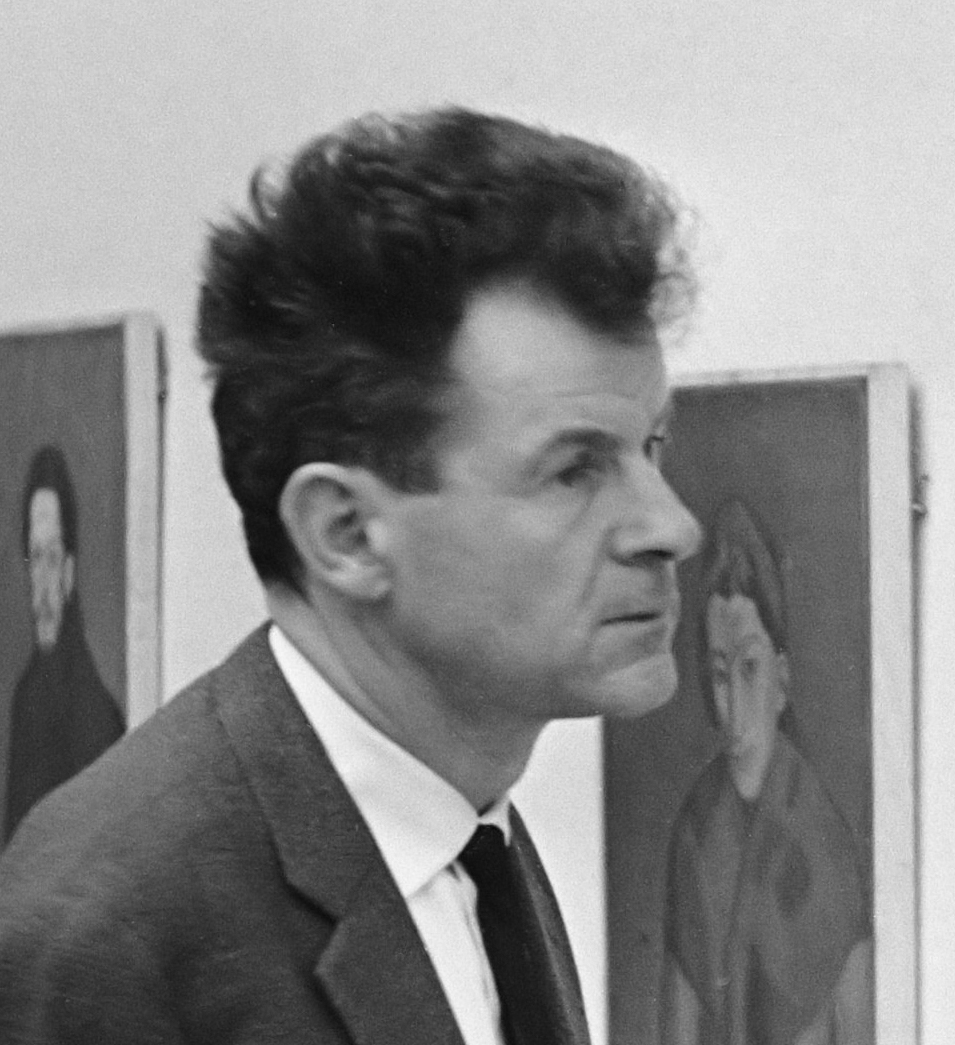
Jean Leymarie, conservateur de 1949 à 1955.

Son successeur, Jean Leymarie, en poste depuis le 20 juillet 1949, multiplie conférences et visites guidées. Il assume la lourde tâche des travaux de rénovation des soubassements du musée-bibliothèque effectués de juin 1950 à avril 1954, tout en organisant une exposition sur Vincent van Gogh du 30 mars au 2 mai 1951, accueillant 40 000 visiteurs venus voir la centaine d'œuvres exposées, puis réussit l'année suivante un coup de maître en devenant le premier conservateur de France à acquérir un bronze peint du sculpteur suisse Alberto Giacometti, La cage. Il réalise de septembre à octobre 1953 une exposition sur Paul Cézanne accueillant trente-cinq œuvres et consacre également une troisième exposition à Jongkind et ses aquarelles du Dauphiné qui s'achève en mai 1955, cinq mois avant qu'il ne quitte son poste de conservateur.
Des expositions sont remarquables par la suite comme celle organisée du 1er juillet au 6 septembre 1959 par la conservatrice Gabrielle Kueny sur les affiches de Pablo Picasso, sur Paul Klee l'été suivant qui devient la première exposition aussi importante de cet artiste avec cent-vingt pièces,. Elle va ensuite organiser des rétrospectives, sur Henri-Jean Closon du 16 juin au 30 août 1961, sur Charles Lapicque du 29 juin au 31 août 1962, sur Albert Gleizes du 19 juin au 31 août 1963 à l'occasion du 10e  anniversaire de sa disparition,, sur Maria Helena Vieira da Silva en juillet et août 1964,, mais aussi l'exposition Climat 66 du 28 juin au 30 septembre 1966 ou Sculpture, 1947-1967 durant l'été 1967. Cependant sa principale initiative est la publication le 26 décembre 1963 par les Éditions des musées nationaux du catalogue complet des dessins du musée. Atteinte par la limite d'âge, son successeur est son adjointe, Hélène Lassalle, la plus jeune conservateur de France et la plus jeune diplômée de l'École du Louvre, alors âgée de 26 ans. Elle assurera la fonction jusqu'au moment où Maurice Besset, pressenti à ce poste, pourra prendre possession de sa chaire de professeur à l'université de Grenoble. Elle organise une exposition sur les céramiques de peintres du 27 mars au 2 juin 1969 dans laquelle sont exposés des objets décorés par Braque, Léger, Miró ou Picasso puis une exposition sur Edvard Munch en juin et juillet et sur Yves Klein,.
Son successeur, Maurice Besset prend ses fonctions fin 1969 peu avant l'exposition sur Max Bill se déroulant du 13 décembre 1969 au 1er février 1970. Il assiste au début de l'année 1970 au déménagement de la bibliothèque qui s'installe boulevard Maréchal Lyautey, après 168 ans de cohabitation, laissant ainsi des salles disponibles pour le musée, mais également la collection égyptienne à ce dernier. Il organise une exposition sur Jean Dewasne de juin à octobre 1970, sur Naum Gabo en septembre et octobre 1971 et rend hommage par la suite au peintre dauphinois Jules Flandrin dans une exposition du 20 avril au 5 juin 1972 mais organise également en 1973 le prêt d'œuvres contemporaines à la Galerie d'art de l'université du Maryland (en) près de Washington. En 1974, il expose les peintres de Moscou (peintres nés à Moscou), puis accueille l'exposition Recent British painting de passage à Grenoble du 1er février au 17 mars 1975 et organise d'avril à juin 1975, des collages et dessins d'Alberto Magnelli.
Du 25 juin au 28 octobre 1975, le musée organise une exposition intitulée Conserver-restaurer donnant l'occasion de montrer au public les techniques de restauration des tableaux ou d'œuvres d'art diverses avec l'aide de l'Atelier de recherche et de conservation Nucléart. La même année, Marie-Claude Beaud devient directrice par intérim du musée. Elle organise notamment l'exposition sur l'illustrateur Paul Flora (en) en 1976 puis une double exposition du 17 février au 12 avril 1977 sur les œuvres de Fantin-Latour du musée et sur le graphiste Richard Hamilton. Durant l'été, c'est le sculpteur Willem de Kooning qui est à l'affiche.
Avec le conservateur Pierre Gaudibert, s'ouvre l'exposition de Judit Reigl en septembre 1978. L'année suivante, s'ouvre la double exposition le 16 mai 1979 sur Pierre Buraglio et Alfred Courmes, puis L'École de la nature en Dauphiné au XIXe siècle du 18 mars au 10 mai 1982. Trente-deux ans après sa mort, l'implication du conservateur Andry-Farcy dans les collections modernes du musée est reconnue au point que Pierre Gaudibert lui consacre une exposition du 28 juin au 11 octobre 1982, puis organise l'exposition Chefs-d'œuvre de l'art africain à la fin de la même année. Cependant, au fil des décennies et des acquisitions, les tableaux sont de plus en plus nombreux et rapprochés les uns des autres sur les murs et comme un siècle auparavant, des projets de déménagement commencent à germer dans les esprits.

### Un nouvel édifice
En 1982 le président François Mitterrand annonce la création d'un nouvel édifice. L'année suivante, le nouveau maire de la ville Alain Carignon et le ministre de la Culture Jack Lang s'accordent sur le principe et le lieu de construction : un terrain tout proche du centre-ville et voisin d'un parc urbain. En septembre 1986, un nouveau conservateur, Serge Lemoine prend la direction du musée après une période d'intérim assurée par Hélène Vincent. Après la désignation des architectes en 1987, le chantier de construction débute en 1990. Des expositions temporaires continuent de se dérouler dans l'ancienne bibliothèque comme celle de l'été 1987 sur César Domela, celle sur Laurent de La Hyre du 14 janvier au 10 avril 1989 ou celle sur le peintre Claude Rutault du 11 janvier au 30 mars 1992.

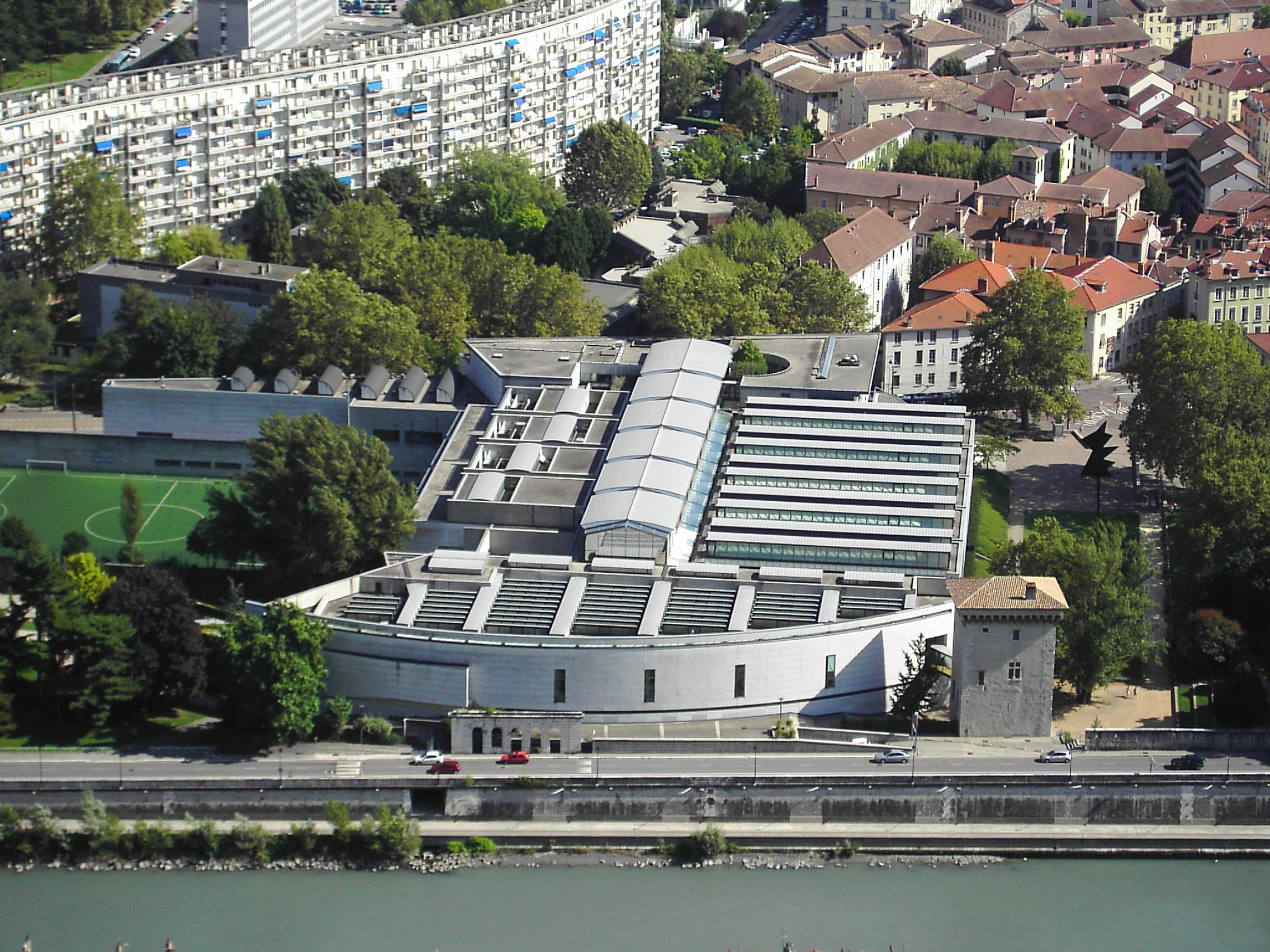
Le musée et la tour de l'Isle à droite.

Le 9 novembre 1992, le musée-bibliothèque de la place Verdun ferme définitivement ses portes après 122 ans et 5 mois d'utilisation. Une certaine activité artistique va cependant persister dans les lieux puisque la Société des amis des arts de Grenoble (Sadag) y poursuit ses salons annuels depuis lors. Cette période de transfert donne l'occasion à l'institution d'exposer 175 chefs-œuvres à la Fondation de l'Hermitage à Lausanne à partir du 15 octobre 1992, et dans trois villes japonaises Tokyo, Takamatsu et Kanazawa à partir du 23 avril 1993.
Le 29 janvier 1994, le nouveau bâtiment abritant les collections est inauguré par le premier ministre Édouard Balladur. Situé place de Lavalette, en bordure de l'Isère, il triple la surface d'exposition de l'ancien musée et son coût total est de 203 millions de francs. Il se complète d'un jardin de sculptures dans le parc Albert-Michallon, un espace arboré de 16 000 m2 entourant un mur d'enceinte de la ville de la fin du XIXe siècle. Serge Lemoine, conservateur du musée, explique et précise devant les médias : « On n'a pas construit un bâtiment [...] puis, ensuite, on a essayé de voir ce que l'on pouvait mettre dedans. C'est exactement le contraire que nous avons fait. Nous avions une collection, l'une des toutes premières de France et d'Europe, et c'est à partir de cette collection que nous avons conçu, écrit le programme muséographique et puis ensuite construit le bâtiment. ».
Dès l'année suivante, des expositions temporaires se déroulent au rythme de deux à trois par an.

## Historique de l'emplacement du nouveau musée
L'emplacement actuel du musée est occupé dès les premières années du XIIIe siècle par le premier couvent de franciscains, souvent appelés en France Frères mineurs ou Cordeliers, avant qu'il ne doive se déplacer en 1592, sur l'actuelle place de Bérulle. La grande salle du réfectoire du couvent devient également le site de l'université de Grenoble lorsque le gouverneur du Dauphiné, François Ier de Saint-Pol, la réinstalle à Grenoble le 16 août 1542. Mais l'existence de cette université est de courte durée en plein milieu des guerres de religion, puisque après d'interminables requêtes, un arrêt définitif du Conseil royal prononce sa fermeture le 6 juin 1567 au profit de l'université de Valence.
Intégré à la ville au début du XIIIe siècle par une extension de l'enceinte romaine, le lieu est l'extrémité est de la ville et le restera jusqu'au XIXe siècle, ce qui entraîne différentes générations de fortifications au fil des siècles. C'est ainsi que s'achève la construction de la tour de l'Isle en 1401, faisant office de système de défense autant que de moyen de relative autonomie des consuls de la ville qui en font la première « maison de ville ». En 1591, le futur duc de Lesdiguières, qui vient de s'emparer de la ville dans le cadre des guerres de religion, construit une nouvelle enceinte fortifiée, transformant le lieu en une petite citadelle également appelée Arsenal, afin de se préserver de toute rébellion des habitants. Cette zone devient alors la première caserne dans l'histoire de la ville.

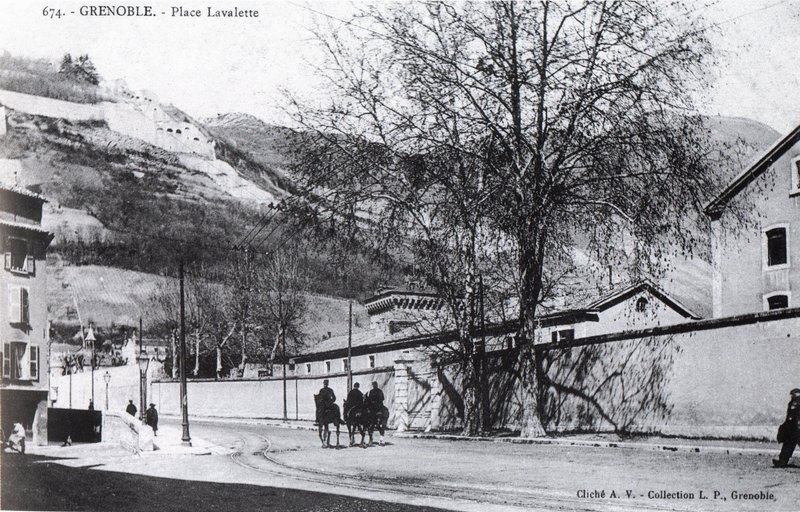
La caserne Vinoy vers 1900.

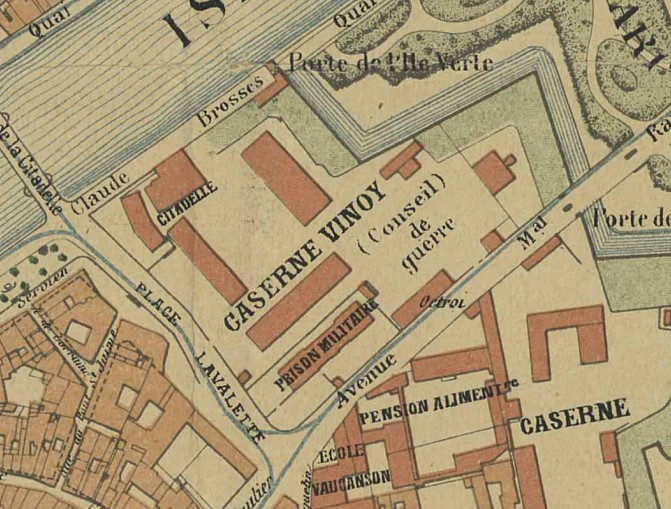
Plan du site en 1911.

Au XIXe siècle, le général Haxo agrandit l'enceinte de la ville de 1832 à 1836 en édifiant un nouveau mur de fortification qui vient s'appuyer contre la citadelle. En 1866, l'étroite place du Bœuf donnant sur les quais de l'Isère change de nom en devenant la place Lavalette, en hommage à l'ancien maire de la ville, Charles Planelli de Lavalette, disparu en 1854. Historiquement lieu d'occupation militaire, le quartier est occupé au cours du XIXe siècle par plusieurs casernes dont la caserne Vinoy à l'emplacement du musée, et la caserne Bizanet en face.
Vers 1888, une modification est apportée dans l'enceinte Haxo. À la demande pressante du maire Édouard Rey et de la population, le génie crée une nouvelle porte, la porte de la Saulaie, afin de desservir le nouveau quartier de l'Île-Verte par l'avenue Maréchal Randon, dénommée ainsi en 1891. Cette création oblige techniquement les militaires à redresser le cheminement de l'enceinte Haxo en construisant un nouveau tracé d'enceinte en équerre rejoignant le bord de l'Isère, à l'emplacement d'une ancienne demi-lune de fortification. Cette nouvelle muraille de 150 mètres linéaires environ a été conservée depuis cette époque et sépare de nos jours le jardin de sculptures du terrain de football, puis rentre dans la structure du musée. En 1923, peu de temps après une exposition lui étant consacré et 70 ans avant l'achèvement du musée, une partie du quai Claude-Brosse et le quai de l'Île Verte deviennent le quai Jongkind.
En 1967, les bâtiments de la caserne Vinoy sont démolis et laissent place à un grand parking qui est utilisé durant les jeux olympiques d'hiver de 1968, afin d'installer un chapiteau recevant de nombreuses célébrités de la chanson de l'époque. Le parking Vinoy sera utilisé jusqu'au démarrage du chantier du parking en juin 1987, le chantier du musée ne démarrant qu'en 1990.

## Architecture du bâtiment
Le bâtiment actuel, inauguré en 1994, a été conçu dans le cadre du programme de grands travaux en province initié en 1982, par les architectes Olivier Félix-Faure, Antoine Félix-Faure et Philippe Macary du cabinet d'architecte grenoblois Groupe 6, assistés du muséographe Lorenzo Piqueras.

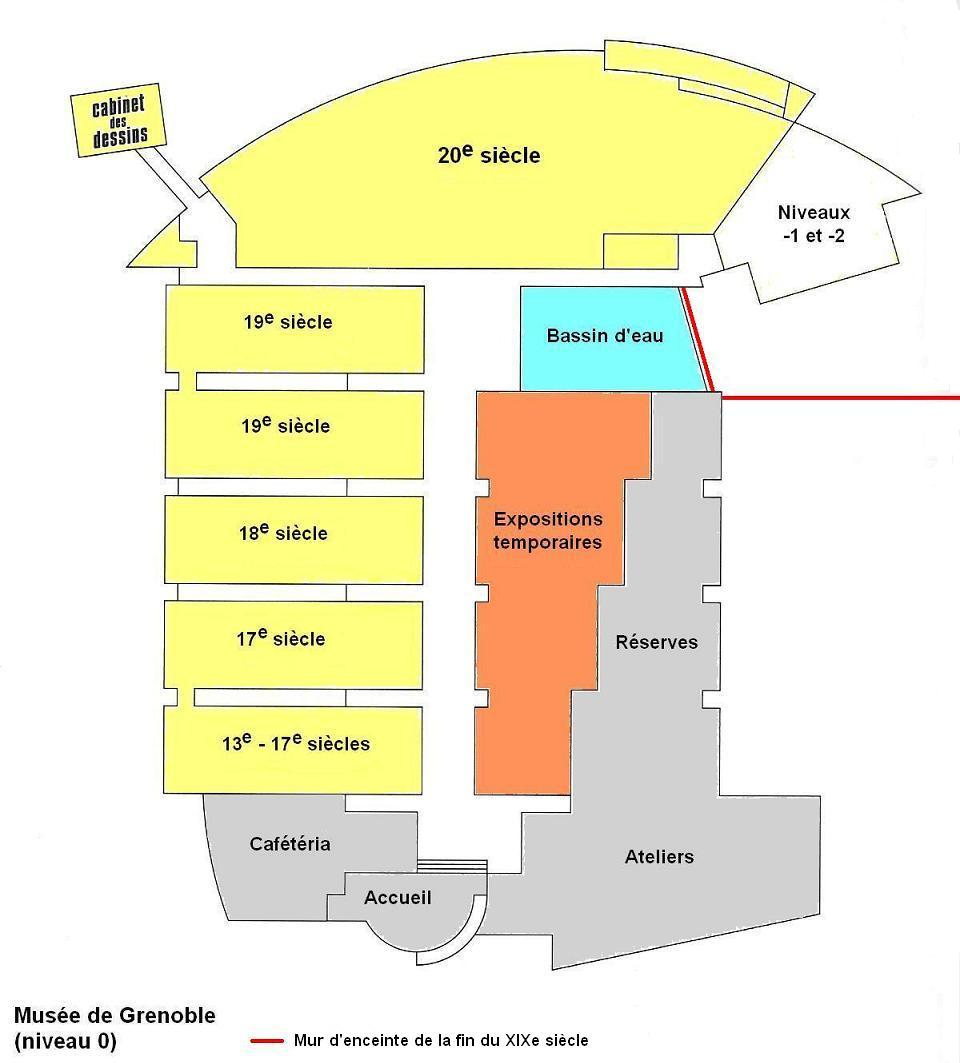
Plan du niveau 0.

Sur le site, les contraintes de construction sont fortes. Des impératifs sont à respecter dans l'environnement immédiat du chantier. Au nord-ouest, une partie d'enceinte Lesdiguières datant de 1591 est inscrite au titre des monuments historiques. À proximité, la tour de l'Isle datant de 1401, également inscrite, est à rénover. À l'est, la partie modifiée de l'enceinte construite vers 1888 doit être conservée, obligeant ainsi l'intégration d'une partie de celle-ci à l'intérieur du bâtiment. Enfin à l'est, un stade de football est à conserver à l'intérieur du cheminement de l'enceinte pour ce quartier à forte densité urbaine.
Le musée est construit sur un immense parking à trois niveaux le mettant à l'abri de tout débordement de l'Isère. Concernant les zones d'expositions, le musée lui-même est construit sur trois niveaux mais la plupart des salles d'exposition sont installées au niveau 0. À ce niveau, les salles sont desservies par une large galerie centrale aboutissant à un patio. À gauche, les cinq séquences d'art ancien, à droite les salles des expositions temporaires. Au fond de l'allée centrale laissée vide de toute œuvre, en arc de cercle, l'immense zone consacrée au XXe siècle et l'accès à la tour de l'Isle. Hormis les deux salles 18 et 19 des statues, l'ensemble du niveau 0 est éclairé par une lumière indirecte dont l'intensité est contrôlée par l'abaissement automatique de rideaux dans la structure complexe des plafonds, ces derniers contenant également d'une façon discrète tout le système de climatisation.
Les niveaux −1 et −2 n'existent que sur une petite partie de l'emprise au sol, et ne reçoivent donc qu'un nombre restreint de salles. Leur éclairage n'est plus d'une lumière zénithale très étudiée comme les salles du niveau 0. Au niveau −1 sont installées, sous le hall d'accueil, les trois salles des antiquités grecques, étrusques et égyptiennes, et à l'autre extrémité du bâtiment, quatre salles concernant la fin du XXe siècle puisque les œuvres sont postérieures à 1960. Au-dessous, le niveau −2 réserve six salles au XXIe siècle. C'est également à ce niveau que l'on peut découvrir l'intégration spectaculaire de l'extrémité de l'enceinte du XIXe siècle à ce bâtiment futuriste.
À l'intérieur, les passages entre niveaux sont équipés de larges rampes d'accès et deux ascenseurs facilitent les déplacements. Un troisième ascenseur n'étant destiné qu'à l'accès du musée depuis le parking. Les salles sont conçues pour reposer l'œil : parquets uniformes, murs blancs, absence de tout procédé d'accrochage, rien d'apparent. Autour du hall d'entrée cylindrique, se répartissent le service d'accueil, la librairie et la boutique, une cafétéria. À l'étage, les bureaux de la conservation, ceux de l'association des amis du musée, ceux de l'association Musée en musique qui organise des concerts dans un auditorium de 278 places en partenariat avec le Musée du Louvre et enfin la bibliothèque André Chastel pourvue d'un fonds spécialisé en histoire de l'art de 60 000 ouvrages.
À quelques mètres du bâtiment, le musée intègre, via une passerelle aérienne de verre et d'acier, le troisième niveau de la tour de l'Isle, et transforme aussi les trois étages suivants de 50 m2 chacun en lieu d'expositions graphiques. La tour possède un cinquième et dernier niveau en mezzanine. Rénovée, cette tour médiévale a été dotée de deux escaliers pour des raisons de sécurité et sa charpente reprise en certains endroits. Le projet architectural intégrait aussi dans le même complexe le stade de football du quartier.
Durant les années 2000, l'extension du volume des collections d'art contemporain étant continue, le projet d'un agrandissement du musée voit le jour, mais en raison du contexte économique peu favorable évoqué par le ministre de la Culture lors d'une visite en novembre 2009, ce projet reste sans suite,. Cependant, il semble inévitable que dans les décennies à venir, le musée bénéficie d'un agrandissement pour ses collections d'art contemporain situées aux niveaux −2 et −1.

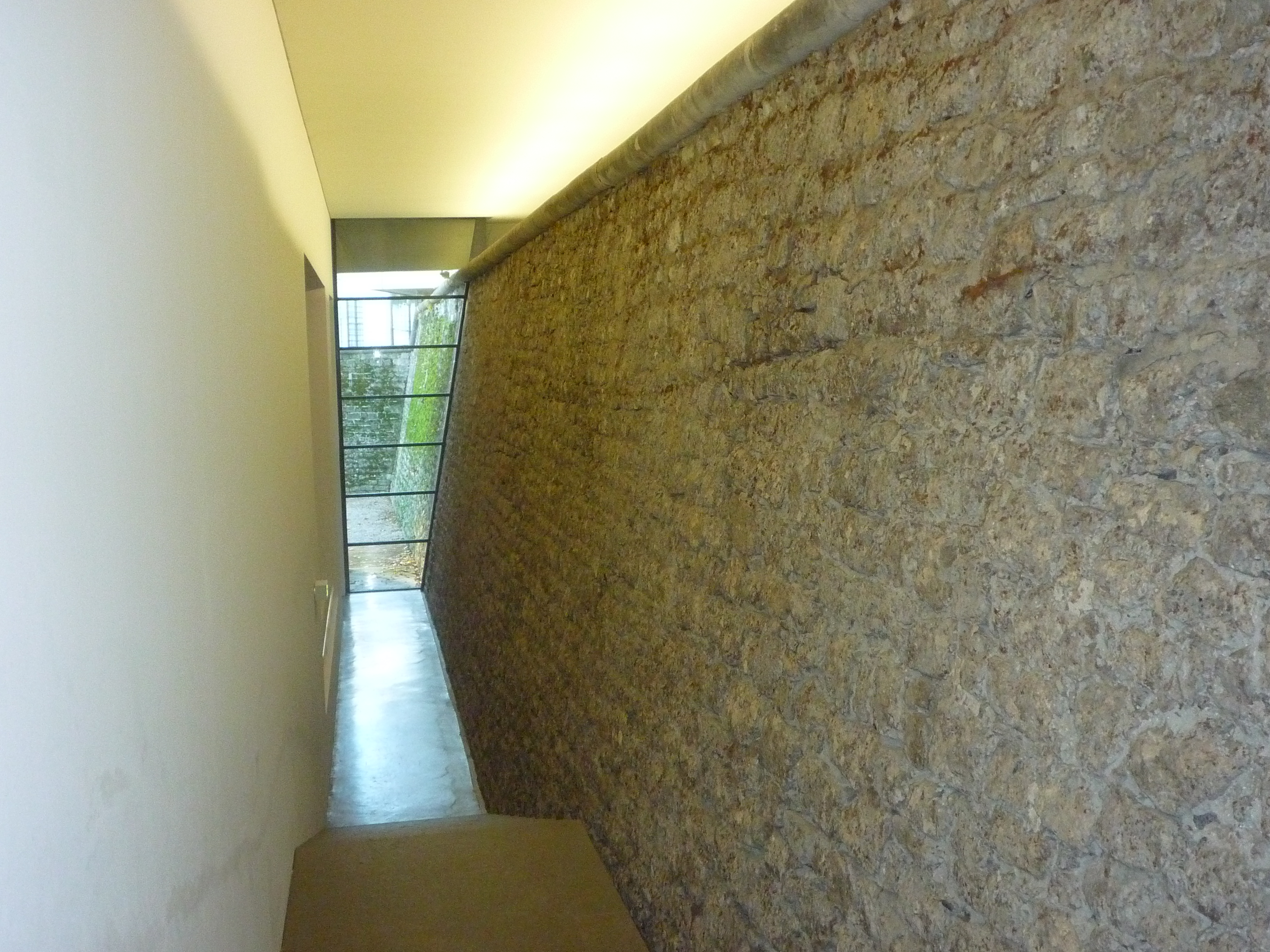
Mur d'enceinte de 1888 intégré au musée.
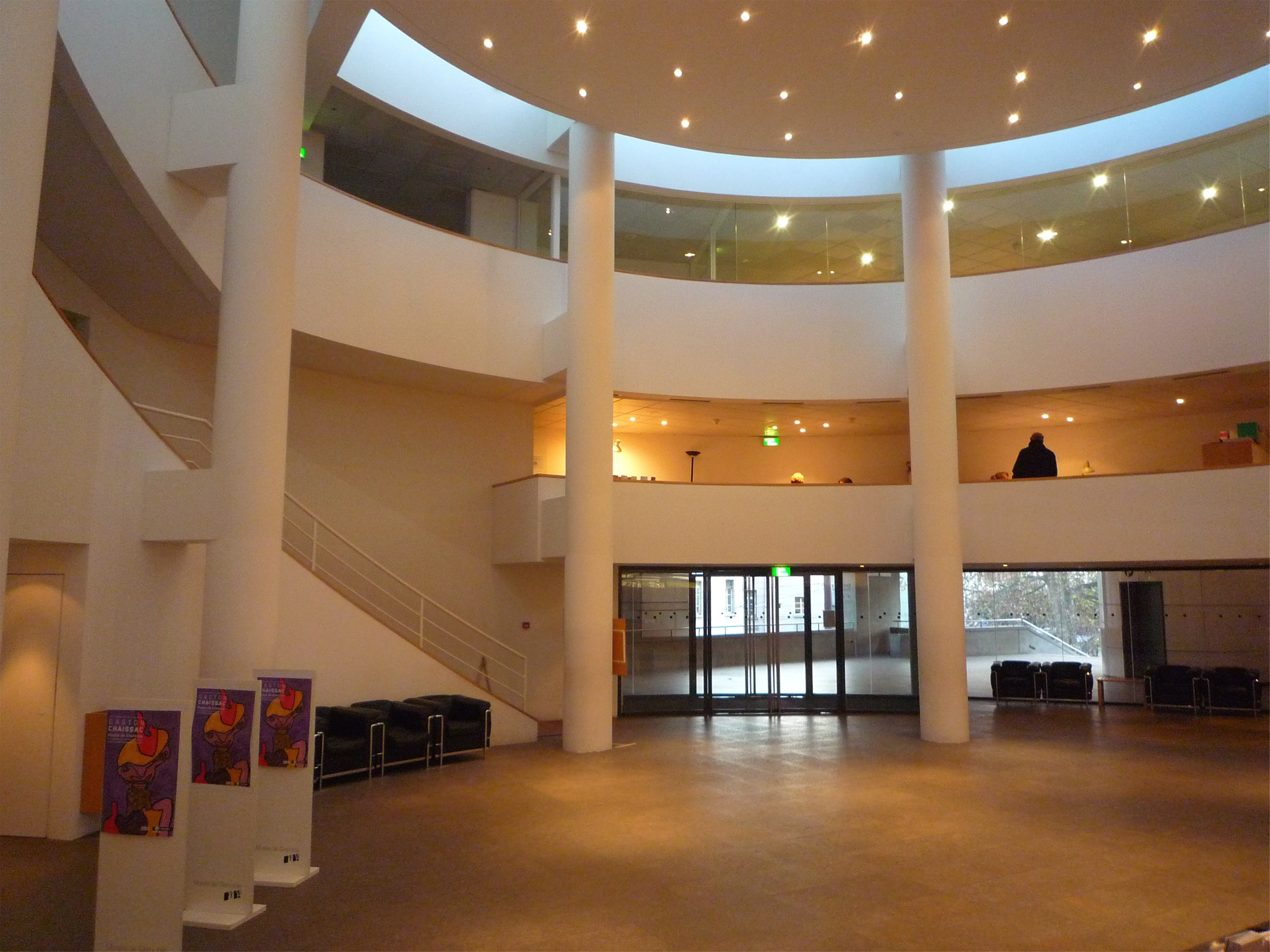
Hall d'entrée du musée.
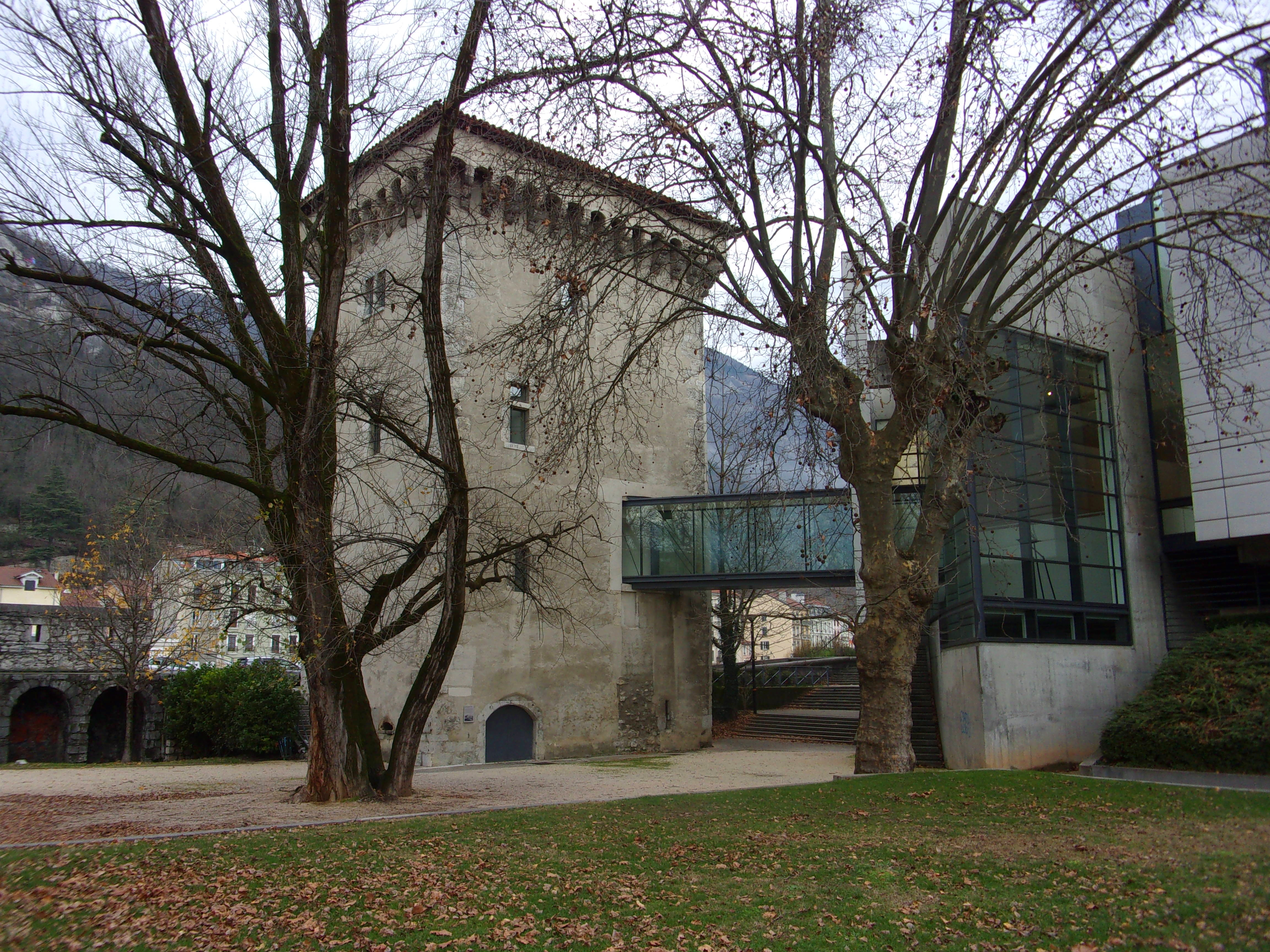
Tour de l'Isle et un accès au jardin de sculptures.
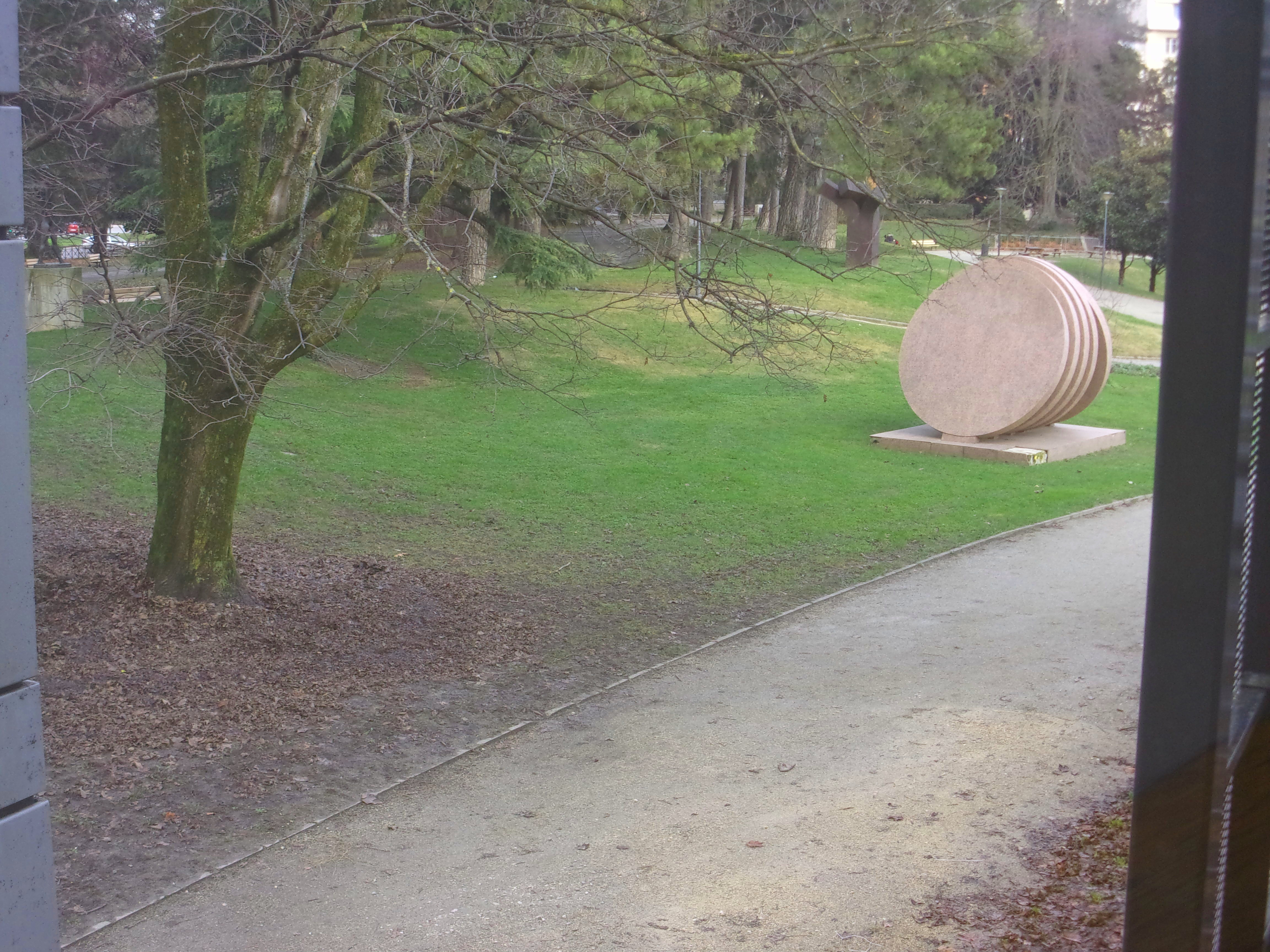
Jardin de sculptures depuis l'intérieur du musée.

## Conservateurs du musée
Deux conservateurs ont marqué l'histoire du musée : Louis-Joseph Jay et Andry-Farcy. Le premier crée et assure la mise en place du musée de 1798 à 1815 avant de laisser la succession à Benjamin Rolland de 1817 à 1853. Le peintre Alexandre Debelle conservateur de 1853 à 1887 assure le déménagement du musée en 1870. Jules Bernard assure la succession de 1887 à 1917 comme conservateur. Par volonté politique de la ville, les quatre premiers conservateurs sont aussi directeurs de l'école de dessin.
Puis au XXe siècle, ce sont Xavier Borgey, professeur de sculpture à l'École des arts industriels et surtout Pierre André Farcy, dit Andry-Farcy, conservateur de 1919 à 1949, qui va orienter d'une façon décisive la collection en faveur de l'art moderne. Il va se faire remettre, en échange de la promesse de les exposer à côté de grandes œuvres du musée, un certain nombre d'œuvres contemporaines de Matisse, Picasso ou Monet provoquant une violente campagne de presse à son encontre. Ses adversaires en viendront par dérision à nommer sa galerie d'art, le « rigolarium ». Le 18 décembre 2006, la ville lui rend hommage en attribuant son nom à la place située devant le Centre national d'art et de culture. L'esplanade Andry-Farcy devenant ainsi la deuxième voie publique à porter le nom d'un conservateur du musée de Grenoble. La première étant la rue Jay dénommée ainsi en 1888 et reliant le boulevard Gambetta à l'avenue Alsace-Lorraine. Après Farcy, le poste de conservateur qui était tenu par des artistes (peintres ou sculpteurs), va l'être par des historiens de l'art qui assureront la direction du musée.
En juin 2019, 37 ans après un premier hommage ayant été consacré à Andry Farcy, une nouvelle exposition sous la forme d'un parcours dans les salles 25 à 36 d'art moderne est organisée pour le centième anniversaire de sa prise de fonction au musée.
Puis suivront les conservateurs :
- Jean Leymarie (1949-1955)
- Gabrielle Kueny (1956-1968)
- Hélène Lassalle (1968-1969)
- Maurice Besset (1969-1975)
- Marie-Claude Beaud (1975-1978)
- Pierre Gaudibert (1978-1985)
- Hélène Vincent (intérim 1985-1986)
- Serge Lemoine (1986-2002)
- Guy Tosatto (2002-2023)
- Sébastien Gokalp (depuis 2023)

## Fréquentation
L'entrée au musée de Grenoble est gratuite le 1er dimanche de chaque mois et à l’occasion d'événements locaux ou nationaux comme Musée en fête, Nuit des musées, la nocturne des étudiants ou les journées européennes du patrimoine. Globalement, la fréquentation annuelle moyenne du musée dans les années 2000 à 2015 est de 170 000 visiteurs.
Évolution du nombre de visiteurs,,
| 2000    | 2001    | 2002    | 2003    | 2004    | 2005    | 2006    | 2007    | 2008    | 2009    | 2010    |
| ------- | ------- | ------- | ------- | ------- | ------- | ------- | ------- | ------- | ------- | ------- |
| 137 506 | 137 942 | 134 033 | 160 282 | 133 407 | 140 835 | 167 035 | 192 634 | 187 715 | 160 520 | 168 432 |
| −11,3 % | +0,3 %  | −2,8 %  | +19,6 % | −16,7 % | +5,5 %  | +18,6 % | +15,3 % | −2,5 %  | −14,5 % | +5 %    |

| 2011    | 2012    | 2013    | 2014    | 2015    | 2016    | 2017    | 2018    | 2019    | 2020    |
| ------- | ------- | ------- | ------- | ------- | ------- | ------- | ------- | ------- | ------- |
| 256 154 | 176 457 | 196 007 | 130 415 | 166 973 | 210 268 | 184 946 | 205 113 | 228 689 | 65 167  |
| +52 %   | −31 %   | +11,1 % | −33,4 % | +28 %   | +25,9 % | -12.0 % | +10,9 % | +11,5 % | -71,5 % |

## Collections
Le musée offre la possibilité de parcourir sans rupture, l'histoire occidentale du XIIIe au XXIe siècle, avec pour chaque période des œuvres de premier plan. Le visiteur a la possibilité de s'équiper, moyennant paiement, d'un audio-guide qui lui permet de découvrir à son rythme les collections. Les textes lus sont courts et vivants et enregistrés par des comédiens. Les numéros des salles sont inscrits sur la tranche des cloisons à environ 3 m de haut. L'absence de salles numérotées 55 à 57 sur le plan actuel du musée provient du fait que durant les premières années du musée les salles d'expositions temporaires étaient numérotées mais également du fait que la salle 51 a été scindée en deux.
Le musée possède 25 000 œuvres dont la grande majorité est exposée temporairement dans le musée ou d'autres lieux, et seules 900 sont exposées de façon permanente dans 57 salles sur 14 000 m2, qui se groupent comme suit :

### Antiquités égyptiennes, grecques et romaines (salles 58 à 60)
Trois salles situées sous le hall d’entrée, au niveau −1, sont consacrées aux antiquités. Deux salles pour les antiquités égyptiennes, avec en particulier de très beaux cartonnages et cercueils et la troisième consacrée aux antiquités grecques et romaines, comprend un fonds de céramiques grecques et étrusques ainsi que de la statuaire. La moitié des pièces de cette dernière salle provenant de la collection du marquis de Campana acquise par Napoléon III en 1861 puis mise en dépôt dans plusieurs musées français. On y remarque une stèle funéraire attique de grande dimension provenant d'Athènes ou de Salamine représentant deux personnages en haut-relief, et rapportée à Grenoble en 1779 par un officier de marine, le comte Joseph de Flotte (en). Dix ans plus tard, il fait don de cette stèle, datant du Ier siècle avant notre ère, à la bibliothèque municipale de Grenoble avant qu'elle ne rentre plus tard dans les collections du musée.

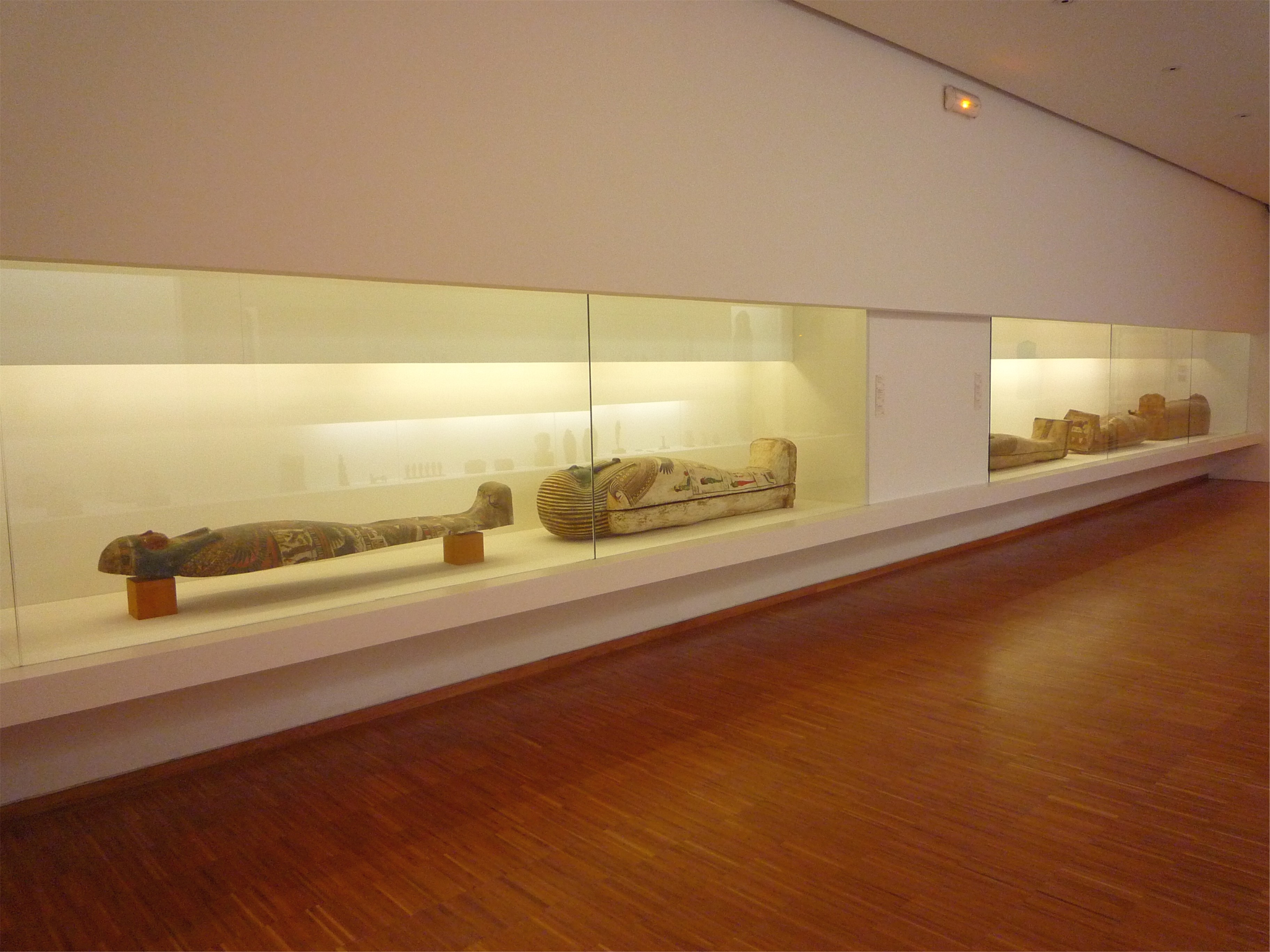
Salle no 59. Cercueils en section Égyptologie.

La constitution de la collection égyptienne se fait avant même la création du musée puisque des pièces égyptiennes transmises par l'abbaye de Saint-Antoine figurent dès 1777 dans le cabinet des Antiques de la bibliothèque municipale de Grenoble, où Jean-François Champollion deviendra plus tard bibliothécaire adjoint. En 1779, la bibliothèque acquiert un sarcophage et deux vases canopes provenant du Caire par l'intermédiaire de Jean-Baptiste Mure, consul de France en Égypte et parent du docteur Henri Gagnon, bientôt grand-père du jeune Stendhal. Mais ce n'est qu'en 1916 avec le don Saint-Ferriol, que ce fonds égyptien est intégré au musée où il est encore enrichi par quelques dons au cours du XXe siècle. En 1811 et 1812, deux ans après son arrivée à Grenoble, Jean-François Champollion fait un état approximatif de la collection égyptienne dans un catalogue de dix pages où il recense onze objets. Au cours de cette étude, en observant le contenu d'un vase mais sans pouvoir en déterminer la substance animale ou humaine qu'il contient, il comprend la relation existant entre le vase canope et la momification en Égypte antique.
La ville de Grenoble est en effet étroitement liée à l'histoire des frères Champollion et à celle de l'égyptologie puisque Jean-François Champollion, professeur d'histoire à l'université de Grenoble, habite la ville durant presque dix-sept ans et va y faire la connaissance du scientifique Joseph Fourier, alors préfet de l'Isère mais également ancien membre de la campagne d'Égypte. Jean-François présente plusieurs mémoires devant la Société des sciences et des arts de Grenoble, notamment le 24 juillet 1818, sur l'écriture hiératique, une écriture hiéroglyphique simplifiée,, étape décisive dans l'annonce du déchiffrement des hiéroglyphes égyptiens en 1822. Un fonds d'archives important lui appartenant sera conservé par la suite à la bibliothèque de la ville. De son côté, son frère Jacques-Joseph Champollion, arrivé en 1798 à Grenoble, travaille durant sept ans à la bibliothèque municipale et épouse la sœur du futur maire Honoré Berriat. Il possède une demeure à Vif dans le sud de Grenoble, que ses descendants transmettront en 2001 au département de l'Isère et qui deviendra le musée Champollion. D'autres occasions de lier l'Égypte ancienne et Grenoble se sont produites. Le 26 septembre 1976 lorsque la momie de Ramsès II arrive en France pour une exposition, les scientifiques découvrent la nécessité de la désinfecter par exposition au rayonnement gamma afin de la débarrasser de parasites et d'assurer sa bonne conservation pour le futur. C'est l'Atelier de recherche et de conservation Nucléart du CEA Grenoble qui est chargé au début de l'année 1977 de tester les premiers protocoles d'exposition sur de minuscules fragments de la momie tandis que l'irradiation globale de celle-ci se déroule au CEA de Saclay le 10 mai 1977. Enfin, deux congrès internationaux d'Égyptologie se sont tenus à Grenoble, le IIe du 10 au 15 septembre 1979 et le IXe du 6 au 12 septembre 2004,.

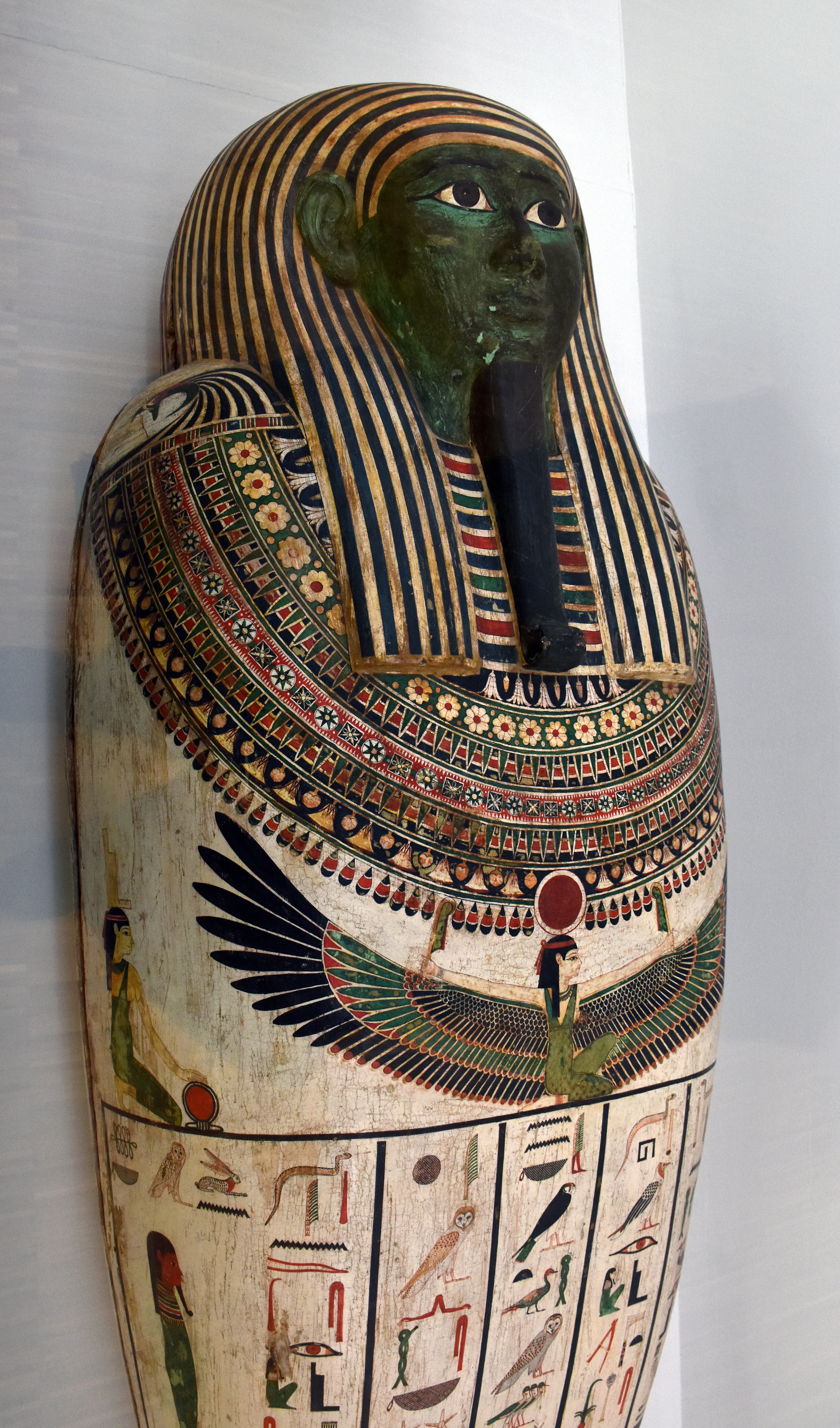
Couvercle de cercueil de Psammétique, fils de Sbarekhy

Un autre personnage, Jean-Marie Dubois-Aymé, membre de la campagne d'Égypte en ramène un nombre important d'antiquités qu'il conserve dans sa propriété de Meylan, mais cette collection est dispersée en 1907 après le départ de son petit-fils et ne profite quasiment pas au musée de Grenoble. L'occasion est cependant donnée aux grenoblois d'accroître leur attirance pour l'Égypte lorsque le 9 décembre 1867, Ferdinand de Lesseps vient visiter son parent le comte Oronce de Galbert, qui en profite pour lui offrir un banquet par souscription avant une conférence au théâtre de la ville, donnant la possibilité à l'élite de la noblesse locale de participer à l'achèvement de la construction du canal de Suez. Par la suite, quelques donations surviennent de particuliers comme en 1905 où une importante collection d'étoffes coptes est offerte au musée par les familles Blanchet-de-Rivet, Duringe et Gillet.
Cependant, la plus grande partie des pièces de la collection égyptienne proviennent du don de Gabriel de Saint-Ferriol le 21 novembre 1916. Son père, le comte Louis de Saint-Ferriol qui avait embarqué pour l'Égypte en décembre 1841 en compagnie de son frère Armand et de deux amis, ramène quantité d'objets acquis par achat ou par prélèvements in situ à bord de quatorze caisses, créant à son retour un véritable musée privé dans son château d'Uriage. Au cours de son périple égyptien, Louis de Saint-Ferriol rencontre nombre d'antiquaires et de collectionneurs ainsi que le docteur Antoine Clot, grenoblois jusqu'à l'âge de 15 ans et dont le titre honorifique de bey qu'il reçoit en Égypte va le rendre célèbre sous le nom de Clot-Bey. Pour le musée, ce don de 1916 est d'une telle importance que le 7 octobre 1922, à l'occasion du centenaire du déchiffrement des hiéroglyphes par Champollion, une « salle Saint-Ferriol » est ouverte dans le musée-bibliothèque de la place Verdun, ses carnets de voyage étant quant à eux conservés par les services de la bibliothèque municipale. Ce fonds contient entre autres la stèle royale dite de Kouban, des fragments thoutmoside d'Erment, la stèle du vizir Ouseramon, Anubis sous la forme d'un chien allongé ou encore le couvercle de cercueil de Psammétique, fils de Sbarekhy.

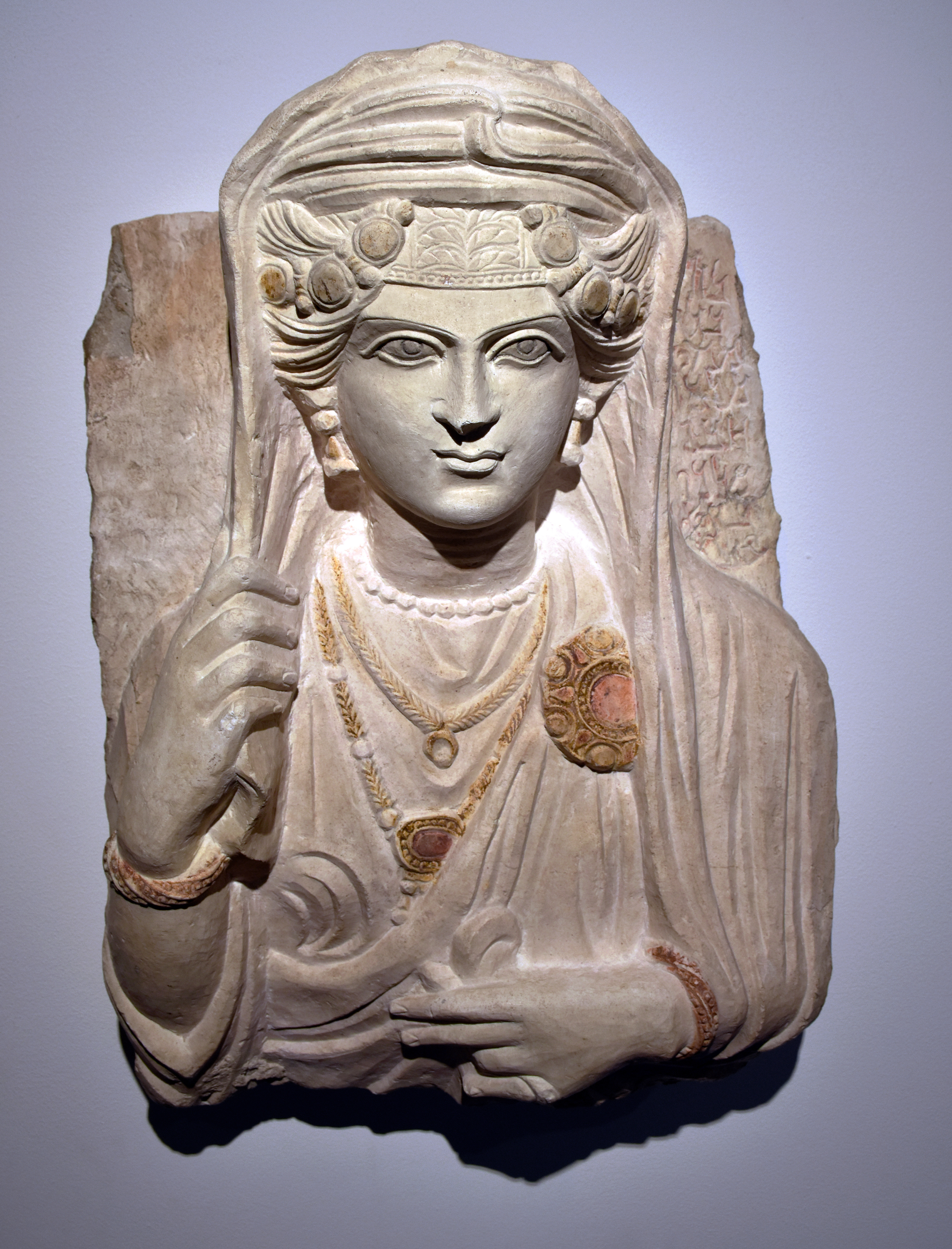
Salle no 60. Buste funéraire de femme. Palmyre, IIe siècle, Syrie.

De même, un important mécène, le général Léon de Beylié, complète la collection au début du XXe siècle par treize pièces d'archéologie comme le buste funéraire d'une femme provenant de la cité de Palmyre en Syrie ou le cercueil de la chanteuse d'Amon (prêtresse d'Amon) Hatchepsout, rapporté de la campagne d'Égypte par Jean-Marie Dubois-Aymé un siècle auparavant et sauvé de la dispersion de 1907. Ce cercueil à la peinture polychrome extrêmement sophistiquée et remontant à la XXIe dynastie, est aujourd'hui exposé sous vitrine en compagnie de cinq autres. En 1923, lors d'une visite au musée, le peintre Antoine Bourdelle réalisa deux aquarelles dont l'une de cette prêtresse d'Amon. Ces deux aquarelles étant conservées par le musée depuis 1949.
D'importants dons au musée sont également effectués par la Société française de fouilles archéologiques en 1907 et 1913 à la suite des fouilles d'Antinoé, de Tounah el-Gebel et du site de Zaouiet el-Meïtin. C'est le cas de cinq masques funéraires polychromes découverts à Antinoupolis et exposés en salle 59. Mais l'objet le plus intéressant est certainement celui de la prophétesse d'Antinoé, une momie du VIe siècle découverte en 1907 avec son matériel funéraire dans une nécropole copte d'Antinoé en Moyenne-Égypte au cours des fouilles menées par Albert Gayet et attribuée par arrêté ministériel du 2 juillet au musée de Grenoble. C'est Edmond Maignien, conservateur en chef de la bibliothèque qui en assure la réception le 4 septembre. Cette momie est exposée au musée jusque dans les années 1940-1950 avant d'intégrer ses réserves. Le 30 avril 2010, la prophétesse d'Antinoé, dont l'étude exhaustive montre qu'il s'agit d'une femme d'une quarantaine d'années mesurant 1,50 mètre, réintègre définitivement le musée de Grenoble après plus de cinquante ans d'absence. Elle repose soigneusement en salle 58, vêtue et coiffée avec divers objets de la vie quotidienne dont un luth ancien présenté comme l'un des sept encore existants à travers le monde.

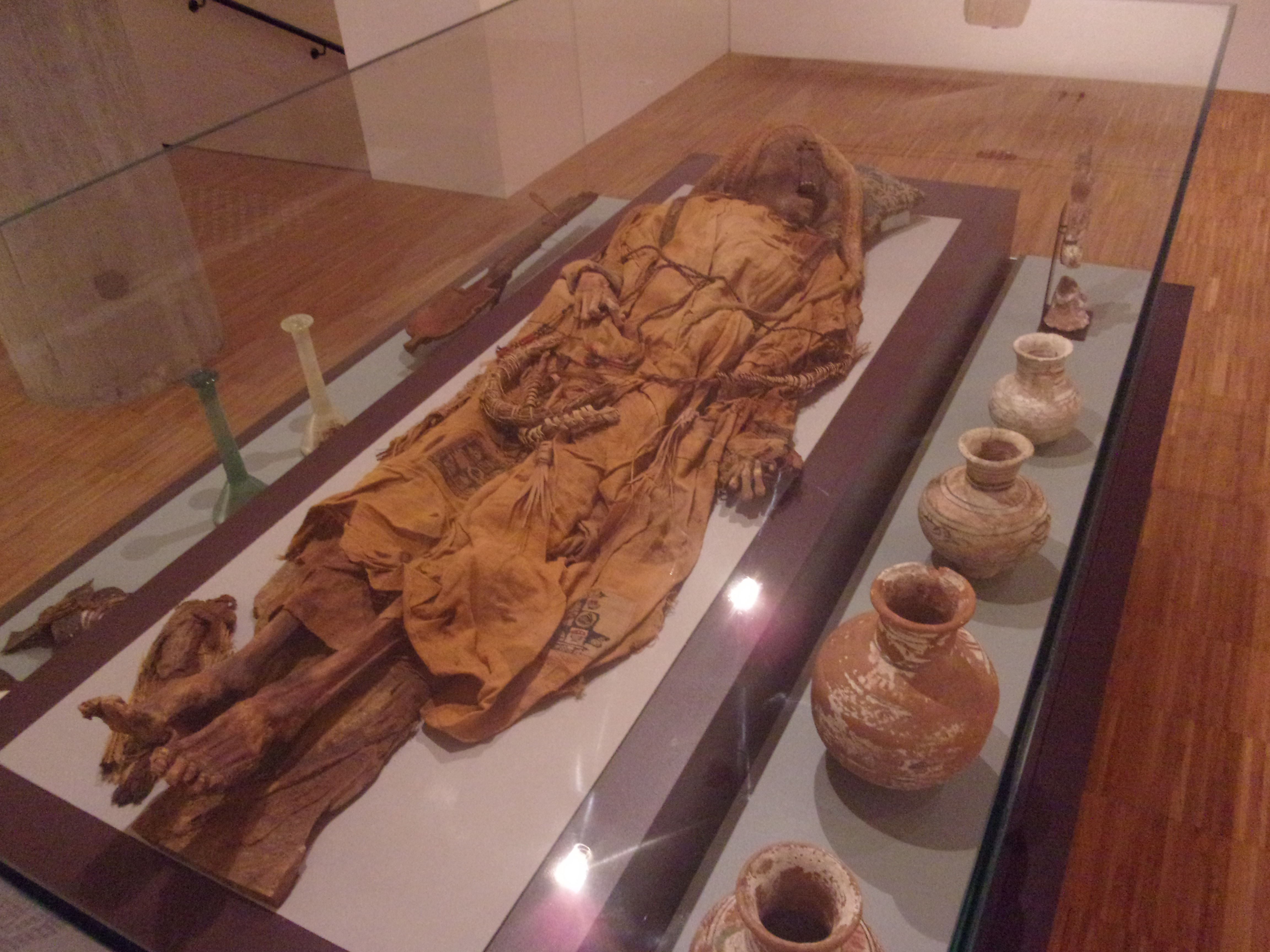
Salle no 58, prophétesse d'Antinoë.

Après la Première Guerre mondiale, les acquisitions d'antiquités égyptiennes deviennent beaucoup plus rares. Seules pièces notables à signaler, une statuette funéraire donnée par Joseph Girard en 1923 et une quarantaine de pièces provenant des missions africaines en 1979. En 1970, avec le déménagement de la bibliothèque jusqu'alors conservatrice de la collection, c'est le musée qui en assure la conservation. Avec environ 400 objets, la collection d'antiquités égyptiennes considérée comme la quatrième de France, après celles du Louvre, de Marseille et de Lyon, comprend du mobilier funéraire, des objets de la vie quotidienne et un ensemble de cercueils, en particulier celui, fragmentaire, d'Amenhotep fils de Hapou, courtisan d'Amenhotep III.
De nos jours, la collection peut être regardée et commentée plusieurs fois par an avec des bénévoles de l’Association dauphinoise d'égyptologie Champollion, créée en 1994. En octobre 2018, le souhait du conservateur Guy Tosatto de remettre en lumière cette collection se réalise après quatre ans d'efforts, avec l'organisation de la première exposition sur l'Égypte antique du musée, Servir les dieux d'Égypte, conçue en collaboration avec le Musée du Louvre et trois autres musées européens. La perspective de la célébration du bicentenaire du déchiffrement des hiéroglyphes par Champollion annonce une nouvelle organisation de la section des antiquités. C'est dans ce contexte que le musée annonce le 3 novembre 2021 la fermeture de ses salles d'antiquités égyptiennes jusqu'en avril 2023 afin de les rénover.

### Peintures

#### XIIIeauXVIesiècle(salle 1)

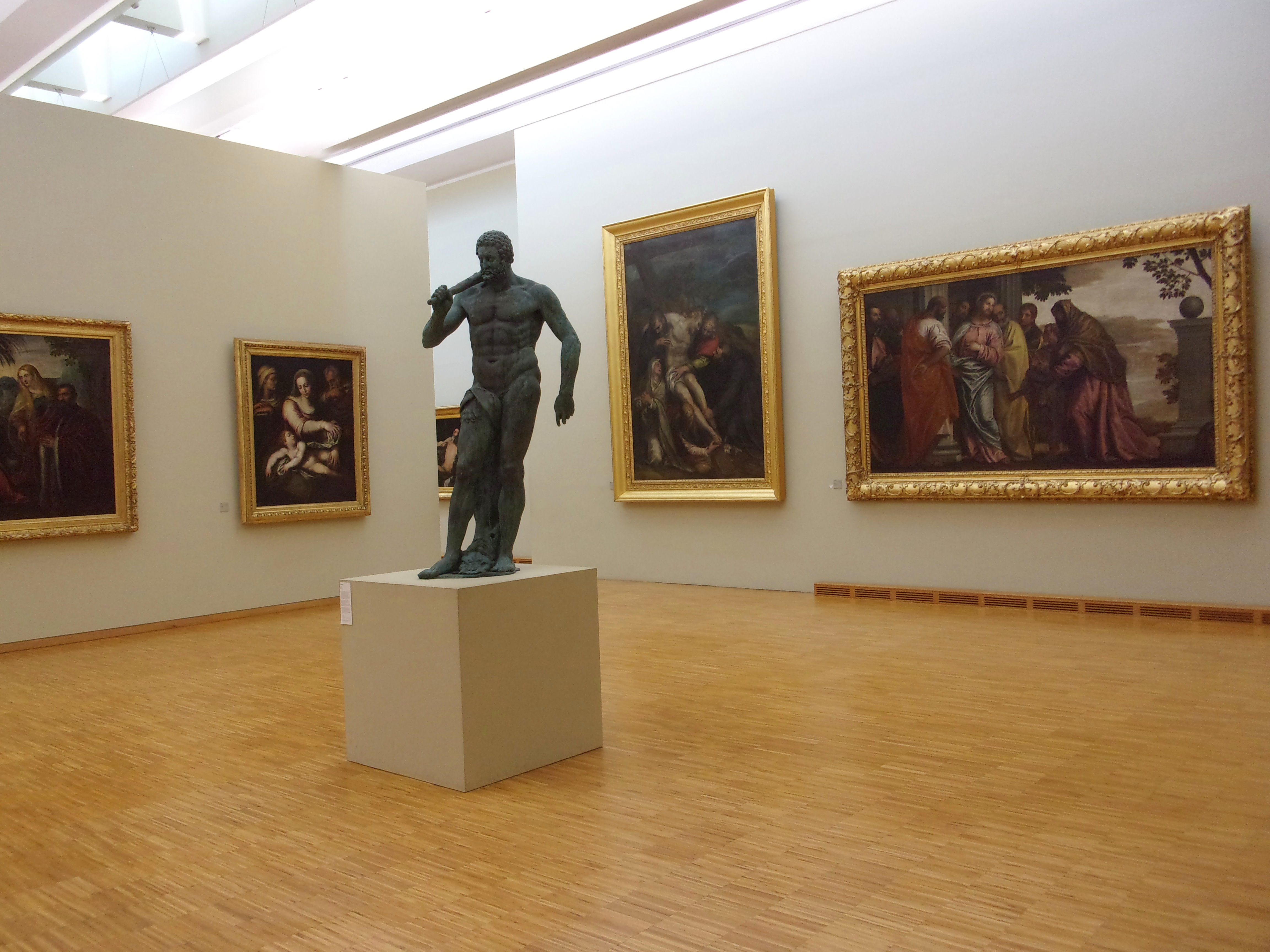
Salle no 1.

Le parcours commence par les origines de la peinture occidentale, puis la collection atteint vite la période de la Renaissance et particulièrement la Renaissance italienne. On remarque notamment :
- Sainte Lucie attribué à Jacopo Torriti en 1295 est le plus ancien tableau de la collection italienne du musée
- Le triptyque de La Vierge à l'Enfant entre saint Gérard, saint Paul, saint André et saint Nicolas (1395) de Taddeo di Bartolo
- Le Christ rencontrant la femme et les fils de Zébédée et Noli me tangere de Véronèse (vers 1580)[214]
- Sainte Famille, une huile sur bois de Giorgio Vasari exécutée en 1544 et représentant comme personnage central non pas un nouveau-né comme c'est souvent le cas à cette époque, mais un enfant
- Déposition de croix (1573) de Paolo Farinati.

Pour cette période, le musée possède également des œuvres de Le Pérugin (deux peintures dont Saint Sébastien et sainte Apolline), Fra Bartolomeo (attribué à), Marco Palmezzano, Bernardino Licinio (Conversation sacrée avec donateur, 1532), Giorgio Vasari, Le Tintoret, Adriaen Isenbrant, Pieter Coecke van Aelst, Cesare da Sesto ou encore de Georg Pencz. Deux œuvres apportées grâce au donateur Léonce Mesnard représentent l'école florentine avec Le couronnement de la Vierge de 1375 et le Portrait d'un homme âgé d'une école italienne du XVIe siècle. Deux autres issues du don en 1900 du général Léon de Beylié, représentent saint Jean-Baptiste et saint Victor peints sur panneau de bois vers 1490-1495 par Bernardo Zenale.

#### XVIIesiècle(salles 2 à 10)
Cette section prestigieuse est consacrée aux peintures françaises, flamandes, hollandaises espagnoles et italiennes et présente plusieurs chefs-d'œuvre. On peut en particulier citer :

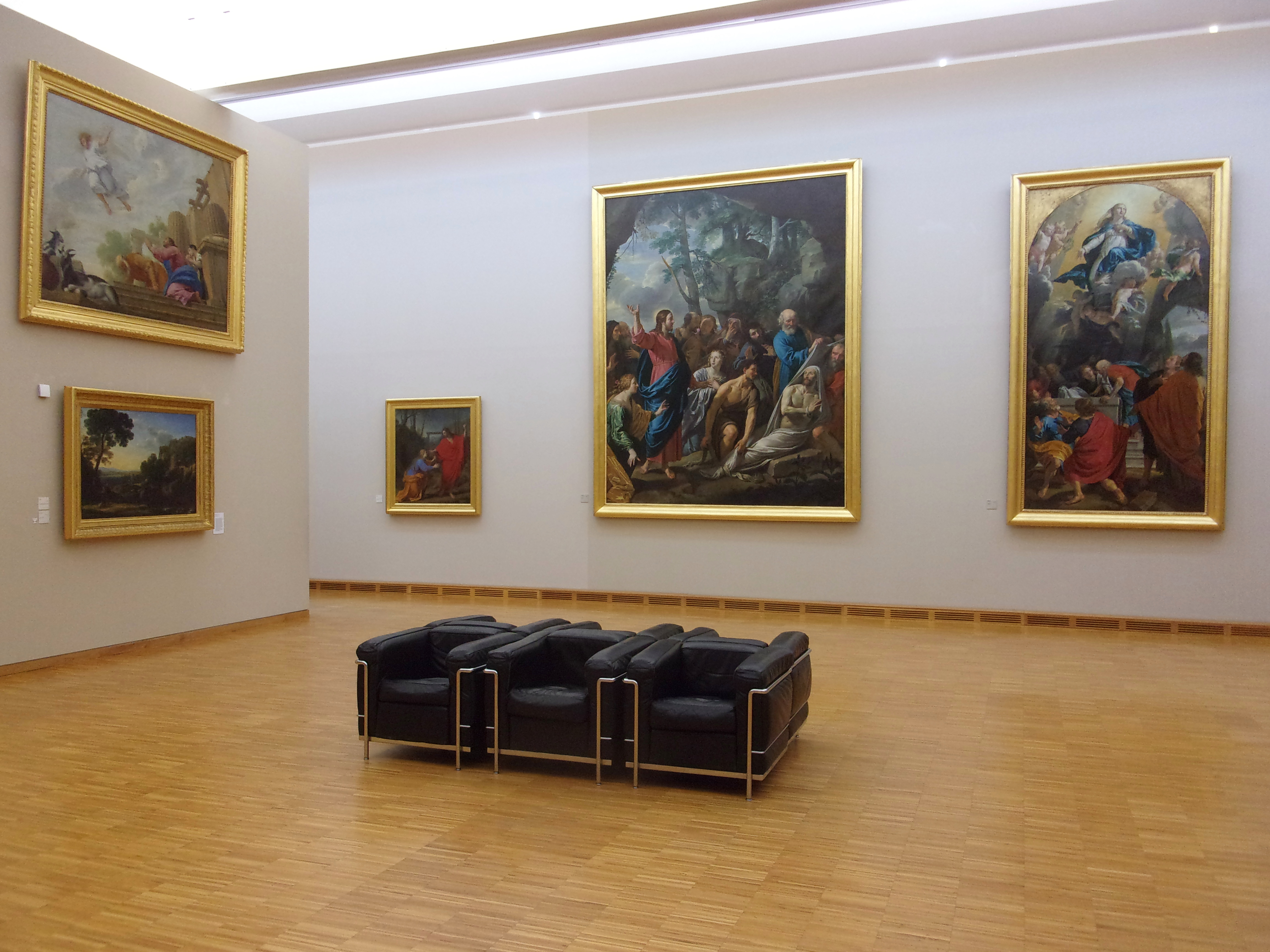
Salle no 8 (XVIIe siècle).

- Saint Jérôme pénitent de Georges de La Tour, (1628-1630).
- La plus belle collection de tableaux de Francisco de Zurbarán dans un musée français avec en salle 8 la série des quatre toiles peintes pour la Chartreuse de Jerez : L'Annonciation, La Circoncision, L'Adoration des bergers et L'Adoration des mages.
- Saint Grégoire pape, entouré de saints et de saintes de Rubens. Entré au musée en 1811, il est le plus grand tableau du musée, mesurant 4,77 × 2,88 m ou 5,50 × 3,63 m avec le cadre[215].
- Six tableaux de Philippe de Champaigne en salle 8 (dont Le Christ mort sur la croix (1655), L'Assomption, datée vers 1638, et La Résurrection de Lazare), ce qui en fait le second ensemble de peintures de Champaigne dans un musée français après celui du musée du Louvre. Le Portrait de Louis XIII est un dépôt de la Banque de France.
- Noli me tangere et son pendant L'Apparition du Christ aux pèlerins d'Emmaüs de Laurent de La Hyre.
- La Partie de carte dans une hôtellerie de David Teniers, scène de vie quotidienne au XVIIe siècle.
- Le Martyre de saint Pierre de Mattia Preti.

Outre la série de Zurbarán, le musée possède dans les salles 2,3,5 et 7, un bel ensemble de peintures cavaragesques se distinguant par leur technique de clair-obscur et comportant des œuvres de Bernardo Cavallino, Francesco Guarino, Nicolas Régnier, José de Ribera et Bernardo Strozzi. Matthias Stom est représenté par Le Repas d'Emmaüs.
On trouve aussi des œuvres de :
- Francesco Albani : Jésus-Christ servi par les anges
- Gioacchino Assereto : Le Songe de Jacob, vers 1630
- Osias Beert, quatre natures mortes en salle 4
- Abraham Bloemaert
- Gerard ter Borch
- Sébastien Bourdon
- Bartholomeus Breenbergh : Le châtiment de Callisto, 1647
- Pieter Brueghel le Jeune
- Annibale Carracci : Prédication de Saint Jean-Baptiste, 1600-1602
- Noël Coypel : Cyrus interrogeant le roi d'Arménie, Néron dans un festin
- Gaspard de Crayer
- Gerbrand van den Eeckhout : Jan Pietersz. van den Eeckhout, 1644
- Adam François van der Meulen : Marche du roi accompagné de ses gardes passant sur le Pont-Neuf et allant au Palais (vers 1666)
- Egbert van der Poel : Marine, effet de lune, vers 1650
- Antoine van Dyck
- Le Dominiquin : Dieu réprimandant Adam et Eve, 1623-1625
- Jan Davidszoon de Heem : Guirlande de fruits suspendue par des rubans, entre 1635 et 1640
- Meindert Hobbema
- Gerrit van Honthorst
- Jacob Jordaens : Le Sommeil d'Antiope, 1650 et L'Adoration des bergers
- Jean Jouvenet
- Charles de La Fosse
- Charles Le Brun
- Eustache Le Sueur
- Claude Lorrain : Paysage pastoral (1644)
- Pierre Mignard
- Jürgen Ovens : Allégorie à la Vanité (1650)
- Salomon van Ruysdael
- Roelandt Savery : Chasse au cerf dans une forêt
- Frans Snyders
- Bartholomeus Spranger
- Michael Sweerts : Un vieil homme tricotant avec un garçon à ses côtés
- Alessandro Turchi
- Claude Vignon
- Simon Vouet : Le Christ apparaissant à saint Antoine abbé (vers 1638 - 1639)

#### XVIIIesiècle(salles 11 à 14)
Parmi les œuvres de ce siècle on remarque de majestueux grands formats de l'école française, comme Le Martyre de Saint-André peint en 1749 par Jean Restout pour la collégiale Saint-André de Grenoble. Parmi les toiles les plus intéressantes on remarque également :

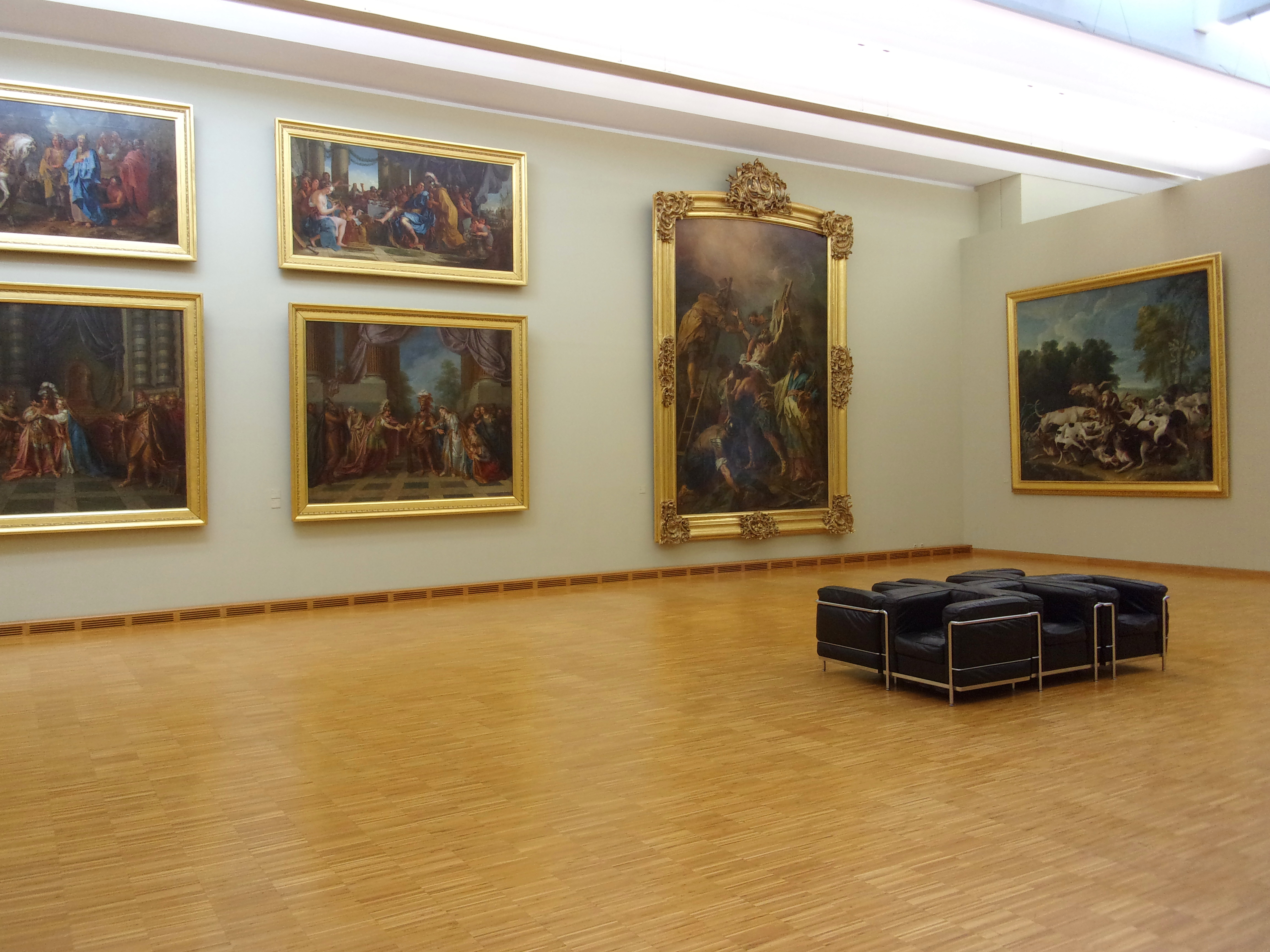
Salle no 12 (XVIIIe siècle).

- L'Entrée du Grand Canal, avec Santa Maria della Salute et le canal de la Giudecca, vue de l'extrémité occidentale du Môle de Canaletto,
- Animaux, fleurs et fruits peint en 1717 par François Desportes,
- Paysage de neige avec rochers et voyageurs peint vers 1750 par Francesco Foschi,
- Le Doge de Venise porté par les gondoliers après son élection sur la place Saint-Marc de Francesco Guardi,
- Portrait de Jean Pupil de Craponne, 1708 par Nicolas de Largillierre,
- Le Flûtiste peint vers 1716-1717 par Jean-Antoine Watteau et Francisque Millet.
- Roger arrivant dans l'île d'Alcine, 1740 par Hyacinthe Collin de Vermont. Inspiré d'un chant du Roland furieux de L'Arioste et installé dans la plus grande salle du musée (12), c'est aussi la plus grande peinture du musée mesurant 3,86 × 4,60 m avec son cadre[217].

Les autres tableaux sont notamment de la main de Charles Antoine Coypel, Angelo Maria Crivelli, Léonard Defrance, Gaspare Diziani, Thomas Gainsborough, Jean-Baptiste Greuze, Nicolas-Bernard Lépicié, Giovanni Paolo Pannini, Jean-Baptiste Pater, Jean Pillement, Sebastiano Ricci, Hyacinthe Rigaud, Jacques Ignatius de Roore (en), Joseph-Marie Vien. Le peintre Jacques-Charles Oudry est représenté par deux tableaux de 1764 représentant des trophées de chasse accrochés à un mur.
Dans ces salles on découvre également Environs de Naples, un rare tableau russe du XVIIIe siècle de Fiodor Matveïev, peint en 1797 à Rome. Ce tableau fait partie des trois tableaux donnés au musée en 1845 par le général Jean Gabriel Marchand. Les deux autres étant Vue des cascatelles de Tivoli exécuté en 1795 par le peintre Flamand Simon Denis et Vue du lac d'Albano peint la même année par le peintre français Nicolas-Didier Boguet. Ces trois tableaux de paysages ont fait partie en 1999 d'une exposition sur le général Marchand au musée de la Révolution française. La section présente aussi quelques bustes, comme celui d'Antoine Barnave.

#### XIXesiècle(salles 15 à 23)
Le XIXe siècle est illustré par un ensemble remarquable allant du néo-classicisme jusqu'aux nabis, avec des œuvres de :
- Frédéric Bazille ;
- Charles-Alphonse-Paul Bellay ;

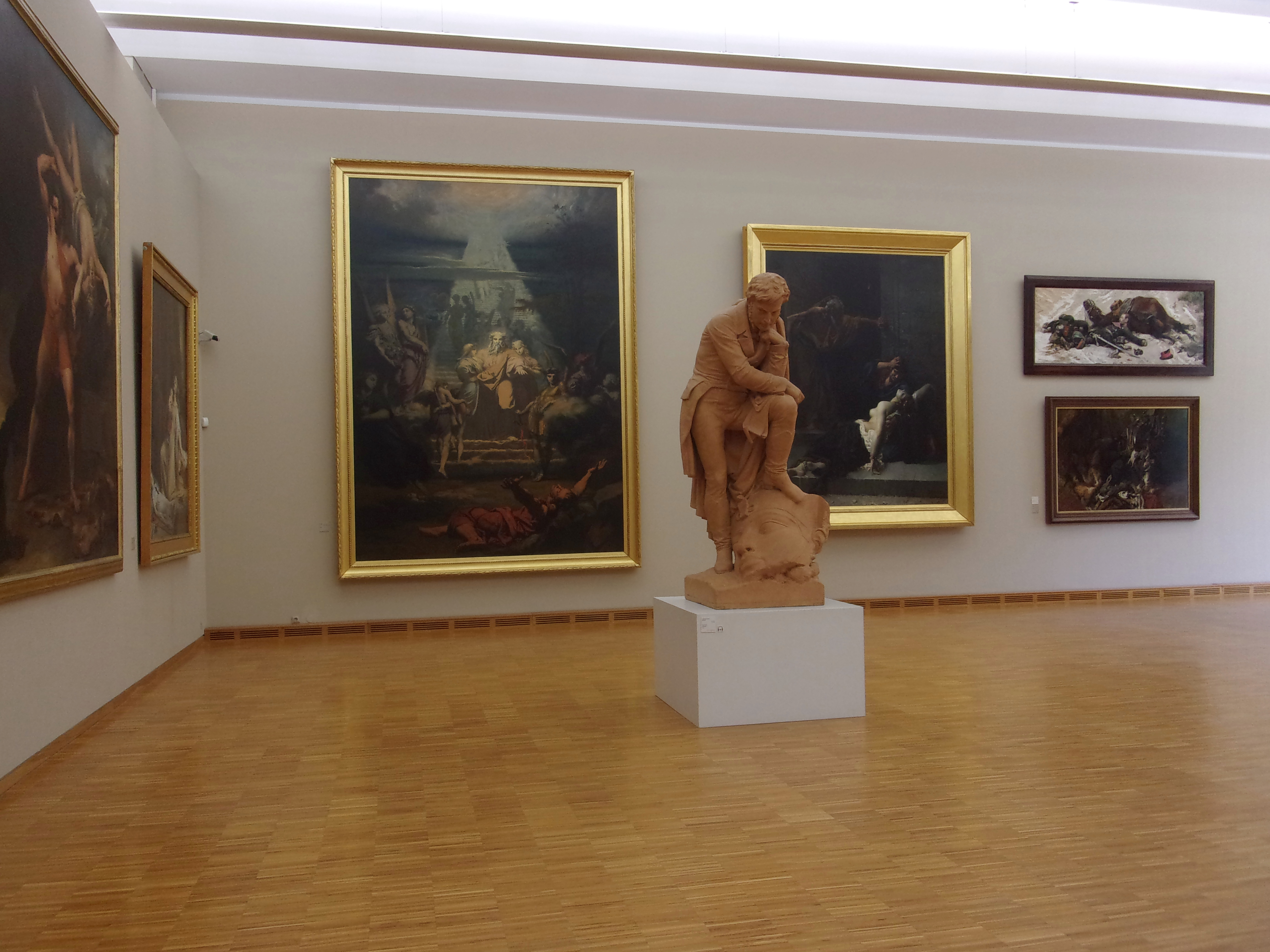
Salle no 17 (XIXe siècle) avec sa statue de Champollion.

- François Victor Eloi Biennourry ; La Mort de Messaline, (1850)
- Eugène Boudin : Le port d'Anvers (1876) ;
- Théodore Chassériau : Intérieur juif à Constantine ;
- Camille Corot ;
- Auguste Couder : La Mort de Masaccio (1817) ;
- Gustave Courbet : Paysage sous la neige (vers 1867) ;
- Jacques-Louis David : Tête de femme (vers 1780) ;
- Eugène Delacroix ; Roger délivrant Angélique
- Gustave Doré : Lac en Écosse après l'orage (1875-1878) ;
- Henri Fantin-Latour : Autoportrait (1859) ; Nature morte dite de fiançailles (1869) ; Portrait de Louise Riesener (1886) ;
- Augustin Feyen-Perrin ;
- Paul Gauguin : La Rivière blanche (voir Portrait de Madeleine Bernard) ;
- François Gérard : Flore caressée par Zéphyr (1802) ;
- Théodore Géricault ;
- Anne-Louis Girodet : Portrait de Benjamin Rolland (1816) ;
- François Marius Granet ;
- Jean-Jacques Henner : Étude pour La Fontaine (1880)[220] ;
- Harald Jerichau (en) : Voyageurs se reposant sur la route de Sardes[221] ;
- Jean-Antoine Laurent : Gutenberg inventant l'imprimerie (1831) ;
- Jean-Jules-Antoine Lecomte du Nouÿ : Homère mendiant (1881) ;
- Ludovic-Napoléon Lepic : Pilier de halle (1868) ;
- Maximilien Luce ;
- Claude Monet : Coin de l'étang à Giverny (1917) ; La Seine à Argenteuil (1873)
- François-Joseph Navez : Scène de musique (1819) ;
- Camille Pissarro : La Maison de la folie à Eragny (1885) ;
- Auguste Renoir ;
- Charles-Caïus Renoux : Moines dans une église gothique en ruines (vers 1840) ;
- Pierre Révoil : L'Enfance de Giotto ;
- Théodore Rousseau ;
- Théo Van Rysselberghe ;
- Ary Scheffer ; Portrait d'un artiste ;
- Alfred Sisley ;
- Félix Vallotton : Femme nue assise dans un fauteuil rouge (1897).

En salle 15, se trouve le portrait de madame Gaudry réalisé en 1856 par Ingres. Il s'agit d'un visage géométrisé en plan serré sur fond bleu, d'un diamètre de 33,5 cm et trop symétrique pour être réaliste, lui donnant ainsi un aspect de laideur. La salle 22 accueille L'anniversaire, un tableau du peintre dauphinois Henri Fantin-Latour rendant hommage à Hector Berlioz (voir chapitre suivant).

#### Art régional duXIXesiècle(salles 20 à 22)

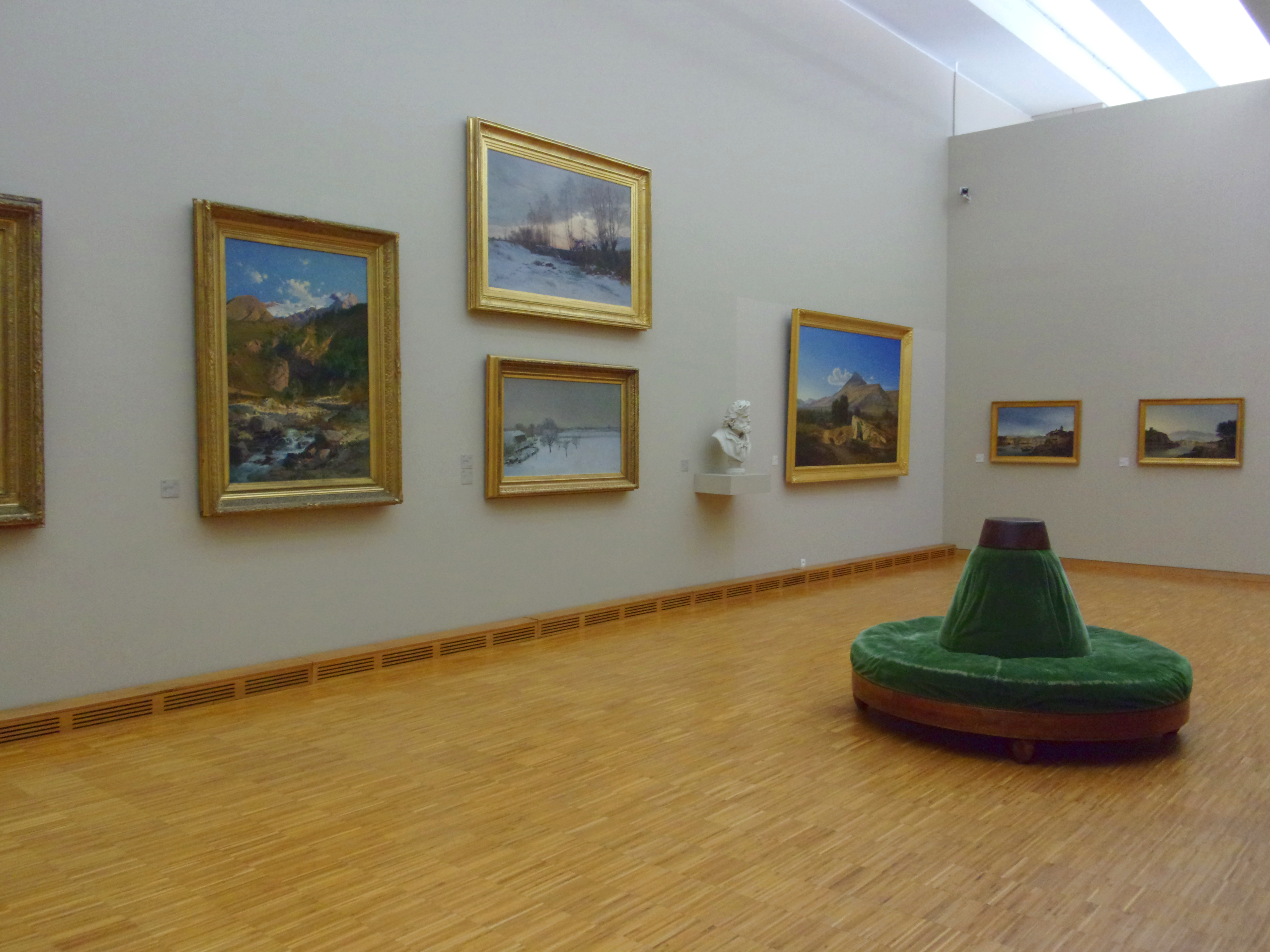
Salle no 21 (école dauphinoise).

L'école dauphinoise du XIXe siècle atteint un niveau qui justifie la place de choix qu'elle occupe dans le musée. Si la première salle présente des tableaux de petit format, c'est surtout le paysage grandiose qui lui donne son âme. Ce développement de la peinture alpestre est lié à l'émergence du tourisme et de l'alpinisme avec notamment la création du Club alpin français le 2 avril 1874. Le fondateur de cette école, Jean Achard, dont le buste réalisé en 1888 par le sculpteur grenoblois Henri Ding est exposé au milieu des tableaux monumentaux de la salle 21, donne les premiers paysages majestueux qui vont exalter les peintres suivants. Charles Bertier, Édouard Brun, Laurent Guétal et Ernest Hareux sont les autres adeptes de cette peinture qui, malgré la précision topographique, fait penser à une vision inspirée. Parmi ces tableaux, Ernest Hareux réalise en 1892 sa grande toile Le chemin du Petit Séminaire - environs de Grenoble dans lequel il se représente au loin avec son ami Laurent Guétal dans le chemin menant du cours Saint-André au Petit Séminaire du Rondeau visible au lointain. C'est dans cet établissement religieux que des jeux olympiques « du Rondeau » ont été restaurés dès février 1832, et que dans l'édition 1852, le jeune Henri Didon prit goût au sport qui lui fera suggérer la devise olympique à Pierre de Coubertin quarante ans plus tard.
À l'entrée de la salle 20, un tableau de petit format d'Ernest Hébert représente le plus grand mécène du musée, le général Léon de Beylié, peint dans son uniforme de colonel en 1898. D'autres peintures dauphinoises sont présentes avec Édouard d'Apvril, Tancrède Bastet, Jules Bernard, Henri Blanc-Fontaine, l'abbé Calès, Eugénie du Colombier, Eugène Faure, Firmin Gautier, Jacques Gay, Eugénie Gruyer-Brielman, Jules Guédy, Jacqueline Marval, Jacques-Augustin Pajou, Claude Pollet, Diodore Rahoult, Théodore Ravanat, François-Auguste Ravier, Benjamin Rolland et Louis Vagnat. Une grande partie de ces artistes fréquente le cercle des peintres qui se retrouvaient le dimanche à Proveysieux au-dessus de Grenoble.
La salle 22 est quant à elle réservée à l'œuvre d'Henri Fantin-Latour et à son épouse Victoria Dubourg. On y découvre le vaste tableau réalisé en 1876 en hommage à Hector Berlioz, L'anniversaire, dans lequel les figures allégoriques représentées incarnent Roméo et Juliette, Clio, Didon et Margueritte, personnage de La Damnation de Faust composée par Berlioz. Au premier plan de cette peinture, Fantin-Latour se représente de dos en autoportrait. Depuis sa présentation au Salon de Paris en 1876, ce tableau a eu l'occasion d'être exposé dans de nombreux musées à travers le monde comme ceux d'Amsterdam en 1935 ou de San Francisco en 1983. Le musée détient par ailleurs des tableaux d'artistes ayant séjourné à Grenoble comme Joseph Alfred Bellet du Poisat, Victor Charreton, Isidore Dagnan, Alexandre Dubuisson, Théodore Fantin-Latour, François Guiguet et Gustave Ricard.

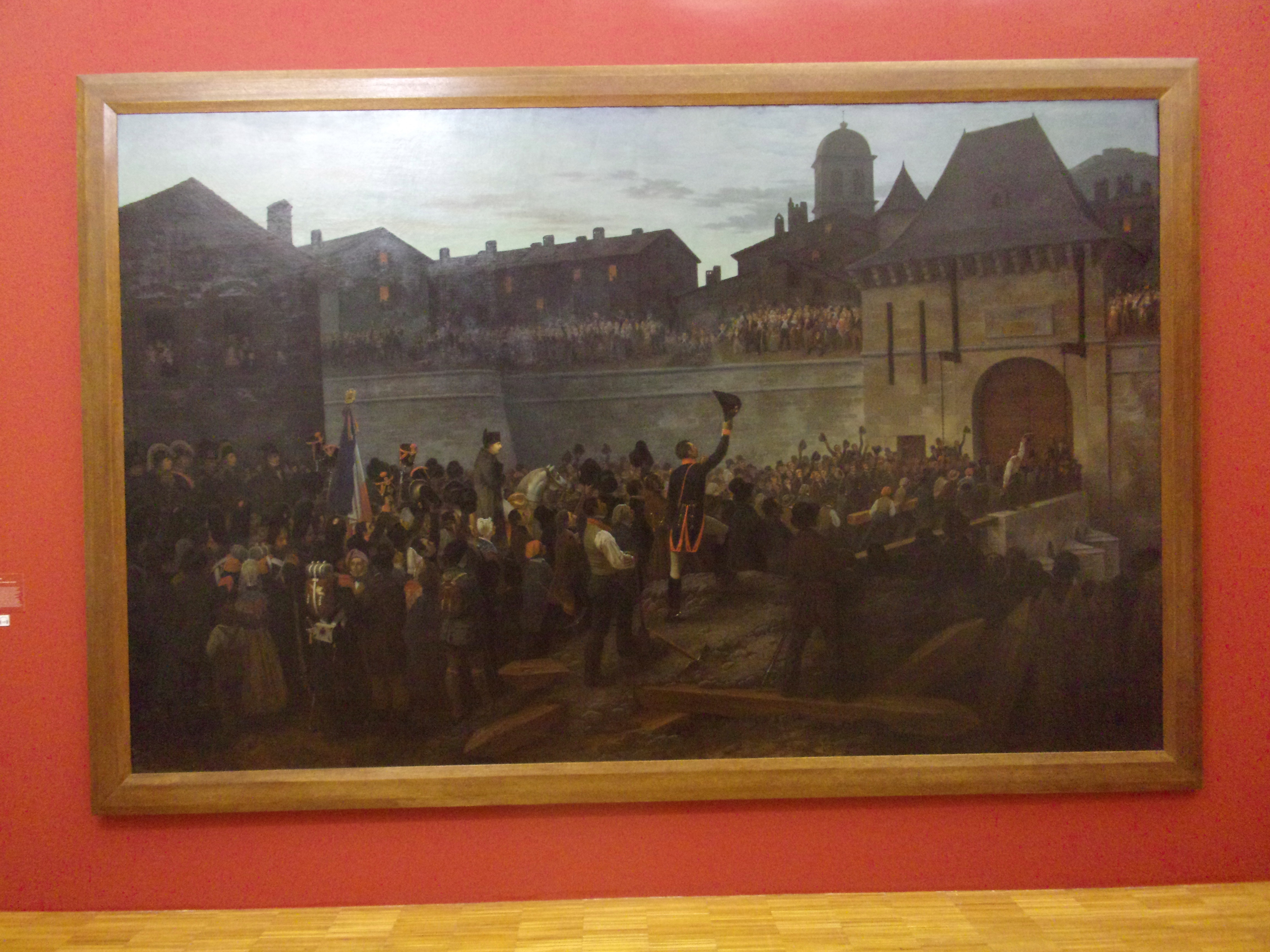
L'entrée de Napoléon à Grenoble en 1815 exposé durant l'année 2020.

Le musée conserve également dans ses réserves des tableaux monumentaux d'Alexandre Debelle, peintre ayant assuré la fonction de conservateur du musée de 1853 à 1887, mais dont la passion pour l'histoire le pousse à représenter des scènes historiques du Dauphiné comme L'Abdication d'Humbert II, acte politique entraînant le rattachement du Dauphiné au royaume de France en 1349, L'entrée de Napoléon à Grenoble en 1815, étape décisive dans son retour au pouvoir depuis l'île d'Elbe ou Le siège de Grenoble par les troupes austro-sardes en juillet 1815, conséquence directe de la défaite de la bataille de Waterloo par Napoléon. Le tableau de l'entrée de Napoléon par la porte de Bonne à Grenoble est la plus grande peinture historique grenobloise avec ses 10,66 m2. Il a été présenté au Salon de Paris de 1840, l'année du retour des cendres de Napoléon en France.
Au cours de l'histoire, plusieurs artistes réalisent leurs œuvres au bord de l'Isère devant le site actuel du musée mais sur ce qui n'était alors qu'un simple chemin de halage. C'est le cas d'Isidore Dagnan qui peint en 1829 Vue de Grenoble, prise de l'Île-Verte, effet du soir dans lequel on découvre le site 165 ans avant l'ouverture du musée. En 1838, c'est au tour de Jean Achard de faire découvrir ce même site dans son œuvre Vue de Grenoble prise de la porte Saint-Laurent, mais cette fois depuis la rive droite de l'Isère. Plus tard, Joséphine Fesser y réalise en 1867 une peinture à l'huile où l'on découvre la porte de l'Île-Verte et le pont de la Citadelle, tandis que son compagnon Johan Barthold Jongkind, y réalise une aquarelle en 1883 puis une peinture en 1886 à l'endroit où le quai portera son nom quarante ans plus tard. En avril 1927, Hippolyte Mouthier (1880-1975) représente la démolition de la porte de l’Île-Verte, vue depuis la rive droite.
En 2016, le musée acquiert six toiles réalisées par le peintre grenoblois Jules Flandrin entre 1897 et 1924. Deux d'entre elles sont des autoportraits de l'artiste et trois autres représentent des proches du peintre. L'association Les Amis du Musée de Grenoble étant à l'origine du don de ces cinq œuvres, la sixième représentant un paysage mythologique étant offerte par un particulier.
En 2020, le musée décide pour la première fois d'organiser une exposition sur les peintres et sculpteurs grenoblois du XIXe siècle en regroupant cent-cinquante œuvres dont celles d'Alexandre Debelle, mais la prévision d'un confinement national lié à la pandémie de Covid-19 en Europe oblige le musée à fermer ses portes le 14 mars, jour d'ouverture de l'exposition, la repoussant alors de plus de deux mois, au 27 mai, mais permettant de la prolonger beaucoup plus que prévu jusqu'au 25 octobre.

#### Art moderne duXXesiècle(salles 24 à 36)

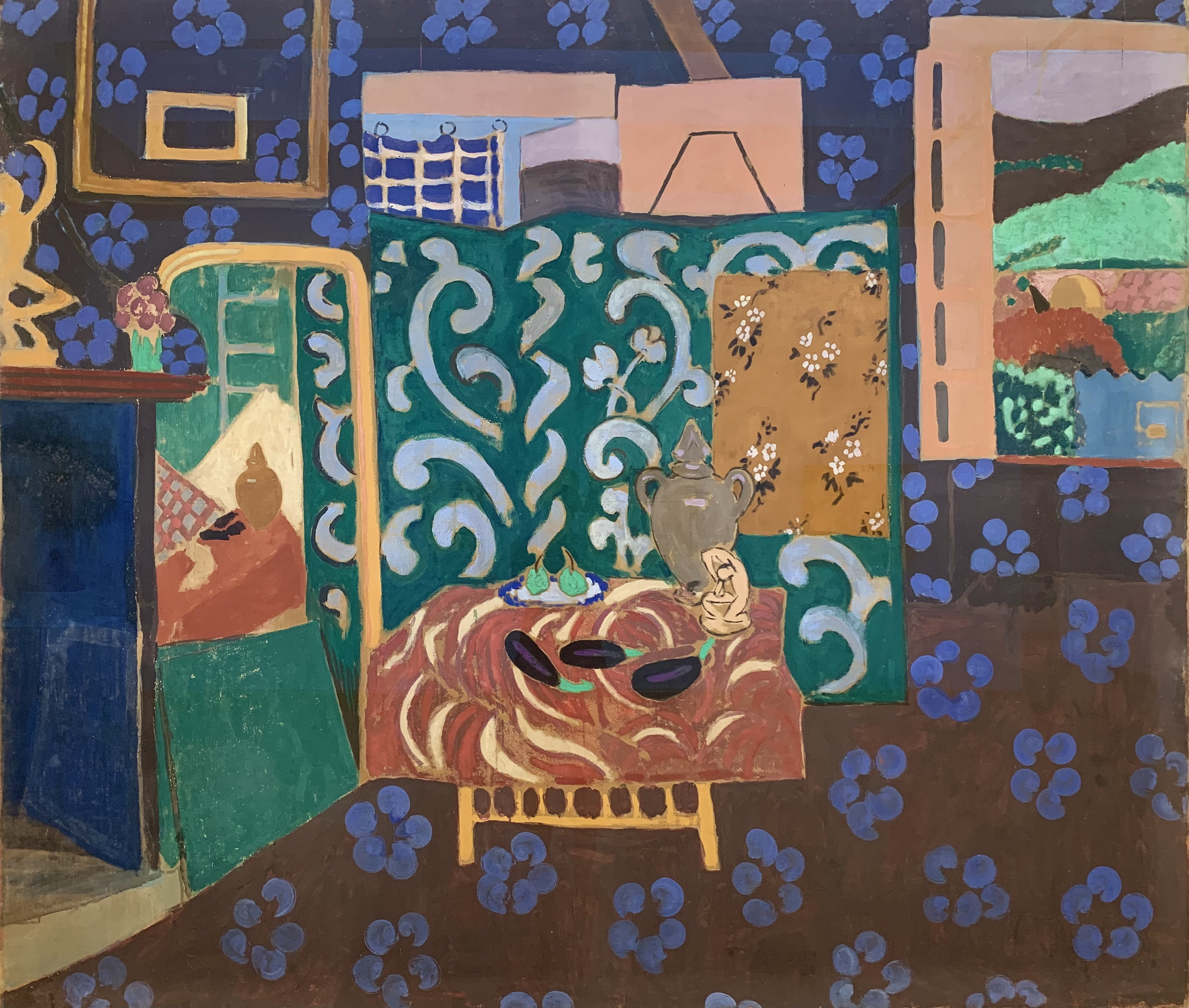
Intérieur aux aubergines, Henri Matisse, 1911-12, musée de Grenoble

La section du XXe siècle est particulièrement riche puisque le musée est considéré comme le plus ancien musée d'art moderne en France. Répartie sur treize salles, la collection va des conquêtes de l'art moderne au début du siècle jusqu'aux développements formels les plus récents. Les dons au musée lorsque Andry-Farcy est conservateur sont nombreux, comme celui de Matisse avec son Intérieur aux aubergines, Pablo Picasso et sa Femme lisant remis par le peintre au musée en 1921, Claude Monet avec son Coin de l'étang à Giverny en 1923. Une partie des collections provient également de l'important legs du couple Georgette Agutte et Marcel Sembat en mai 1923, legs de soixante-six peintures, soixante-quatorze œuvres d'art graphique, vingt-deux céramiques, douze sculptures et trois tapisseries qui avait pris place dans deux salles spéciales du musée de l'époque selon les dernières volontés des donateurs. Parmi ces œuvres, et de Matisse seulement, on relève Marguerite lisant, Les Tapis rouges, Nu assis, La Petite Mulâtresse et Vue sur la baie de Tanger ; s'y ajoute Jeune femme à la pelisse blanche, dépôt du Musée national d'Art moderne depuis 2004.
Soixante-douze ans plus tard, Pierre Collart, neveu et héritier des Sembat, lègue à son tour en 1995 au musée le reste des œuvres provenant de leur collection sur le pointillisme. C'est la salle 24, la dernière dans les travées latérales, qui accueille aujourd'hui les œuvres de Georgette Agutte tandis que les deux suivantes situées dans la zone du musée adossée à la courbe de l'Isère, abritent celles acquises avec son époux Marcel. Des assiettes décorées par Georgette figurent également dans la vitrine de la galerie transversale.

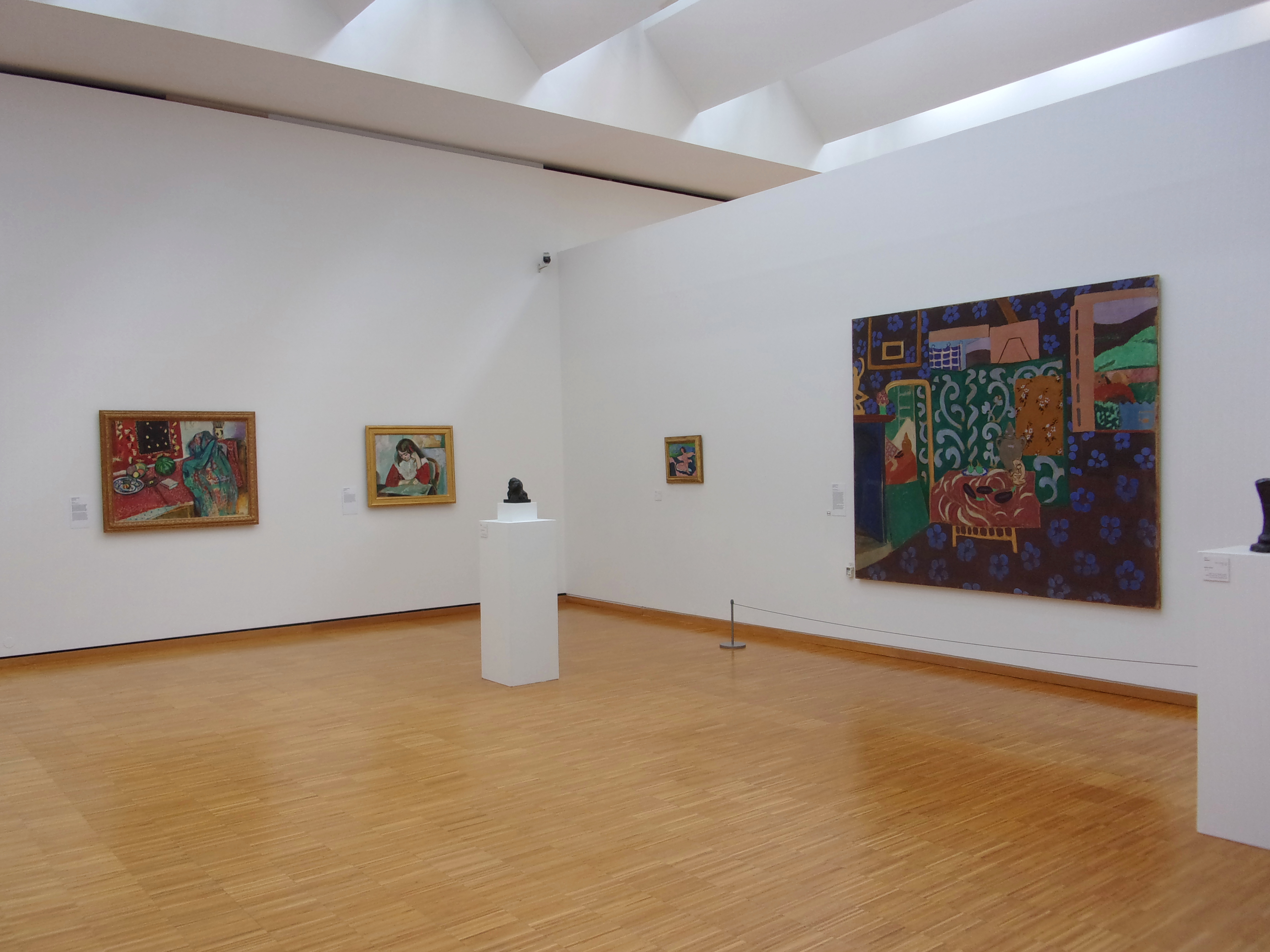
Salle no 27 (art moderne).

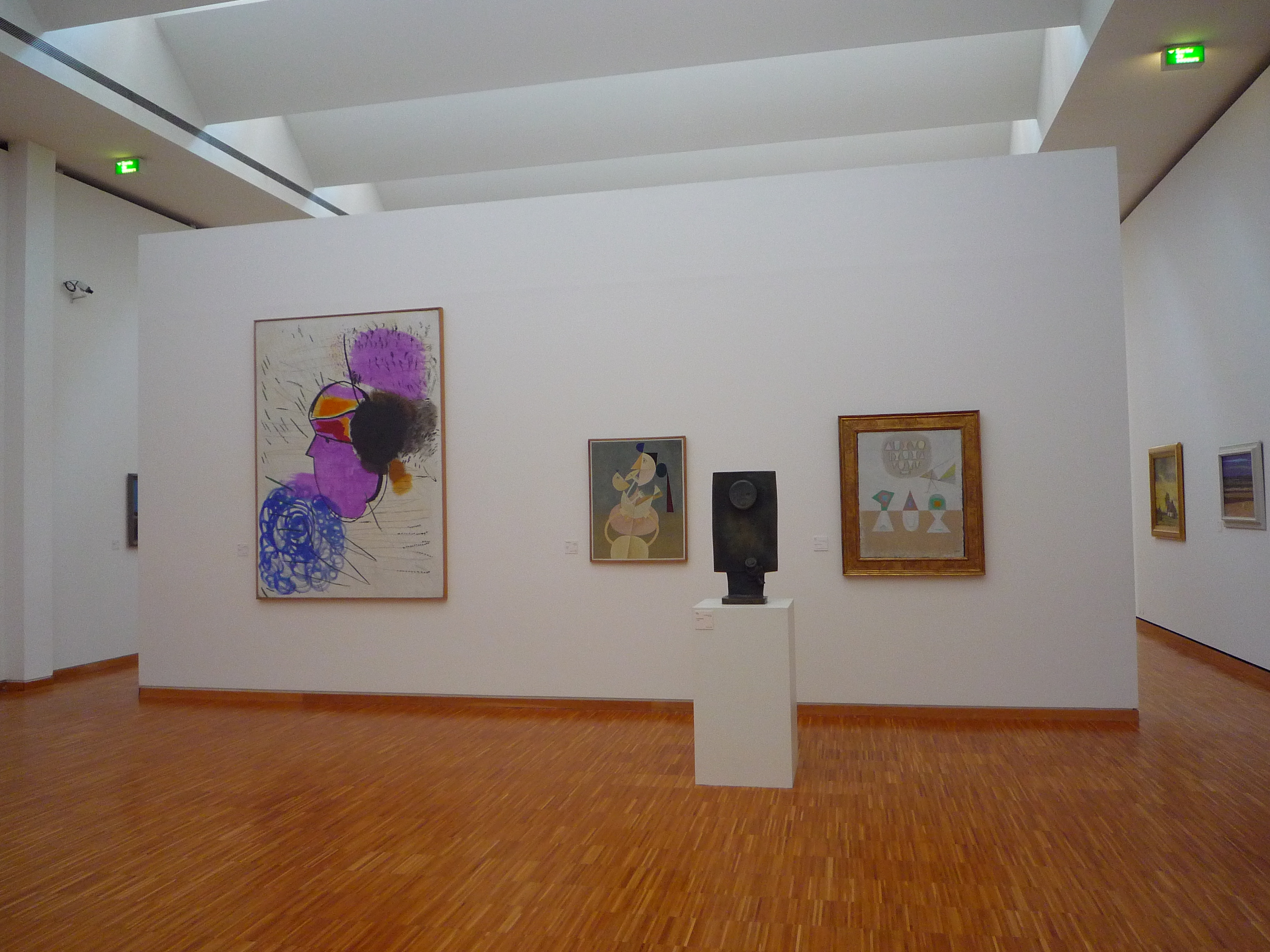
Salle no 36 (art moderne).

Toutes les tendances et mouvements de la peinture sont présents, tels le fauvisme avec des tableaux d'Henri Matisse (huit peintures), Charles Camoin (Nu à la chemise mauve), André Derain, Kees van Dongen (Amusement), Raoul Dufy, Othon Friesz (six peintures), Albert Marquet, Jacqueline Marval, Jean Puy, Maurice de Vlaminck. Le cubisme est présent avec Georges Braque, Albert Gleizes, André Lhote, Fernand Léger et Le Corbusier. L'école de Paris est représentée par Amedeo Modigliani, Pinchus Krémègne, Chaïm Soutine, Maurice Utrillo ainsi que Marc Chagall (trois peintures).
Quatre peintures illustrent les différentes périodes artistiques de Pablo Picasso tandis que l'on retrouve aussi des œuvres de peintres tels Yvette Alde, Jean Arp, Balthus, Pierre Bonnard, Bernard Buffet, Henri-Edmond Cross (six peintures), Robert Delaunay, Theo van Doesburg, Roger de La Fresnaye, Natalia Gontcharova, Jean Gorin, Vassily Kandinsky, Paul Klee, František Kupka, Léon Lehmann (trois peintures), Claude Monet, Giorgio Morandi (Nature morte), Georges Rouault, Kurt Schwitters, Paul Signac, Maria Helena Vieira da Silva ou encore Jacques Villon.
L'œuvre réalisée en 1912 par Luigi Russolo, Synthèse plastique des mouvements d’une femme y est présentée comme un exemple du courant futurisme italien créé en 1909 lors de la sortie du manifeste du futurisme et ayant comme caractéristique la saturation des couleurs et l'utilisation de la chronophotographie mise au point par Eadweard Muybridge dans les années 1870. Cependant, la mort de certains artistes comme Umberto Boccioni durant la Première Guerre mondiale touche gravement ce courant artistique et la mort de Filippo Tommaso Marinetti en 1944 y mettra un terme. Les artistes italiens bien représentés au musée de Grenoble grâce au don Sarmiento de 1933 et ses toiles des « italiens de Paris » de Leonor Fini, Alberto Magnelli, Filippo De Pisis ou Mario Tozzi, sont mis à l'honneur lors de l'exposition Italia Moderna en 2021.
De grands noms du surréalisme sont aussi présents comme Giorgio De Chirico, Joseph Cornell, René Magritte, Joan Miró, Max Ernst, André Masson, Francis Picabia, Léon Spilliaert ou Yves Tanguy. Dans ce mouvement, le musée possède une œuvre de l'artiste et danseuse suisse Sophie Taeuber-Arp en salle 30 avec son tableau Échelonnement peint en 1934. L'expressionnisme est présent avec Karl Hofer, Willi Baumeister ou George Grosz et l'exposition de 1937 a permis d'intégrer le mouvement d'art naïf par les toiles de Séraphine de Senlis, André Bauchant ou Camille Bombois. Les mouvements d'après-guerre de l'abstraction lyrique et de l'abstraction géométrique sont représentés par les artistes Étienne Béothy, César Domela, Hans Hartung, Jean Hélion, Joan Mitchell et Victor Vasarely.
La sculpture est également présente dans ces salles, avec des œuvres d'Antoine Bourdelle, Alexander Calder, Raymond Duchamp-Villon, Max Ernst (Un chinois égaré), Alberto Giacometti, Julio González, Henri Laurens, Jacques Lipchitz, Ossip Zadkine et même Henri Matisse, toujours grâce au legs Agutte-Sembat.

#### Art contemporain desXXeetXXIesiècles(salles 37 à 54)
Les dernières salles, celles de l'art contemporain, sont réparties sur trois niveaux (niveau 0, niveau −1 et niveau −2). Elles sont consacrées au Nouveau réalisme, à l'art minimal, au pop art, à l'art optique, au Color Field painting, au land art à l'arte povera et au Supports/Surfaces, mettant en évidence la très grande diversité des formes et des préoccupations qu’explorent les créateurs d’aujourd’hui en jouant sur les matériaux, les techniques et les sources d’inspiration les plus diverses. Les œuvres de ces salles sont susceptibles d'être déplacées ou mises dans les réserves du musée selon les années. En 2022, l'exposition temporaire En roue libre est l'occasion de voir des œuvres du musée rarement exposées dans ces salles.
Le musée de Grenoble est aussi une référence pour l'art contemporain, avec notamment des œuvres de Carl Andre, Arman, Stephan Balkenhol, Christian Boltanski (Monument), Enrico Castellani, Gaston Chaissac, Christo, Philippe Cognée (série indissociable de trente-six tableaux), Tony Cragg, Leonardo Cremonini, Daniel Dezeuze, Jean Dubuffet, Jean Fautrier, Dan Flavin, Sam Francis, Rebecca Horn, Alain Jacquet, Donald Judd, Ellsworth Kelly, Imi Knoebel, Bertrand Lavier, Bart van der Leck, Robert Mangold, Brice Marden, Annette Messager, Robert Morris, Michel Moskovtchenko, Olivier Mosset, Juan Muñoz, Bruce Nauman, Louise Nevelson, Roman Opałka, Bernard Pagès, Jean Peyrissac, Sigmar Polke, Martial Raysse, François Rouan, Haim Steinbach, Frank Stella, Antoni Tàpies, Léon Tutundjian, Claude Viallat, Jeff Wall, Tom Wesselmann ou encore Tadashi Yamaneko.

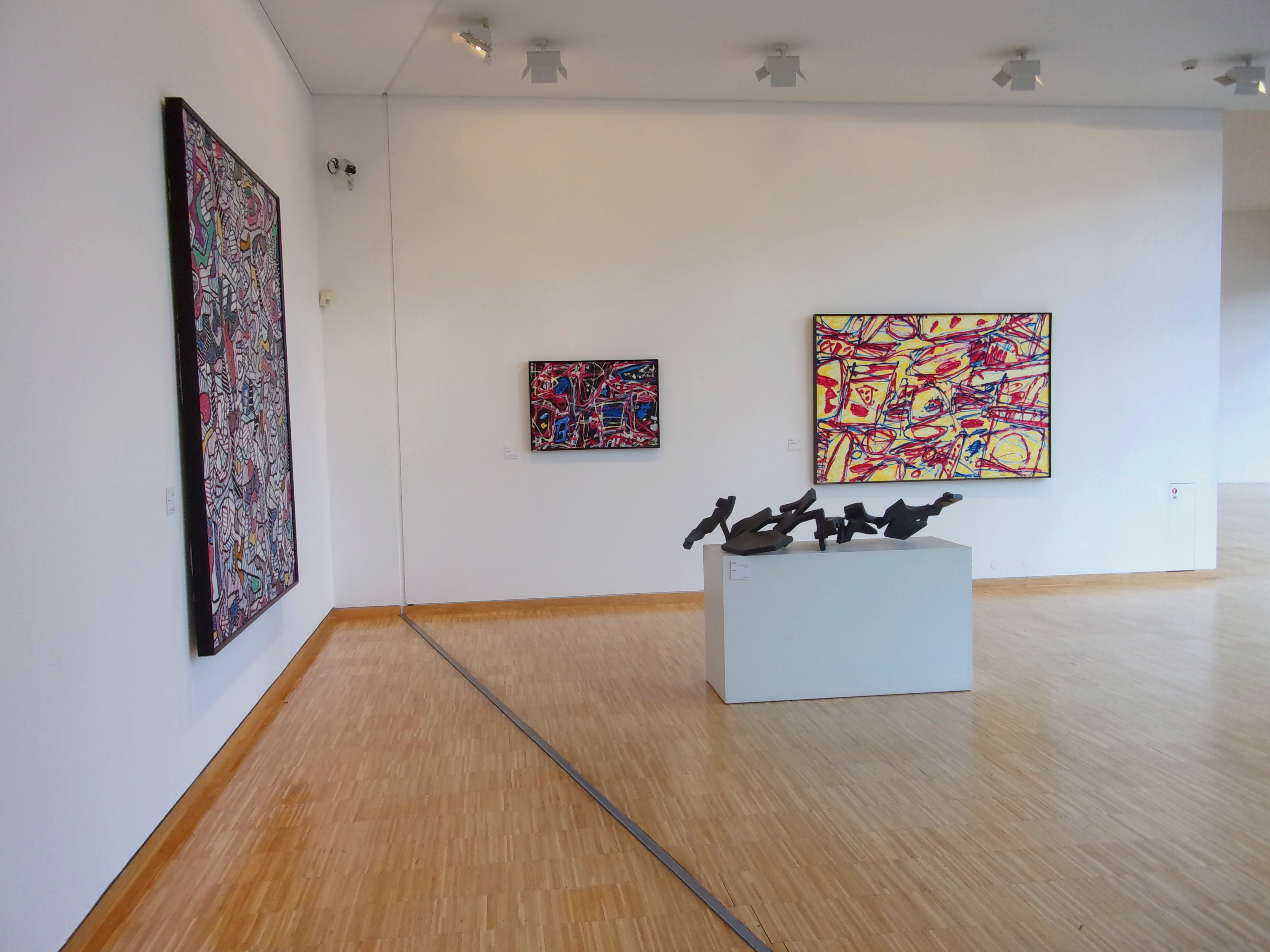
Salle no 41 (art contemporain).

Il faut souligner que le musée possède trois des six œuvres de Morris Louis visibles sur le territoire français ou encore le tableau minimaliste National # 1, de Robert Ryman entièrement peint en blanc d'une façon homogène et dont seules l'épaisseur de la plaque noire ainsi que les quatre attaches murales ressortent. On remarque dans la salle 37 le tableau Sicile réalisé en 1954 par Nicolas de Staël, une peinture issue du mouvement de l'art abstrait, réalisée pour sa partie verte à l'aide d'un couteau et ayant fait l'objet d'un timbre postal. Dans ce même mouvement, Pierre Soulages est représenté en salle 37 avec le tableau Peinture, 145 × 97 cm, 1949 et en salle 38 par son œuvre monumentale en quatre panneaux noirs Peinture, 222 × 628 cm, avril 1985 qui devient lors de son acquisition en 1985 la deuxième plus grande peinture du musée avec ses 13,94 m2. Cette même salle abrite une autre œuvre record pour le musée avec Grande bande, une huile sur toile de 5 m de longueur et seulement 57 cm de haut, peinte par Joan Miró en 1953 et donnant l'impression d'une partition de musique voire d'idéogrammes ponctués de quelques points de couleur. La salle 39 expose notamment une compression de motocycle réalisée par César en 1970, le portrait bleu-ciel de Jackie Kennedy d'Andy Warhol ou un tableau piège de Daniel Spoerri, composé de vaisselle et de déchets de repas. Pendue à un câble en salle 40, l'œuvre réalisée en 1972 par François Morellet, Sphère-trames, est l'une des plus imposantes du musée avec ses 2,45 mètres de diamètre de tubes en acier inoxydable assemblés selon une structure orthogonale, elle représente une sphère d'un volume de 7 700 décimètres cubes, soit 7,7 m3.
En salle 42, se trouve la structure achevée en 1971 par Sol LeWitt, White Five Part Modular Piece, une œuvre minimaliste composée de cinq cubes en acier blanc, évidés, d'une hauteur de 1,60 m et disposés en quinconce de façon à modifier la perception de l’environnement selon les déplacements de l'observateur. Dans les niveaux inférieurs du musée, en salle 47 du niveau −1, se trouve le grand tableau On donne du grain aux poules réalisé en 2005 par Sigmar Polke et reposant sur le système de la trame photographique agrandie et reproduite en peinture acrylique. La dernière salle 54 accueille Brittany Red Stone Circle de Richard Long, un regroupement circulaire de pierres plates posées au sol, imaginé en 1978 et illustrant le mouvement du land art. Le mouvement de l'arte povera est quant à lui représenté par les artistes Giovanni Anselmo, Jannis Kounellis, Mario Merz etGiuseppe Penone.

### Sculptures

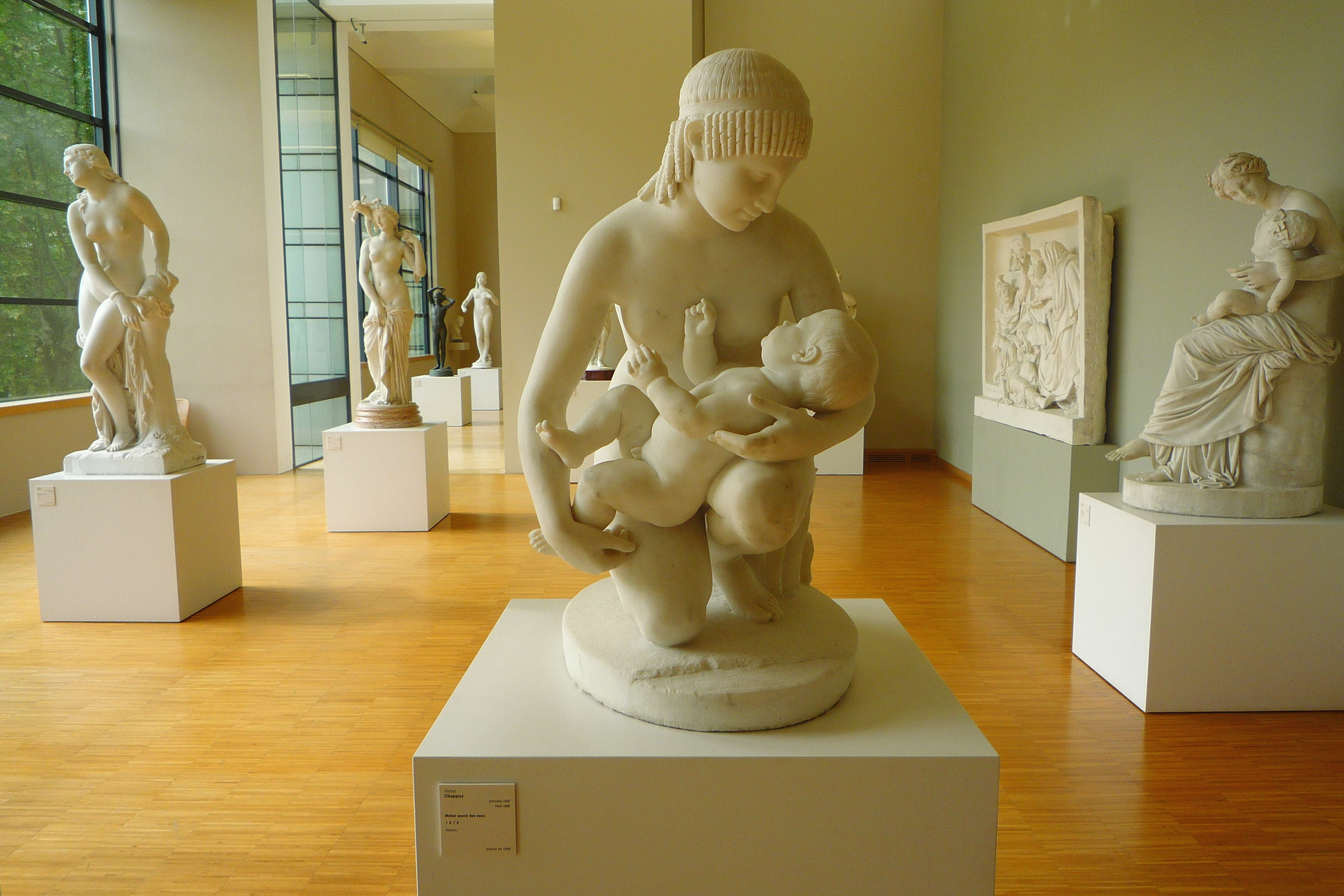
Salle no 18 des sculptures, Moïse sauvé des eaux de Victor Chappuy.

Essentiellement musée de peinture, le musée de Grenoble expose néanmoins des sculptures du XIXe siècle essentiellement dans les salles 18 et 19, dont Phryné réalisée par James Pradier en 1845, Être et Paraître par Leharivel-Durocher en 1861, Les Premières fleurs par le Dauphinois Urbain Basset en 1880, La Jeunesse par Antonin Carlès en 1883, Le Torrent par Urbain Basset en 1878, La Mort de Lucrèce par Victor Sappey en 1828, Angélique attachée au rocher par François Truphème en 1855, La Petite vendangeuse par Émile-François Chatrousse en 1863, Leucothoé et Bacchus par Auguste Dumont en 1829, deux bas-reliefs en plâtre patiné de Louis-Ernest Barrias représentant Lavoisier dans son laboratoire et Lavoisier à l'Académie en 1900, le buste en marbre La Chanteuse exécuté par Joseph Bernard en 1910 ou Berlioz mourant réalisé par Pierre Rambaud en 1893.
Dans ces salles, l'œuvre de 96 cm de hauteur, Stella montis - muse de Berlioz, est un marbre d'Henri Ding présenté au Salon de Grenoble en 1890 et représentant une jeune femme nue jouant de la harpe, évoquant Estelle Dubœuf, l'amour secret de Berlioz qu'il ne révélera dans ses Mémoires que 49 ans après leur rencontre. Cette sculpture a été exposée à la Fondation de l'Hermitage à Lausanne et dans trois villes japonaises à l'occasion du déménagement du musée en 1993.

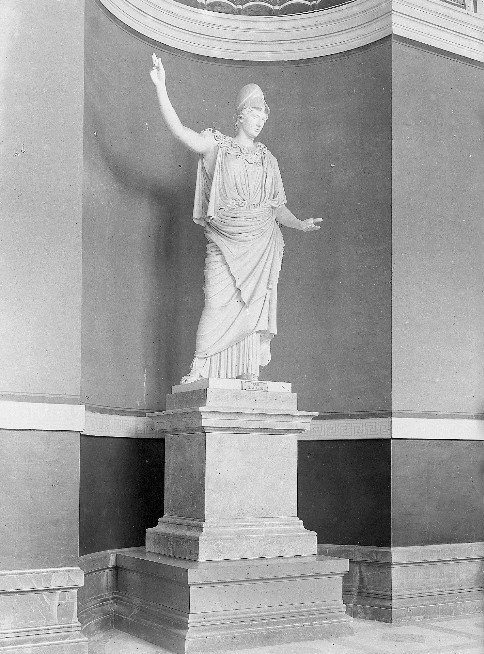
Déesse Athéna (Pallas de Velletri) dans la niche du vestibule du musée-bibliothèque vers 1900.

La salle 19 contient une vitrine contenant une douzaine de sculptures en bronze de quelques dizaines de centimètres dont l'une est un exemplaire en réduction de 1867 de la statue équestre de Napoléon Ier d'Emmanuel Frémiet qui a trôné sur la place de la Constitution jusqu'au 5 septembre 1870, jour où elle a été voilée après les défaites militaires de Napoléon III, puis déboulonnée en novembre afin d'être conservée dans un entrepôt jusqu'à son installation en août 1929 dans la prairie de la Rencontre à Laffrey à des fins touristiques. Lors de l'ouverture du musée-bibliothèque en 1870, le musée accueillait dans une niche centrale du vestibule une statue de 3,05 mètres d'Athéna, offerte par Victor Duruy, ministre de l'Instruction publique. Décrite en 1892 dans le livre de Joseph Roman comme identique à celle conservée au musée du Louvre, le conservateur Andry Farcy décide cependant, sur proposition du sculpteur Antoine Bourdelle,, de la remplacer par la Vierge à l'Offrande de plus de six mètres, deux ans après le grand réaménagement des salles du musée en juillet 1921. Cette statue d'Athéna est depuis lors enfermée dans l'ancienne chapelle du lycée Vaucanson. Il existe enfin quelques sculptures en bronze en dehors du musée, dans le jardin de sculptures.

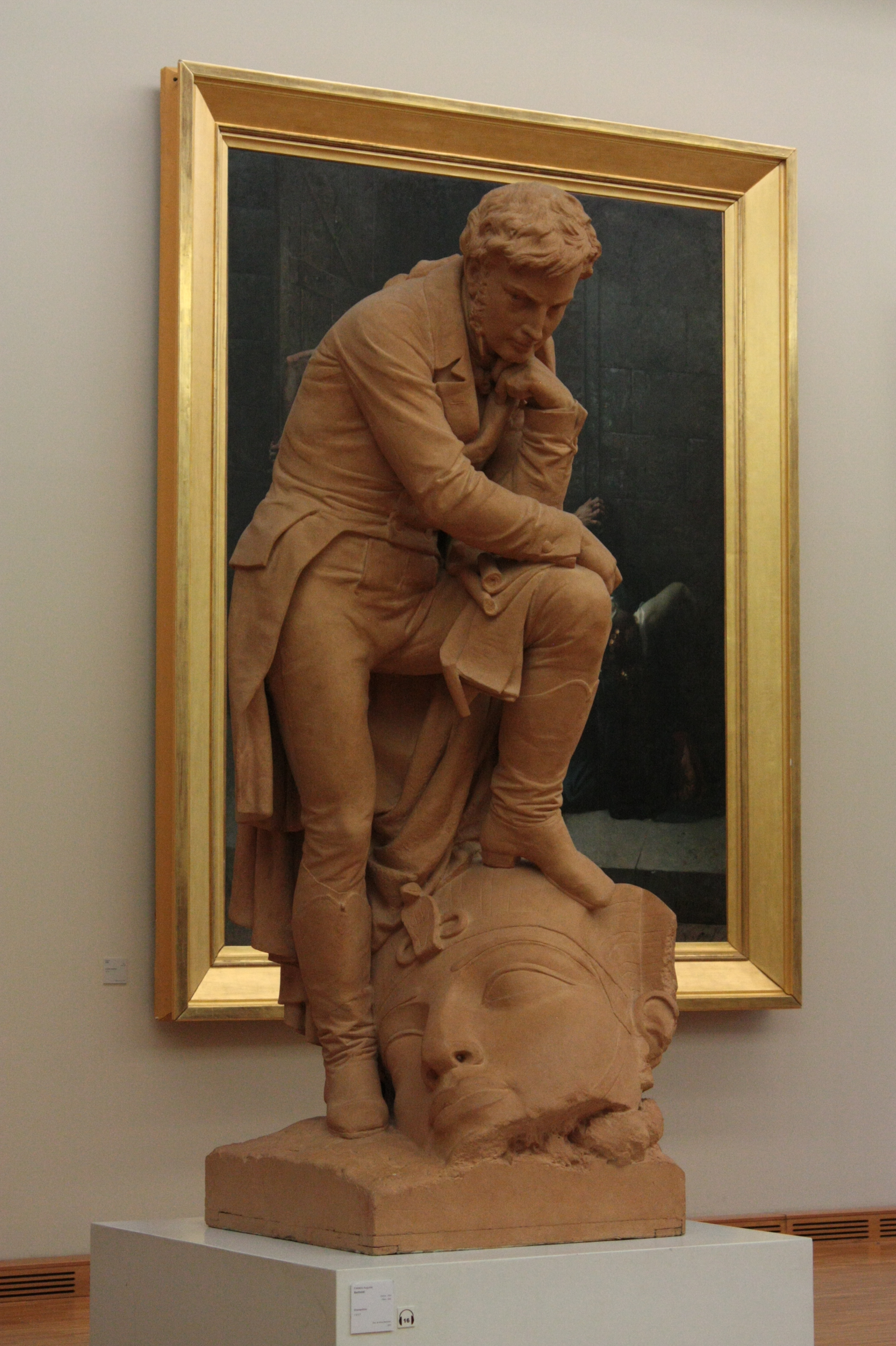
Statue de Champollion de 1867 par Bartholdi.

Par ailleurs, de nombreuses salles conservent une voire deux sculptures en son centre comme en salle 17 où figure en position centrale celle en plâtre de Jean-François Champollion faite par le sculpteur Bartholdi pour le parc égyptien de l'égyptologue Auguste Mariette à l'occasion de l'exposition universelle de 1867 à Paris. Cette statue d'une hauteur de deux mètres provient d'un legs de la veuve Bartholdi fait en 1905 à la ville de Grenoble en souvenir des attaches de son mari comme professeur d'histoire à l'université de Grenoble. Consignée dans le musée de l'époque, cette statue n'est finalement installée qu'en 1926 dans la cour d'honneur du lycée Champollion où elle restera jusqu'à son transfert en 1995 dans l'actuel musée,. C'est ce plâtre qui a servi de modèle à la sculpture en marbre du Collège de France à Paris. Cette même salle renferme également un modèle réduit du Triomphe de la Révolution d'Alexandre Falguière, sculpture en marbre représentant un groupe monumental où un char tiré par des chevaux s’apprête à « écraser l’Anarchie et le Despotisme ». Le modèle de grande taille ayant été installé au sommet de l’arc de triomphe de l'Étoile à Paris de 1882 à 1886.
La salle 15 contient une statuette de Clémence Sophie de Sermézy, Le Retour du fils prodigue (1828) ainsi que deux autres statues plus imposantes en terre cuite La Sculpture et L'Architecture issues de l'école française et ayant fait l'objet d'un don au musée en 1887 par Georges Marjolin (1817-1896). Ce donateur, magistrat et bibliophile parisien, va léguer également plusieurs tableaux au musée de Grenoble en 1892 et 1896, mais aussi 35 000 estampes à la bibliothèque municipale de la ville. Cette salle détient également la statue Jeanne d'Arc pleurant à la vue d'un Anglais blessé sculptée en 1834 par la princesse Marie d'Orléans.
La salle 1 détient en son centre la statue originale d'Hercule-Lesdiguières exécutée en 1609 par un sculpteur encore mal identifié de la Renaissance italienne à la demande du duc de Lesdiguières. L'Hercule de bronze trône avec sa massue sur l'épaule, la peau du lion de Némée sur le dos et les pommes d'or du jardin des Hespérides dans sa main gauche. Installée initialement dans le parc du château de Vizille, propriété de la dynastie Lesdiguières, la statue est déplacée en 1740 au jardin de ville devenu depuis peu propriété de la ville de Grenoble. Elle y reste jusqu'en 1990, année où lors d'une chute accidentelle, elle doit être restaurée et amenée au musée de Grenoble. Une copie sera réinstallée au jardin de ville ainsi qu'une autre en 2008 à son emplacement d'origine au château de Vizille, 268 ans après son départ.

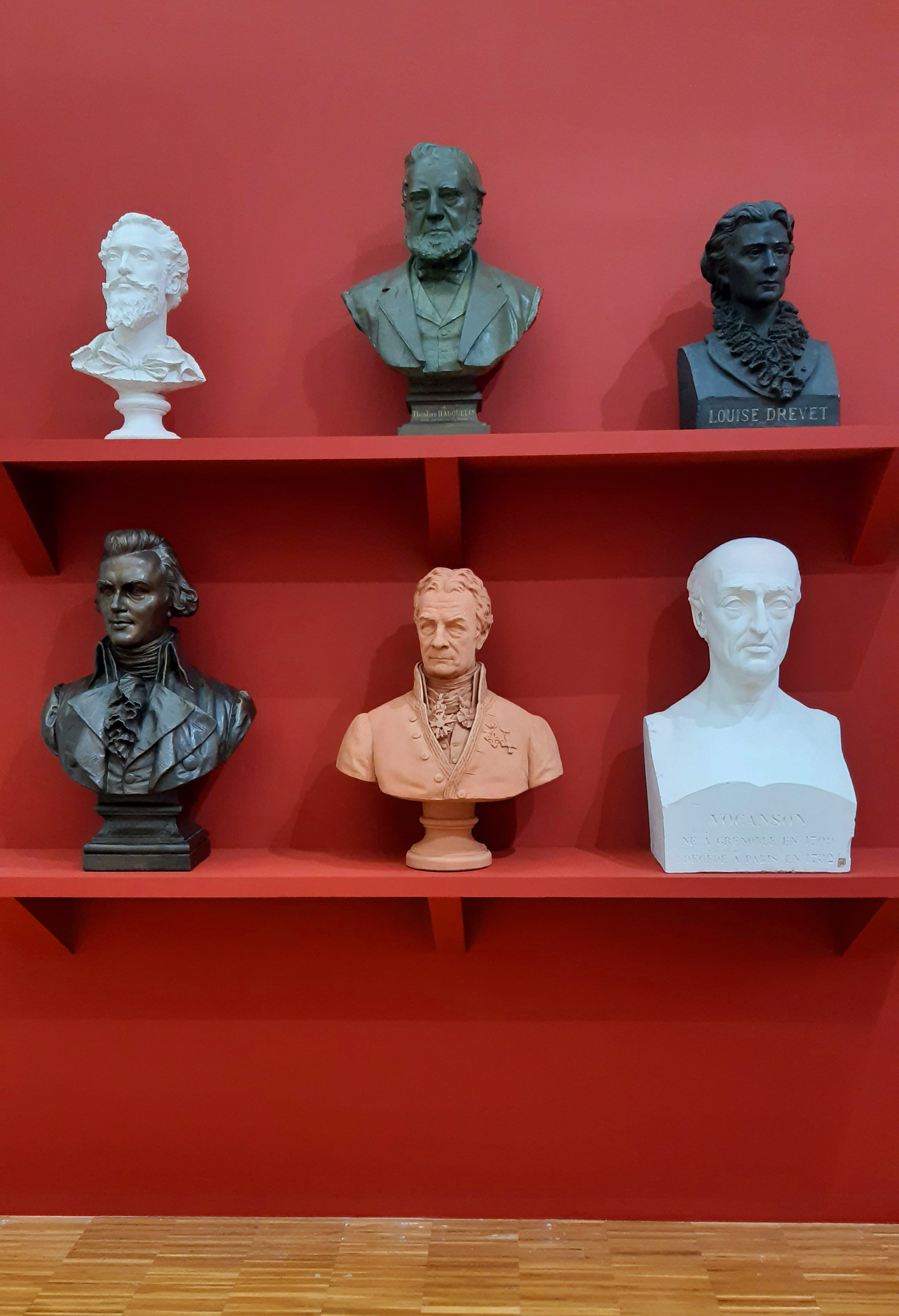
Bustes de personnalités lors de l'exposition Grenoble et ses artistes au XIXe siècle.

La salle 4 renferme la statue polychrome de Saint-Florian de l'école souabe et datée de 1520. La salle 13 renferme deux bustes en marbre exécutés par Jean-Antoine Houdon représentant deux anciens maires de Grenoble, l'avocat Antoine Barnave, et Laurent Aymon de Franquières, premier maire de Grenoble du 3 au 10 février 1790, mort prématurément à l'âge de 45 ans le 30 mars suivant. La salle 14 renferme le buste du pape Benoît XIV réalisé par Pietro Bracci. La salle 23 détient un buste en bronze d'une œuvre d'Auguste Renoir et Richard Guino de 1915, Le Berger Pâris, ainsi qu'une main en terre cuite d'Auguste Rodin, étude de 1885 pour l'exécution du groupe statuaire Les Bourgeois de Calais. La salle 24 consacrée à Georgette Agutte renferme la statue de l'homme politique Jules Guesde, mort en 1922.
La section des salles d'art contemporain contient de nombreuses sculptures comme la salle 36 abritant La cage d'Alberto Giacometti ou la salle 37 abritant La Fourmi, une sculpture hybride de femme et de fourmi réalisée en 1953 par Germaine Richier ainsi que Le Coq, la poule et le poussin réalisé la même année par Étienne Hajdu. La salle 51 expose la sculpture de Juan Muñoz d'un personnage se regardant dans un miroir en le touchant avec la tête. Le couloir partant de la salle 31 et qui sépare le XIXe du XXe siècle contient des vitrines avec notamment une vingtaine de sculptures animalières en plâtre réalisées par François Pompon (canard, cochon, ours, oiseaux…) dont trois acquises dès 1921.
Les réserves du musée contiennent de nombreuses sculptures du XIXe siècle d'artistes dauphinois non exposés en salles 18 et 19, tels Eustache Bernard, Auguste Davin, Henri Ding, Léon-Ernest Drivier, Aimé Charles Irvoy, Pierre Rambaud, Hippolyte Rubin et Philippe Solari. Ces sculptures sont souvent des bustes de personnages ou d'artistes locaux mais deux d'entre elles ressortent grâce à Henri Ding qui signe en 1884 un buste en marbre de l'allégorie de la ville de Grenoble appelée Gratianopolis et en 1878 un plâtre à taille réelle Jésus le Nazaréen - Ecce Homo.

### Cabinet des arts graphiques
L'intérêt pour les dessins remonte à l'origine du musée puisque son premier conservateur est un professeur de dessin, mais après son éviction en 1815 et l'établissement de la Seconde Restauration, la collection est en grande partie disséminée à ses anciens propriétaires. Il faut attendre l'arrivée du conservateur Alexandre Debelle pour retrouver des dessins dans une salle du musée en 1856. La collection est par la suite transférée dans le nouveau musée en 1870 au début d'une période d'un demi siècle au cours de laquelle le musée reçoit de nombreux dons de dessins. Avec la nouvelle orientation du musée vers des collections de peintures d'artistes contemporains dans les années 1920, les dessins et aquarelles retournent dans les réserves et peu d'acquisitions s'effectuent dans les années suivantes. Il faut attendre le début des années 1990 pour retrouver un regain d'intérêt à la collection d'art graphique et l'achat par le musée d'œuvres du XXe siècle.
Exposé le plus souvent dans la Tour de l'Isle aménagée en cabinet d’art graphique depuis 1994, le fonds ancien compte plus de 6 800 dessins et près de 15 000 estampes provenant essentiellement des dons et du legs de Léonce Mesnard en 1890. Magistrat passionné d'art, il consacre une partie de sa vie à ses écrits et collections qui comptaient plus de 16 000 objets. Bien avant sa mort à l'âge de 64 ans, il fait des dons de peintures et de dessins au musée alimentant la chronique locale des journaux comme en janvier 1874 où L'Impartial Dauphinois liste un don de trois tableaux, dix-sept dessins et trois gravures. À sa mort en mai 1890, le maire de Grenoble, Auguste Gaché, fait l'éloge de sa grande générosité car il lègue 3 207 pièces au musée.

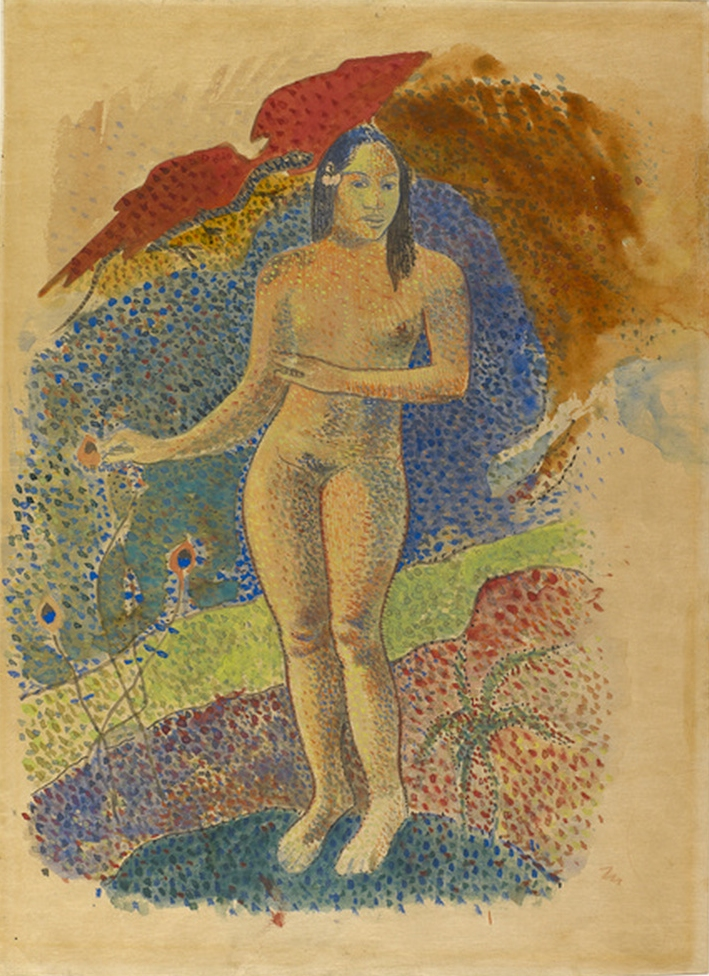
Te nave nave fenua, Paul Gauguin, 1892. Dessin de sa période tahitienne où il représente sa compagne, Teha'amana. La peinture étant conservée par le musée d'Art Ōhara au Japon.

Les dessins italiens prédominent, notamment ceux des Vénitiens et des Florentins de la Renaissance et du Seicento même si l'on retrouve bien d'autres feuilles isolées : le musée possède ainsi des dessins d'Annibale Carracci, Agostino Ciampelli, Luca Giordano, Francesco Guardi, Le Guerchin, Palma le Jeune, Parmigianino (Le Parmesan), Giovanni Battista Piazzetta, Guido Reni, Giambattista Tiepolo, Giandomenico Tiepolo etc. Le fonds français ancien a été étudié dans les années 2010 par Guillaume Kazerouni, Barbara Brejon de Lavergnée et Jérôme Delaplanche, donnant lieu à la publication d'un catalogue et permettant de nouvelles attributions ainsi que la découverte de nouveaux dessins : pour le XVIIe siècle, on trouve dans les collections des feuilles d'artistes comme Philippe de Champaigne, Laurent de La Hyre ou Simon Vouet. On trouve également des dessins d'artistes flamands de ce siècle comme Jacob Jordaens ou Antoine van Dyck. L'école hollandaise s'impose par son importance avec notamment Rubens et Rembrandt au point d'en faire une exposition temporaire en 2014.
Le XVIIIe siècle comporte des artistes célèbres tels que Watteau, Hubert Robert ou David. Le XIXe siècle se caractérise par des séries importantes de certains artistes comme Delacroix, Gauguin, Fantin-Latour ou Jongkind et ses aquarelles du Dauphiné.
La collection du XXe siècle vient en deuxième position en termes d'importance pour un musée français après celle du musée national d'Art moderne. Comme pour la peinture, elle doit beaucoup à la politique d'Andry-Farcy. En 1923, le legs Agutte-Sembat fait rentrer vingt-quatre dessins dont l'esquisse au fusain de la danse de Henri Matisse de 1909. Outre Matisse (présent avec vingt œuvres en tout), la collection comporte notamment des dessins de la main de Jean Arp, Antonin Artaud, Pierre Bonnard, Alexander Calder, Marc Chagall, Jean Cocteau, André Derain (Portrait de Francis Carco), Raoul Dufy (soixante-huit œuvres), Max Ernst, Léonard Foujita, Julio González, Juan Gris, František Kupka, Le Corbusier, Fernand Léger, Alberto Magnelli, Albert Marquet, André Masson, Joan Miró, Amedeo Modigliani, Pablo Picasso (Verre, papier collé de 1914), Kurt Schwitters, Paul Signac, Cy Twombly, Suzanne Valadon, Maurice de Vlaminck, Édouard Vuillard et Ossip Zadkine.
En 2006, le musée commence un récolement de ses dessins et entame à partir de 2010 une série d'expositions temporaires les mettant en valeur dont la dernière a lieu en 2018 avec l'exposition De Delacroix à Gauguin. Cette dernière exposition de cent-quinze feuilles donne l'occasion au public de voir Te nave nave fenua de 1892, une des premières représentations de l’Ève tahitienne, réalisée par Gauguin durant son premier séjour en terre maorie, de juin 1891 à juin 1893.

### Objets d'art

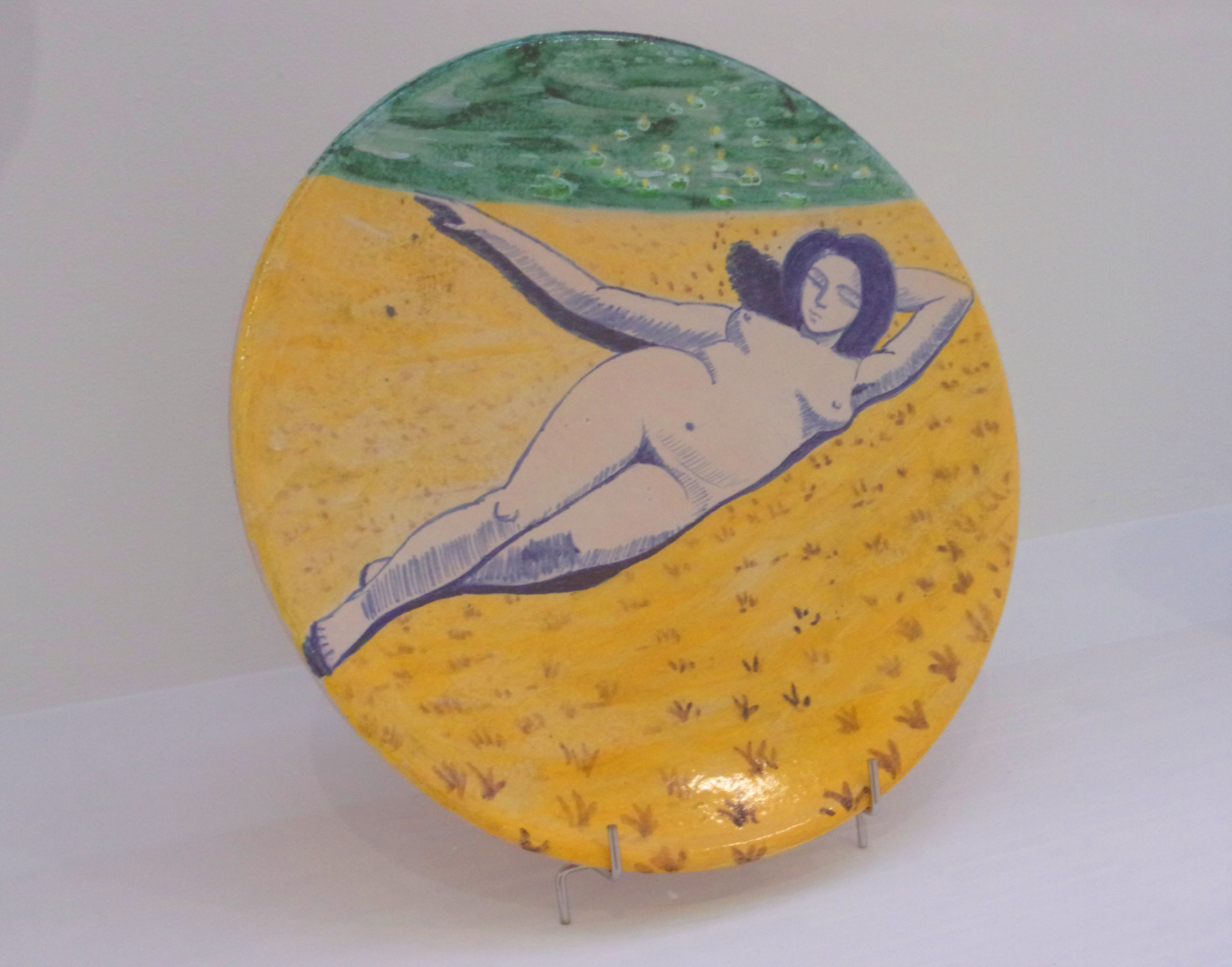
Plat décoré par Georgette Agutte en 1909.

Ces objets et meubles rarement exposés, proviennent des dons de plusieurs mécènes dont notamment le collectionneur de curiosités Auguste-Antoine Genin et surtout le général Léon de Beylié. Parmi toutes ces pièces ethnographiques, plusieurs centaines issues du XIXe siècle forment une véritable collection asiatique provenant de l'Indochine française et dans laquelle figurent du mobilier, des objets décoratifs, des objets de la vie quotidienne, des figurines, des costumes, des masques, des armes, des statuettes, un jeu d'échecs ou encore le faîtage d'un temple de Saïgon. Un grand nombre de ces pièces ont été exposées en 2010 lors de l'exposition commémorant le centième anniversaire de la disparition du général de Beylié. Par ailleurs, le musée conserve une vaste collection d'art africain constituée de cent-quinze statuettes auxquelles s'ajoutent de très nombreux objets d'art. Le musée renferme également des tapisseries du XVIIe siècle, de nombreux médaillons dessinés par Jules Chaplain, le fauteuil et la boite de couleurs de Fantin-Latour, ou encore de multiples céramiques.
L'une des toutes premières expositions temporaires du nouveau musée a été celle sur ses faïences exposées du 22 avril au 10 juillet 1995. Par la suite, l'hommage rendu au conservateur Andry-Farcy en 2019 a été l'occasion de voir en salle 39 la tapisserie Le Guéridon de Georges Braque réalisée en 1938 par l'atelier André-Delarbre d'Aubusson. Une exposition par roulement de certains objets se fait dans quelques vitrines de l'allée séparant le XIXe du XXe siècle comme une parenthèse dans le parcours. Une collection de cent-quinze statuettes et objets d'art africains y a été présentée ou depuis 2018 des assiettes décorées d'artistes renommés.

## Politique d'acquisition
Le musée tire son budget annuel de la ville de Grenoble, lui-même augmenté par des subventions provenant de l'État et de la région Auvergne-Rhône-Alpes. Par ailleurs, le musée possède depuis avril 2010 un club de mécènes dont la principale mission est d'enrichir les collections en prenant soin de laisser le choix de l'œuvre au conservateur. Les membres fondateurs de ce club sont les entreprises bioMérieux, Caisse d'épargne Rhône-Alpes et la fondation Schneider Electric. Un autre membre partenaire étant le Crédit agricole Sud Rhône-Alpes. Une seconde mission du club étant de soutenir sur le plan de la communication certaines expositions temporaires. C'est le cas en 2011, où l'exposition Chagall et l'avant-garde russe obtient une visibilité nationale. Concernant les acquisitions, la première en 2011 a été celle d'une huile sur toile du peintre italien Gioacchino Assereto, Le songe de Jacob, réalisée vers 1630 et exposée en salle 2. Par la suite, le musée de Grenoble va acquérir l'un des treize collages cubistes épinglés de Pablo Picasso daté du printemps 1914. Acquis pour un montant de 750 000 euros, ce tableau intitulé Le verre sera exposé tous les trois ans par courte période de deux mois dont la première débute le 19 décembre 2012.

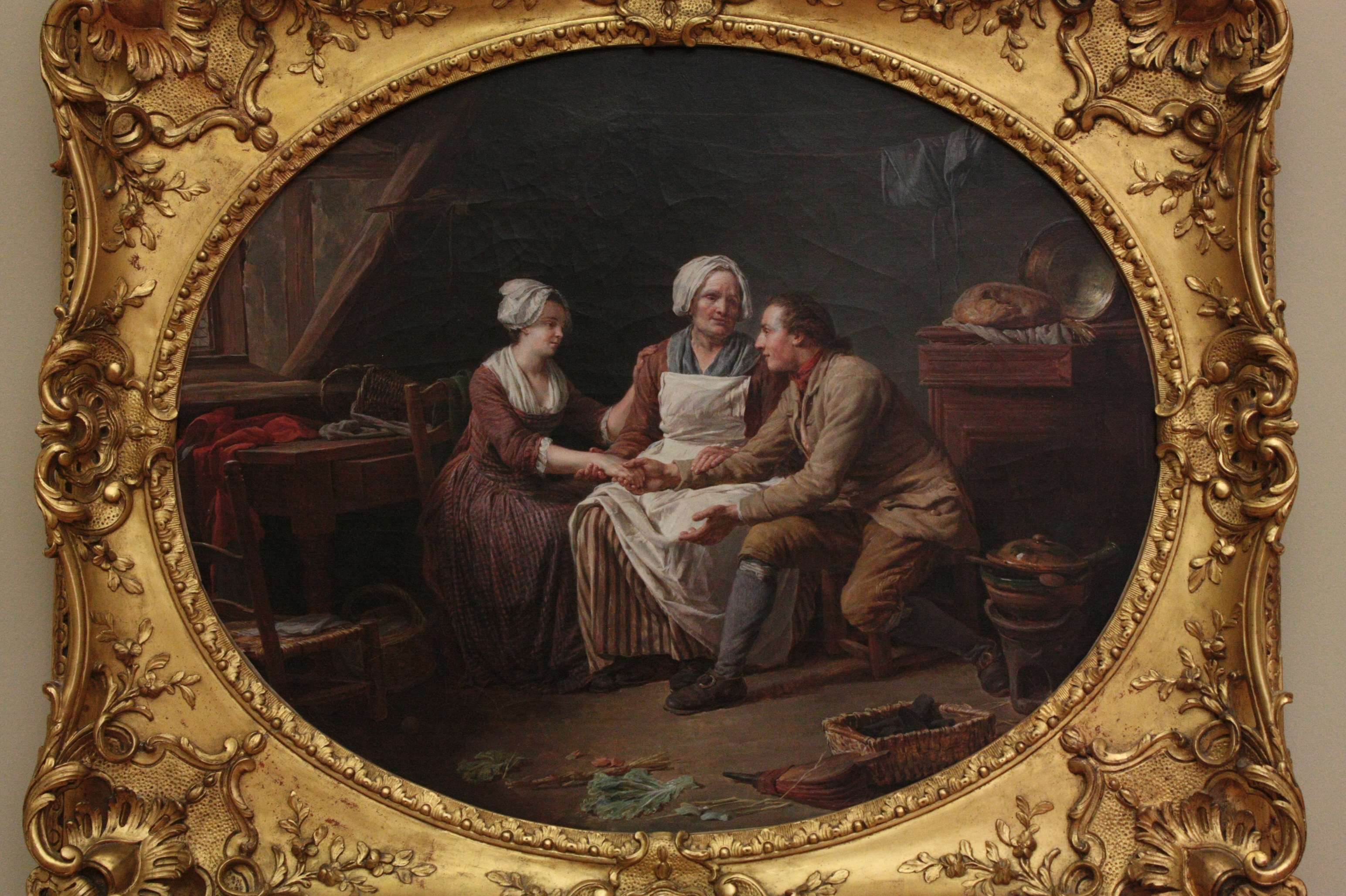
Salle no 11. Les accords (1774) de Nicolas-Bernard Lépicié acquis en 2013 grâce au club des mécènes.

D'autres occasions sont données au club de mécènes de combler des collections comme en 2013 où le musée acquiert Les accords de Nicolas-Bernard Lépicié, en 2015 où il peut acquérir une nature morte de 1939 de Giorgio Morandi évaluée à 1,1 million d'euros, et comme en avril 2018 où le tableau réalisé vers 1646-1650 par le peintre flamand Michael Sweerts intitulé Un vieil homme tricotant avec un garçon à ses côtés, vient enrichir la salle 5 du musée d'une œuvre du XVIIe siècle. Ce dernier tableau acquis pour un montant de 400 000 euros est aussi la première acquisition du musée de Grenoble subventionnée par le Fonds du patrimoine.
En décembre 2018, une sculpture exceptionnelle de Giuseppe Penone est offerte au musée. Il s'agit de deux grains de sable reposant sur deux tiges au centre d'une grosse pierre carrée percée en son centre. Le premier grain est tel qu'il a été découvert tandis que l'autre a été sculpté de façon à être rigoureusement identique au premier. L'œuvre Essere Vento 2015 restera trois ans dans le laboratoire 3SR qui a participé à sa taille avant de rejoindre le musée.
En 2019, à l'occasion de l'exposition de cent-cinquante œuvres de sa collection, le collectionneur d'art contemporain, Antoine de Galbert, annonce vouloir aider le musée de Grenoble par l'acquisition chaque année d'œuvres de jeunes artistes. Deux ans plus tard, il s'engage également à enrichir les collections du musée par la constitution d'un fonds photographique.
En 2020, le club des mécènes et le Fonds régional d'acquisition des musées permettent l'acquisition du tableau Les Petits Savoyards réalisé en 1820 par Claude-Marie Dubufe et qui n'avait encore jamais été conservé dans un musée.

## Quelques œuvres exposées

Scènes
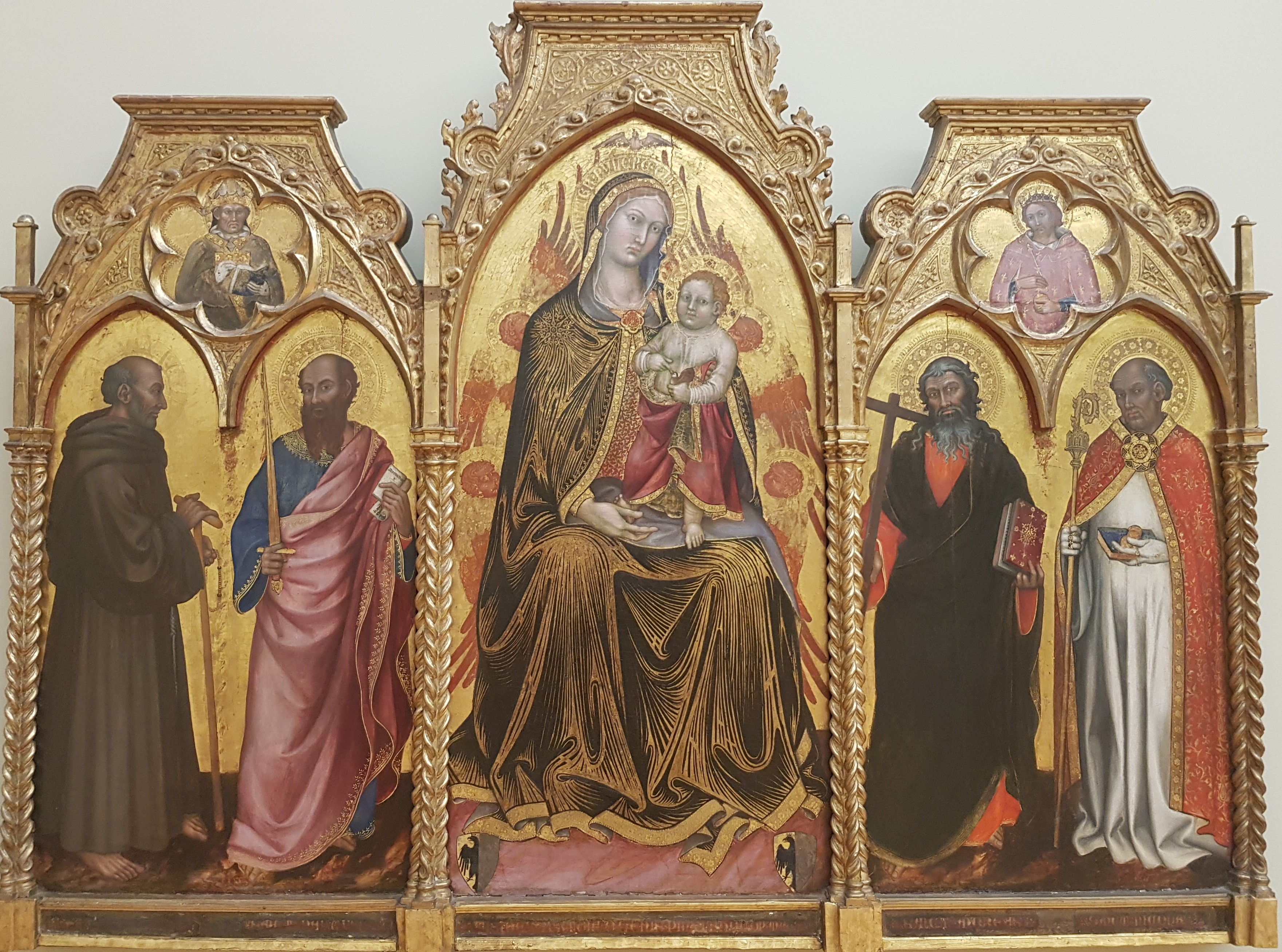
Taddeo di Bartolo, Vierge à l'Enfant entre les saints Gérard, Paul, André et Nicolas.
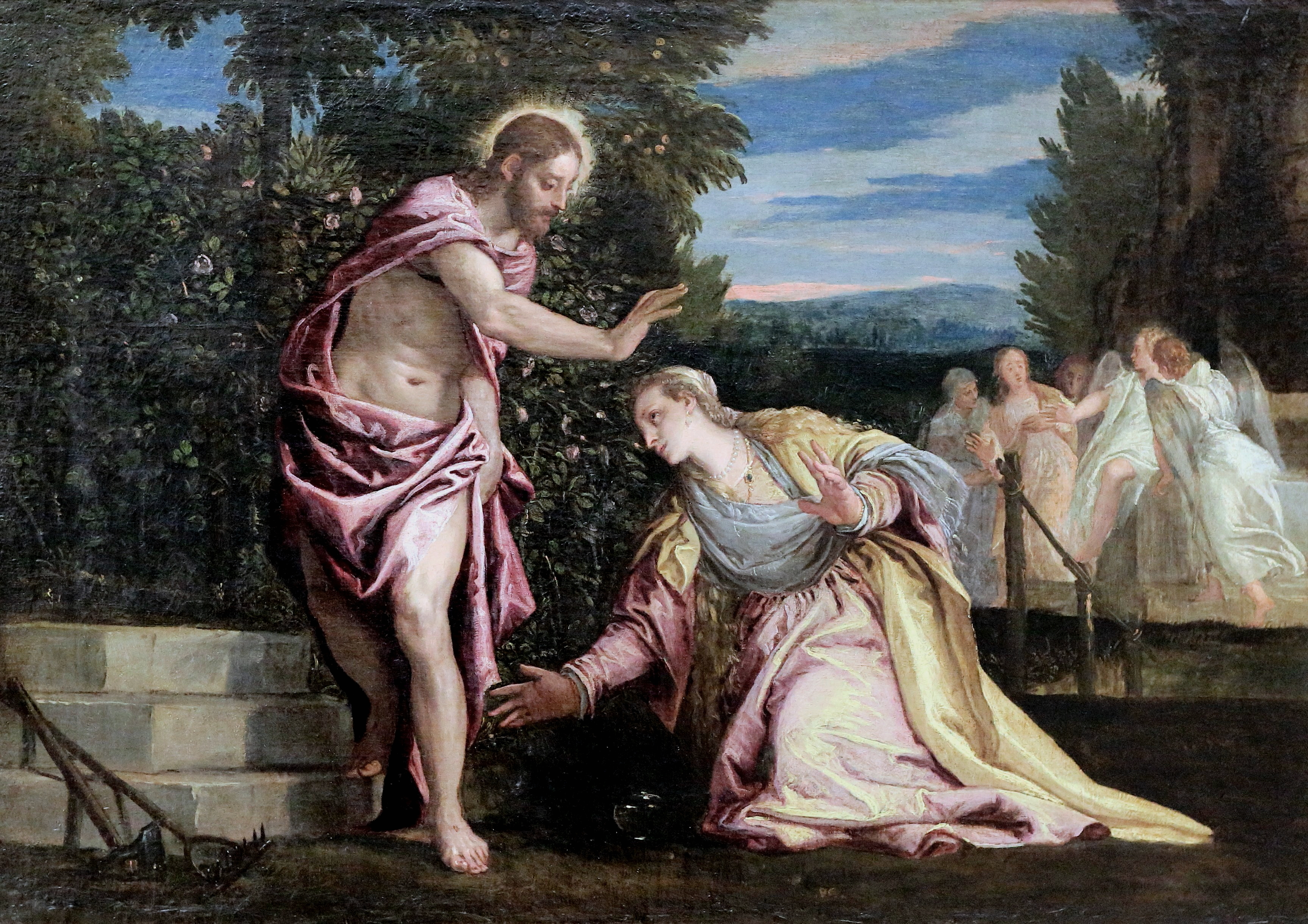
Paul Véronèse, Noli me tangere.
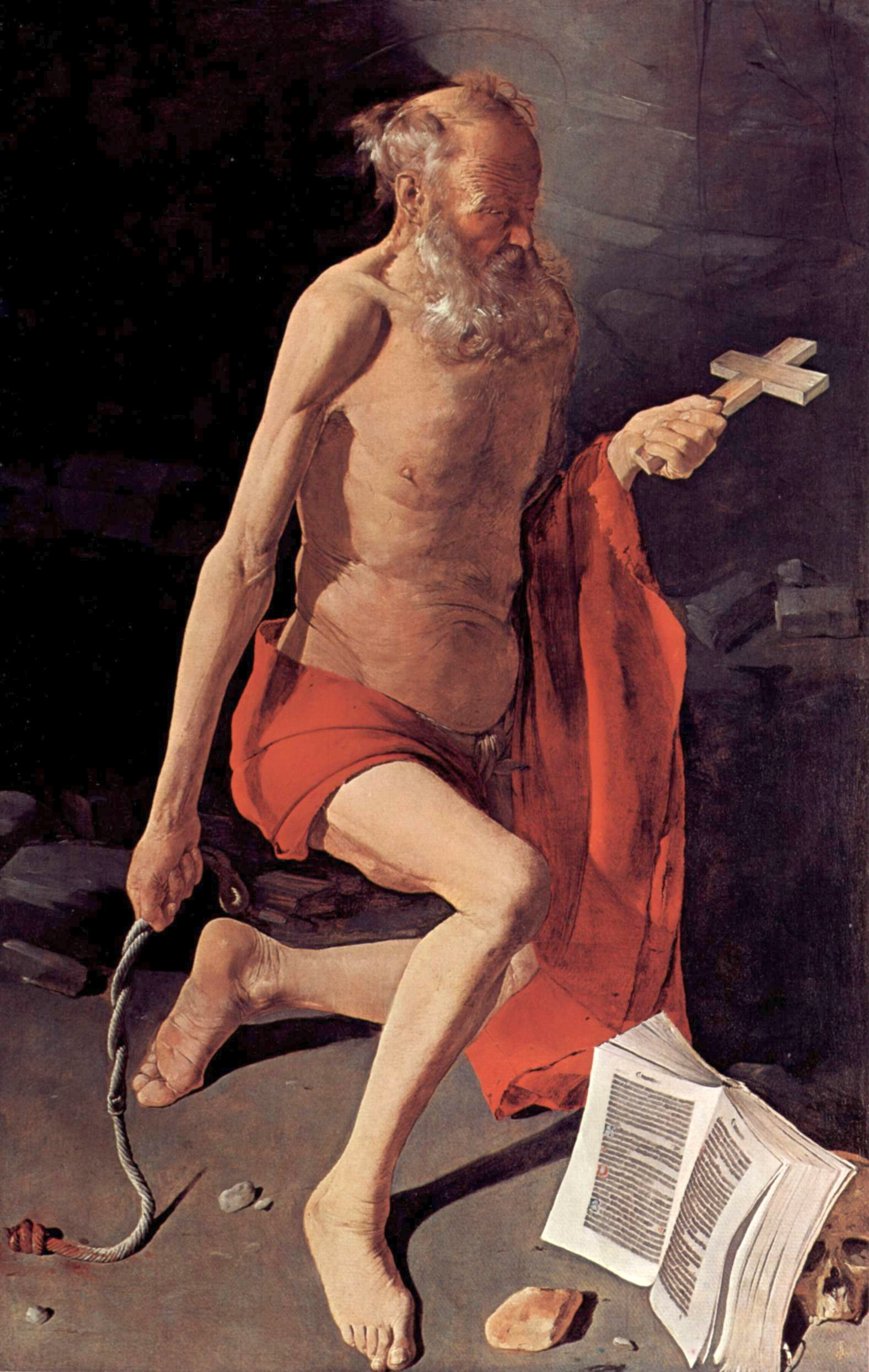
Georges de La Tour, Saint Jérôme pénitent.
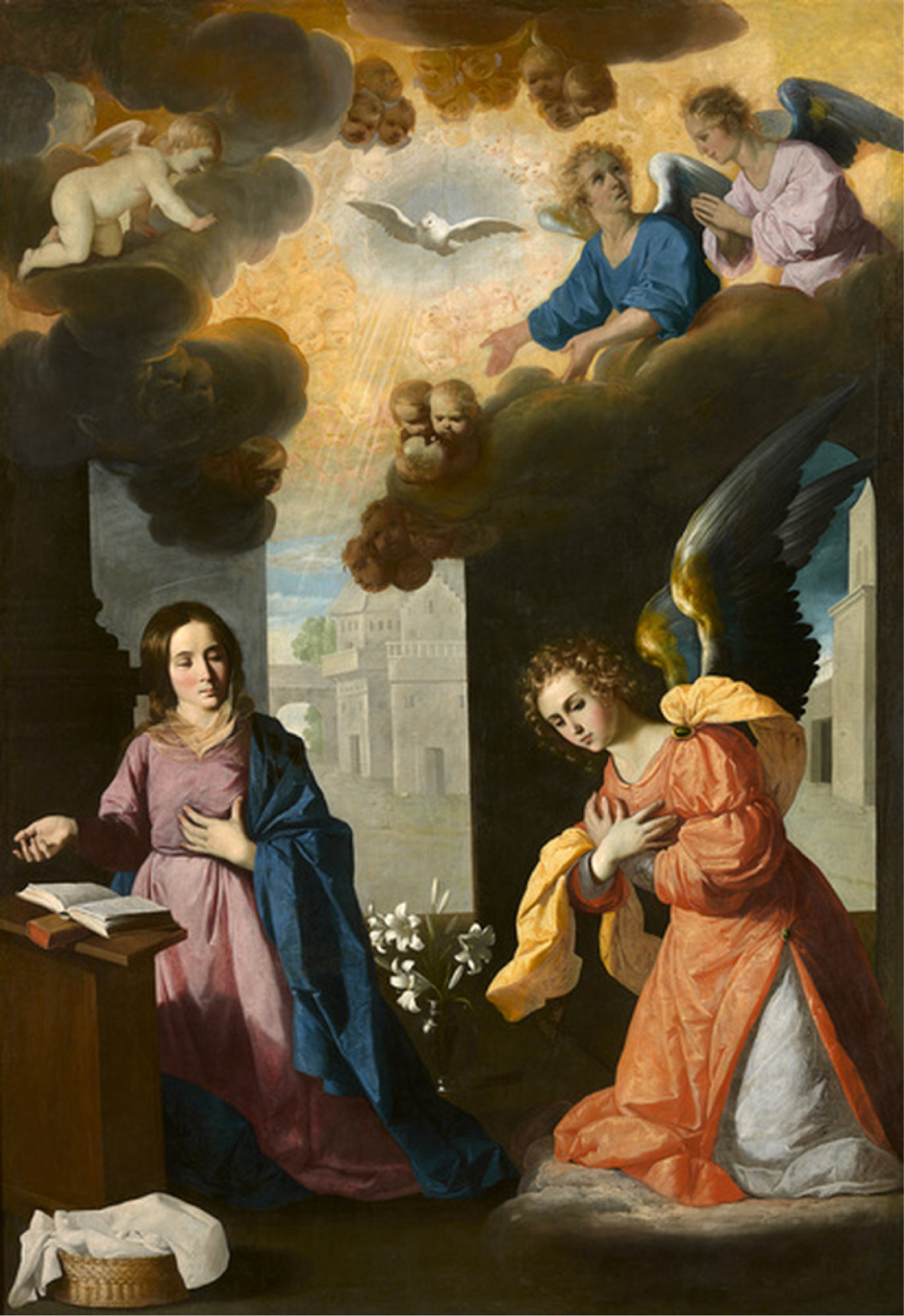
Francisco de Zurbarán, L'Annonciation.
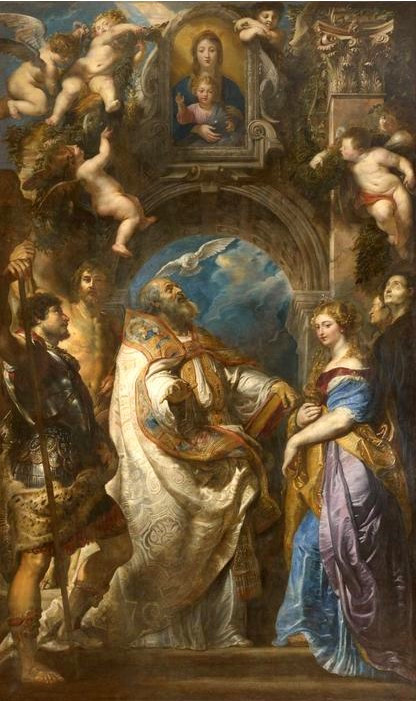
Rubens, Saint Grégoire pape, entouré de saints et de saintes.
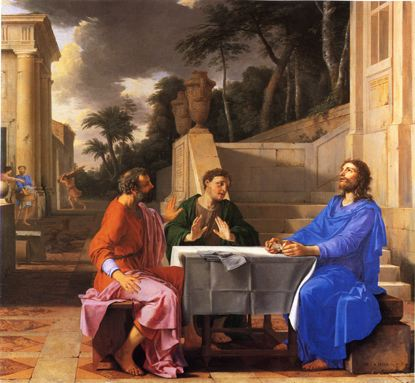
Laurent de La Hyre, L'Apparition du Christ aux pèlerins d'Emmaüs.

Portraits
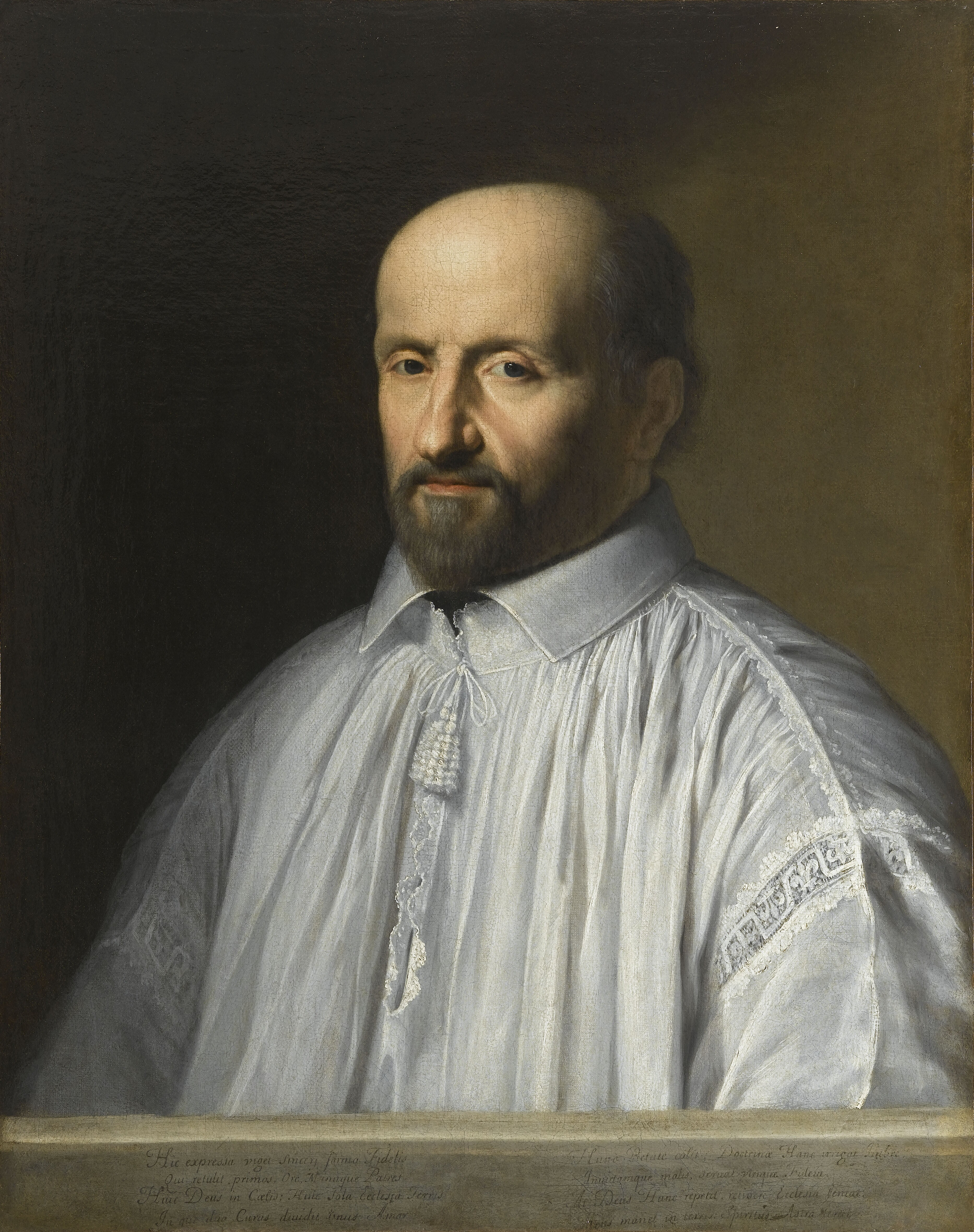
Philippe de Champaigne, portrait de Jean Duvergier de Hauranne.
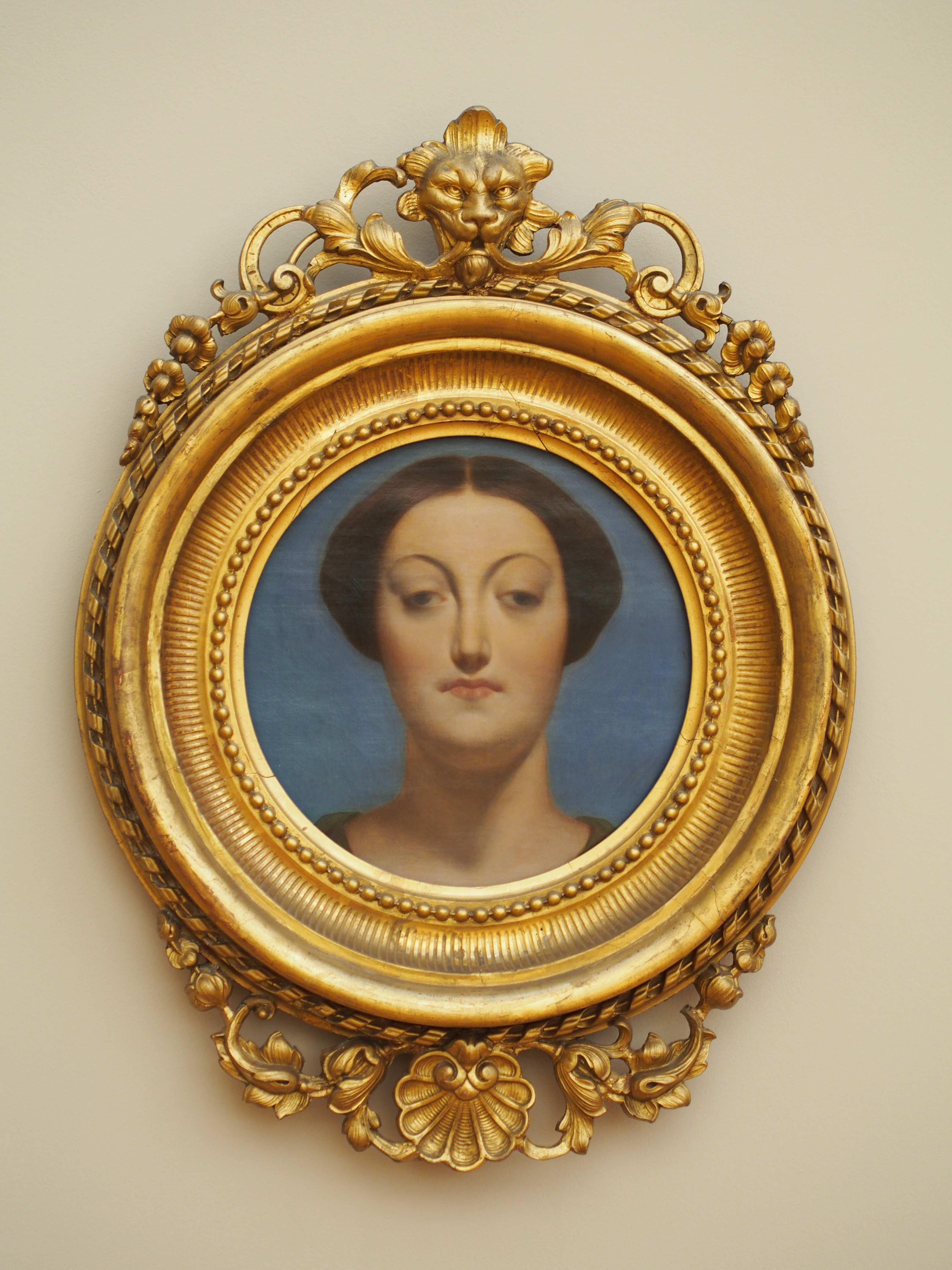
Dominique Ingres, Portrait de Mme Gaudry.
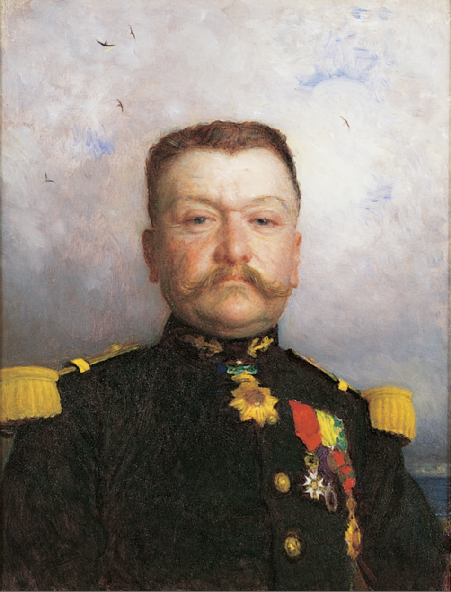
Ernest Hébert, Portrait du général de Beylié, principal donateur du musée.
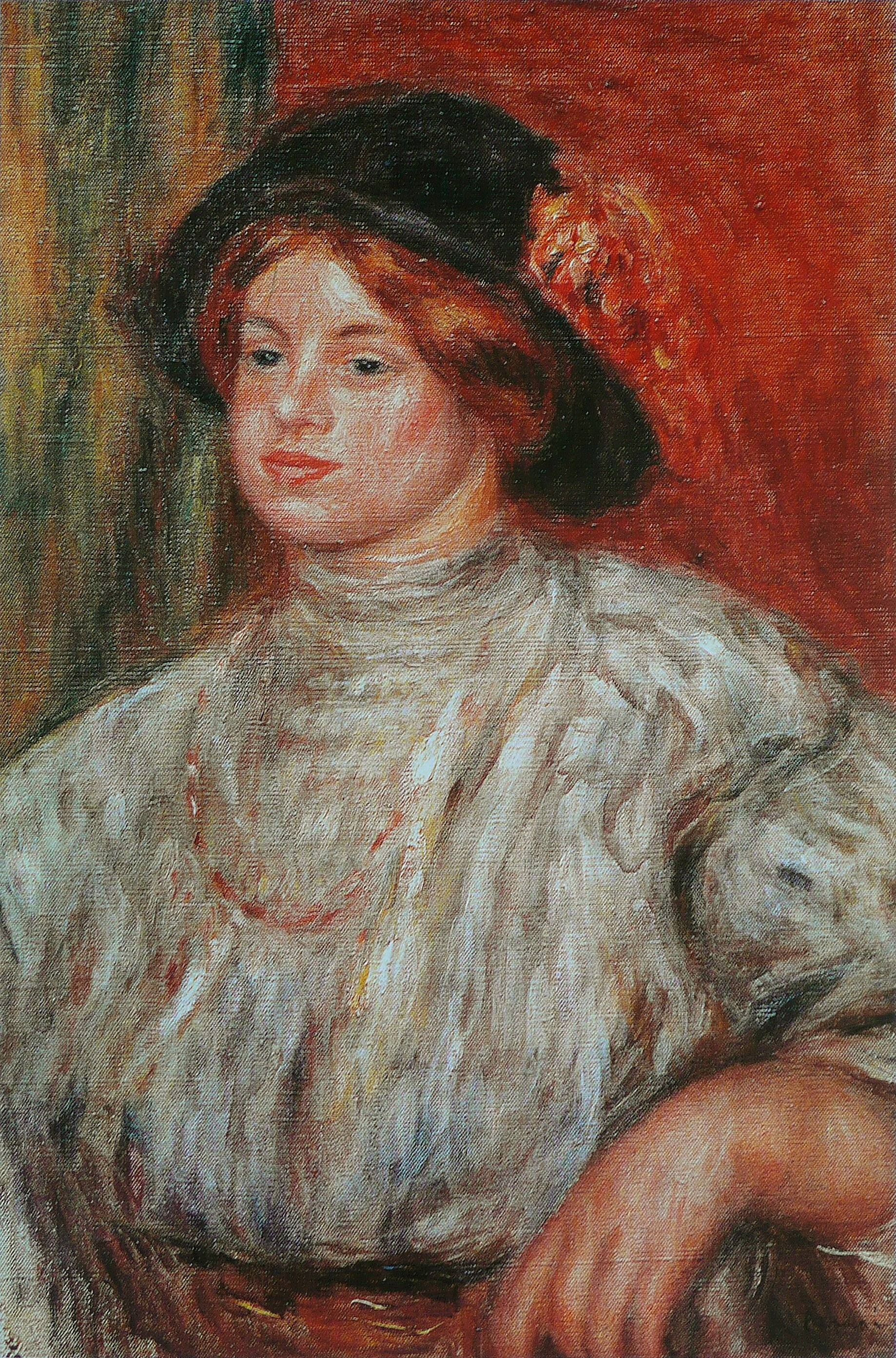
Auguste Renoir, Gabrielle au chapeau.
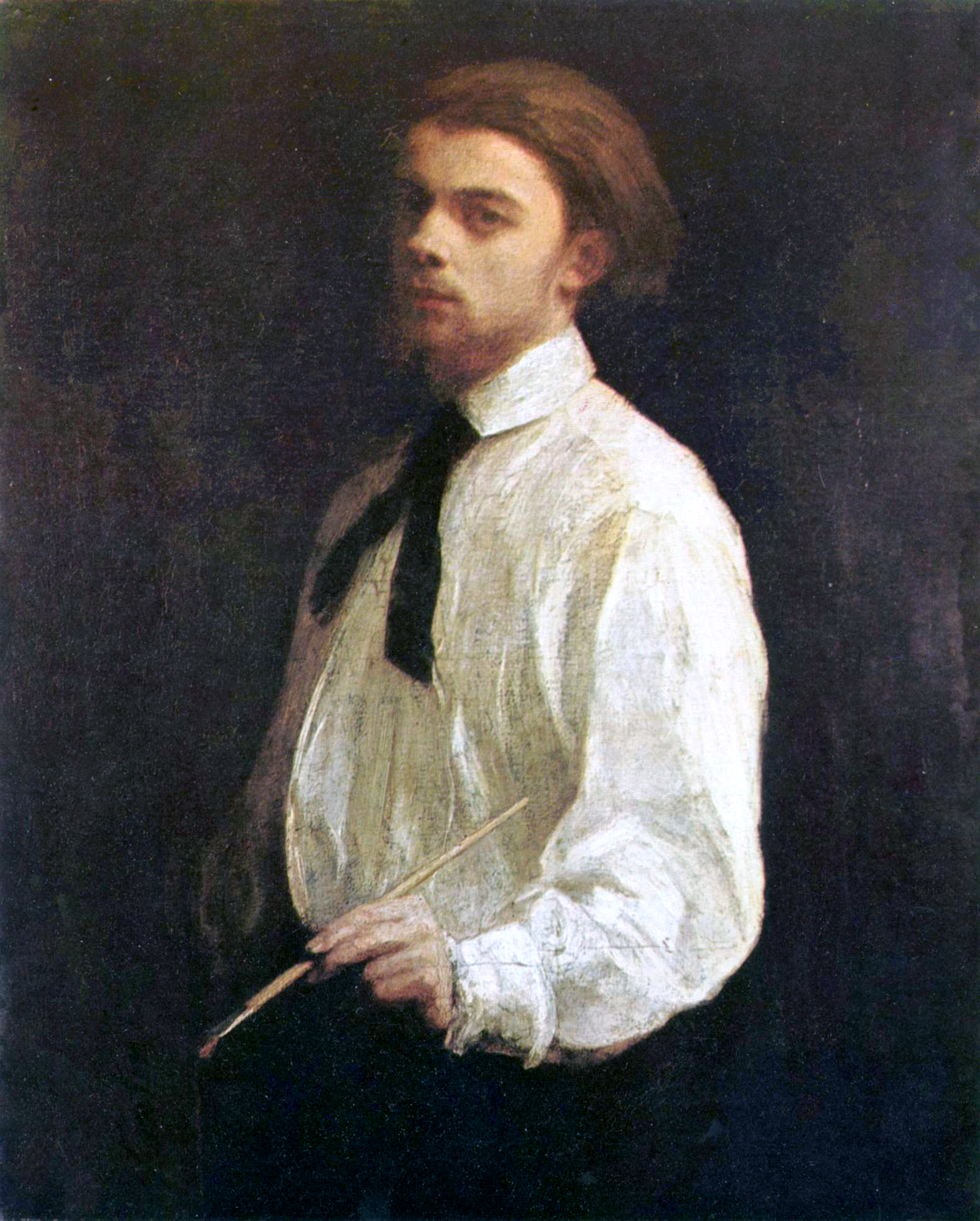
Henri Fantin-Latour, Autoportrait (1859).
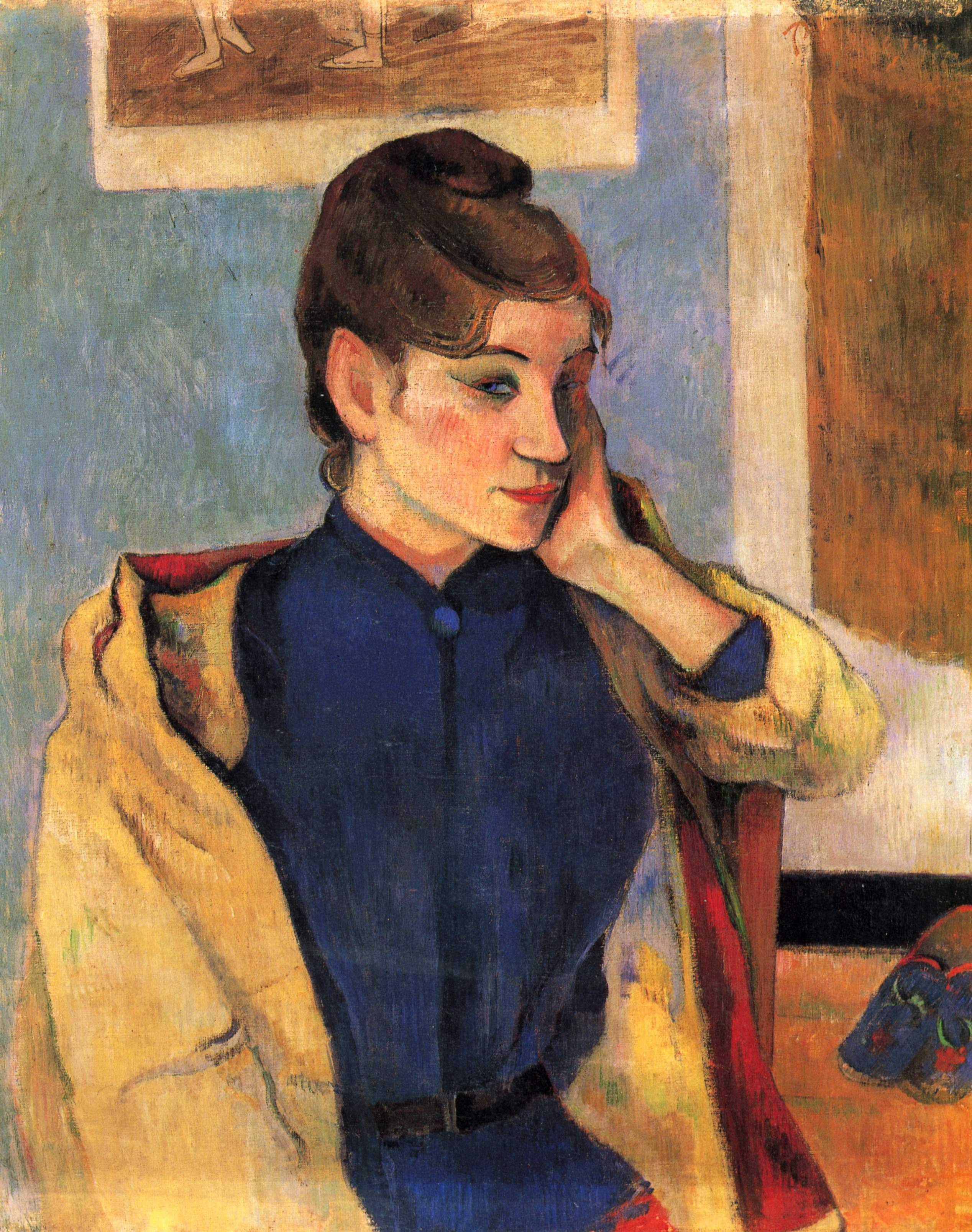
Paul Gauguin, Portrait de Madeleine Bernard qui possède la particularité d'avoir La rivière blanche à son verso, représentant une vue de l'Aven[294].
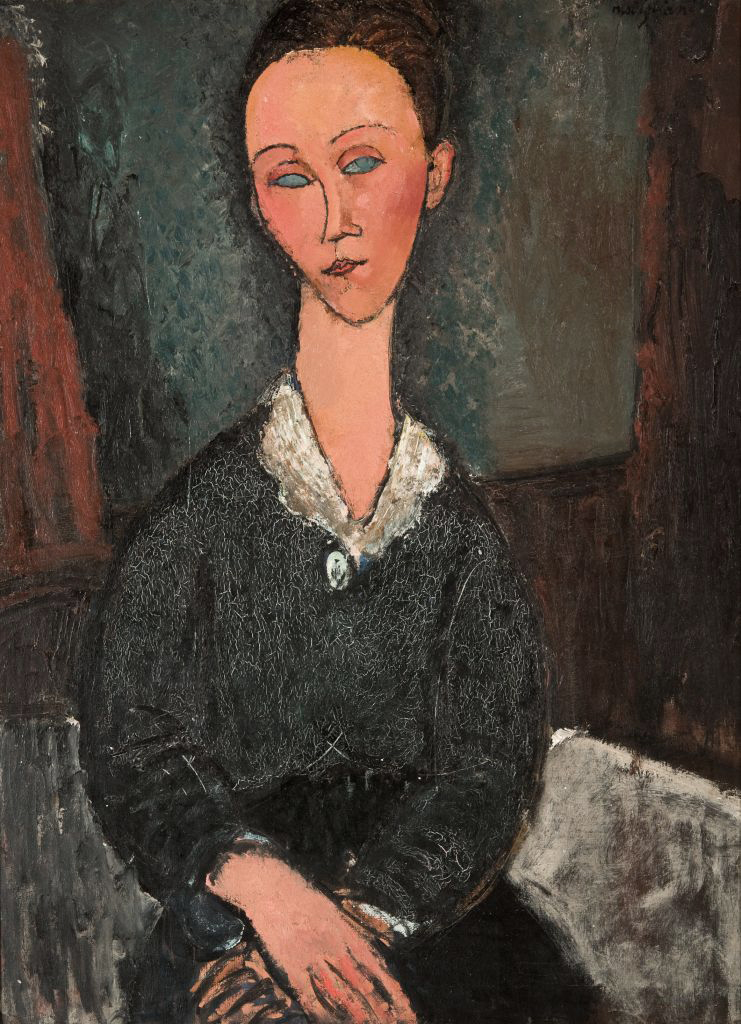
Amedeo Modigliani, Femme au col blanc.

Paysages
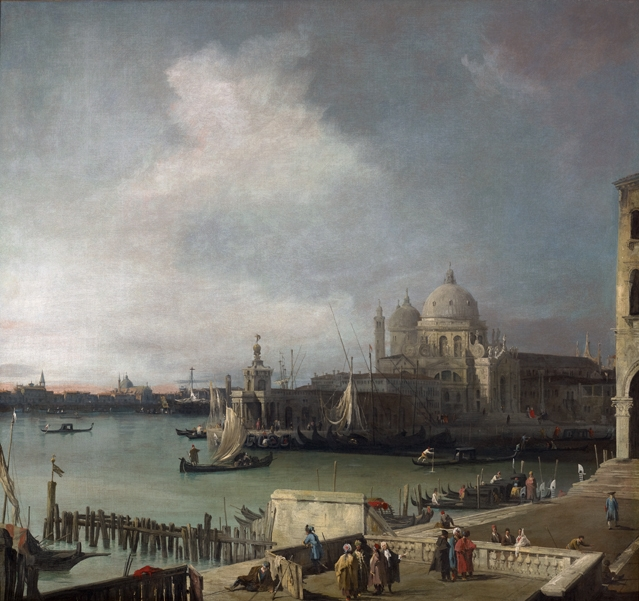
Canaletto, L'Entrée du Grand Canal.
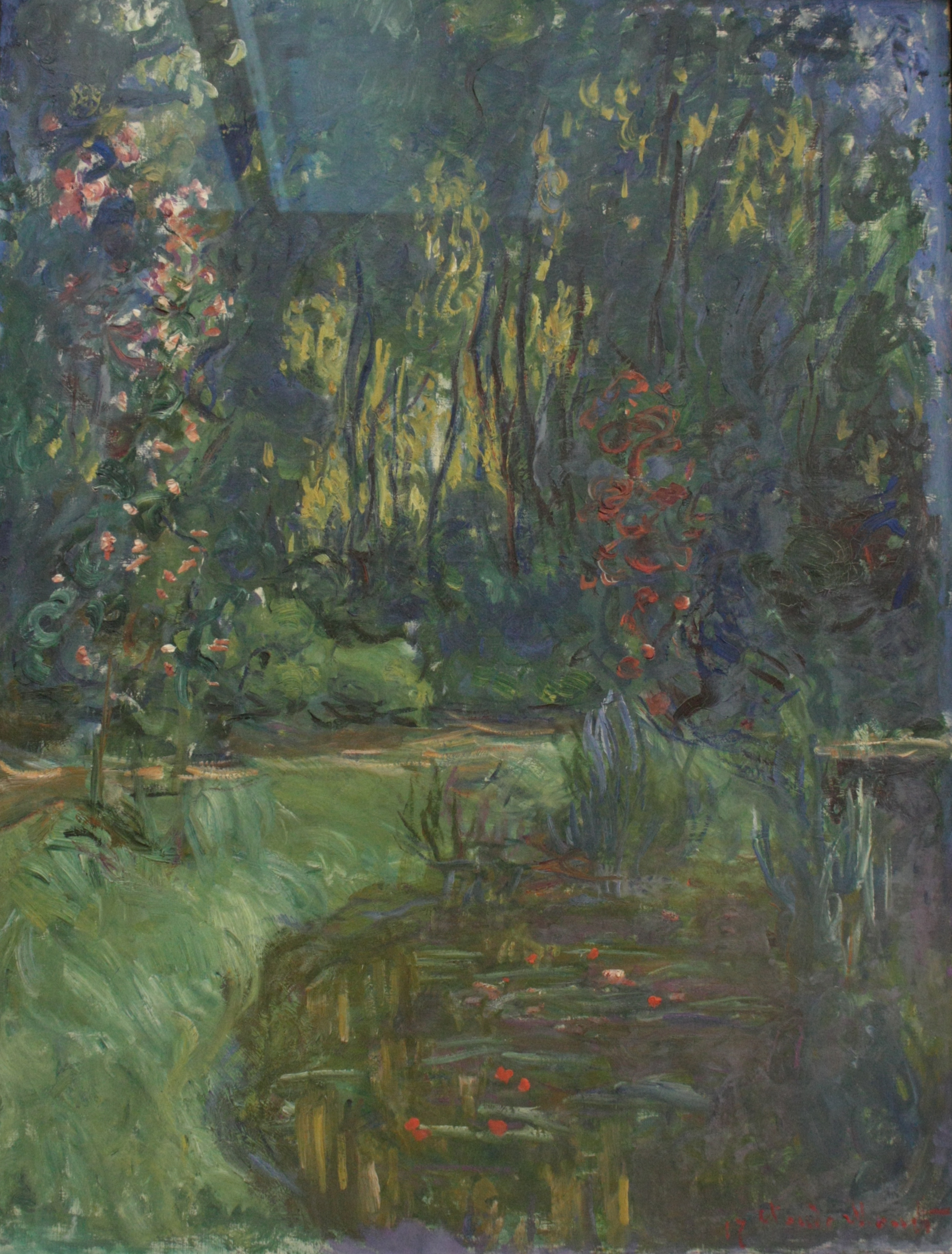
Claude Monet, Coin de l'étang à Giverny.
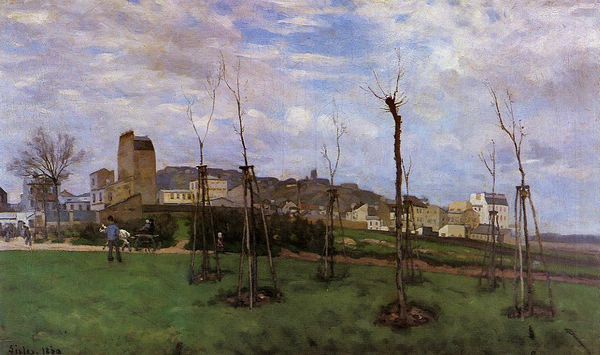
Alfred Sisley, Vue de Montmartre, depuis la Cité des Fleurs aux Batignolles.
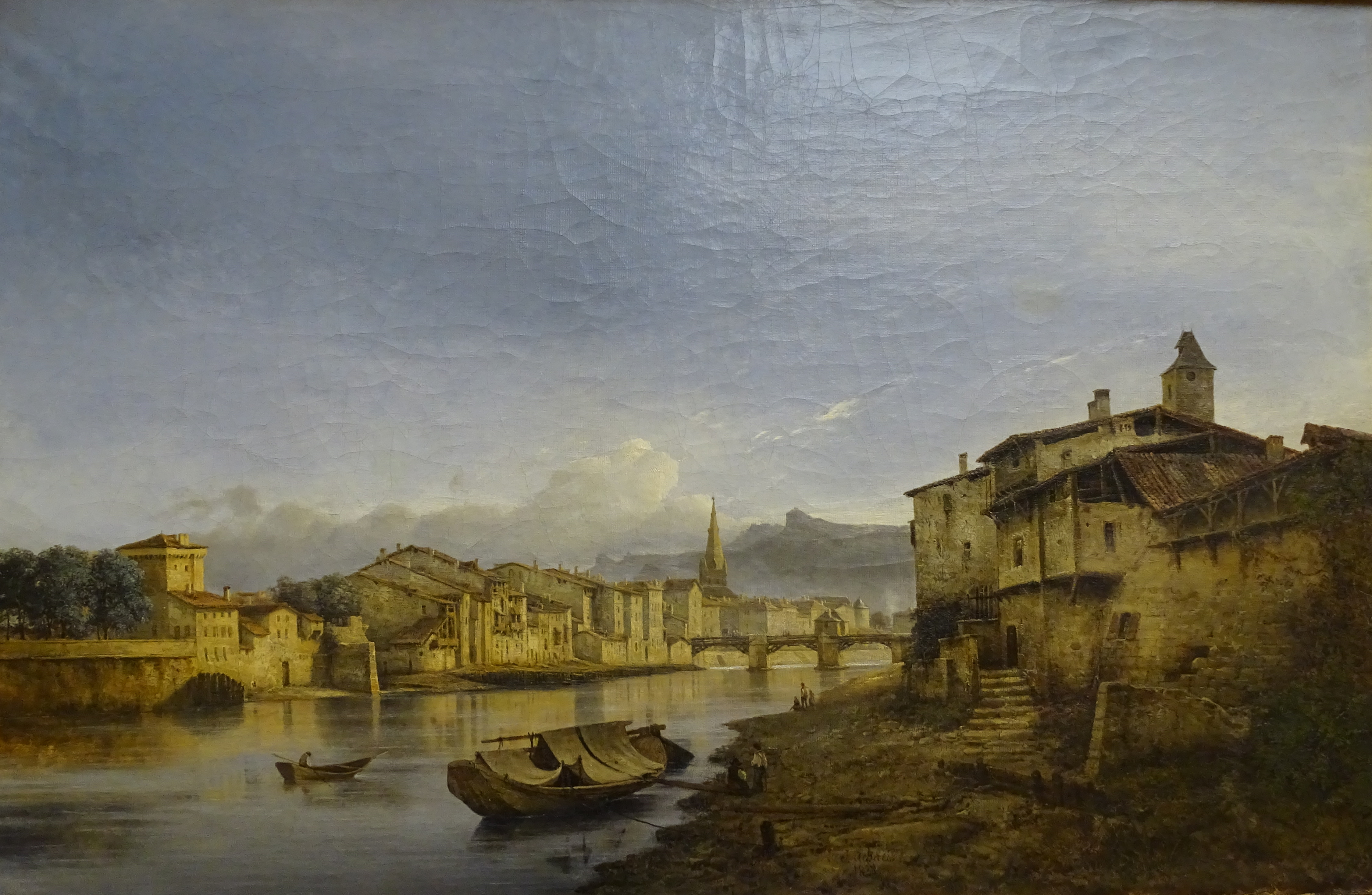
Jean Achard, Vue de Grenoble.
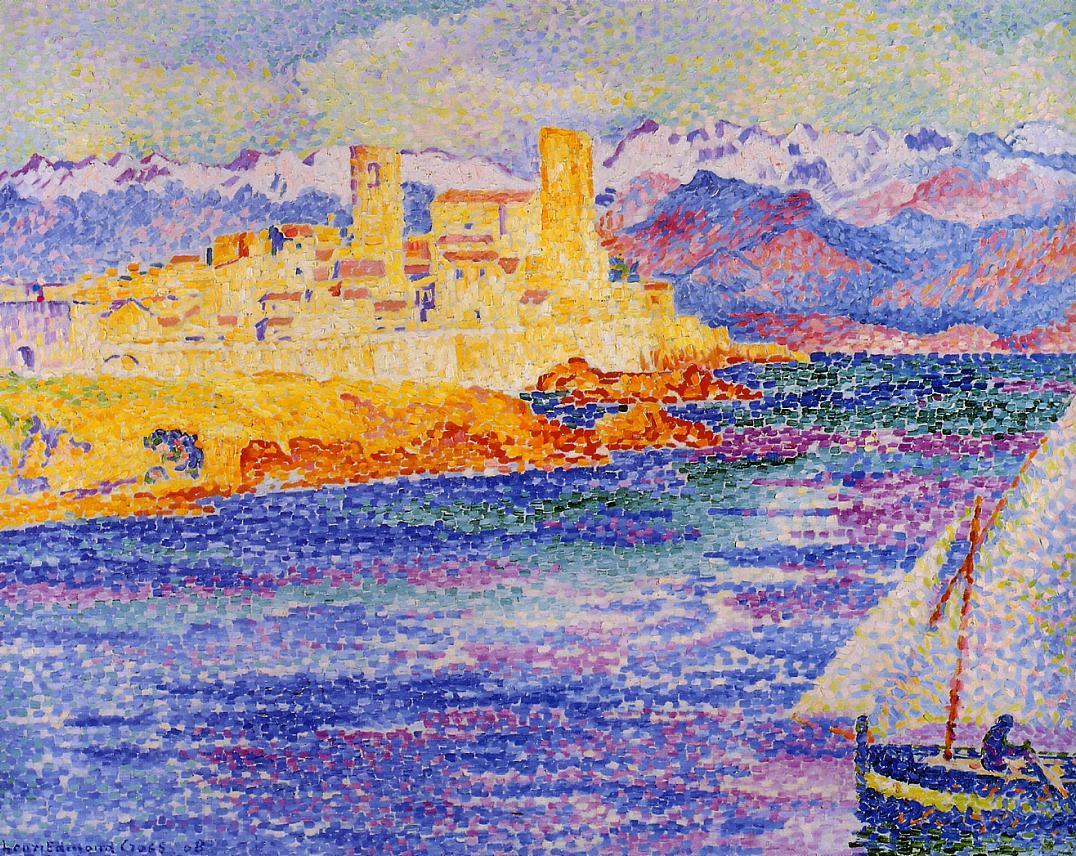
Henri-Edmond Cross, Antibes.

Sculptures et objets d'arts
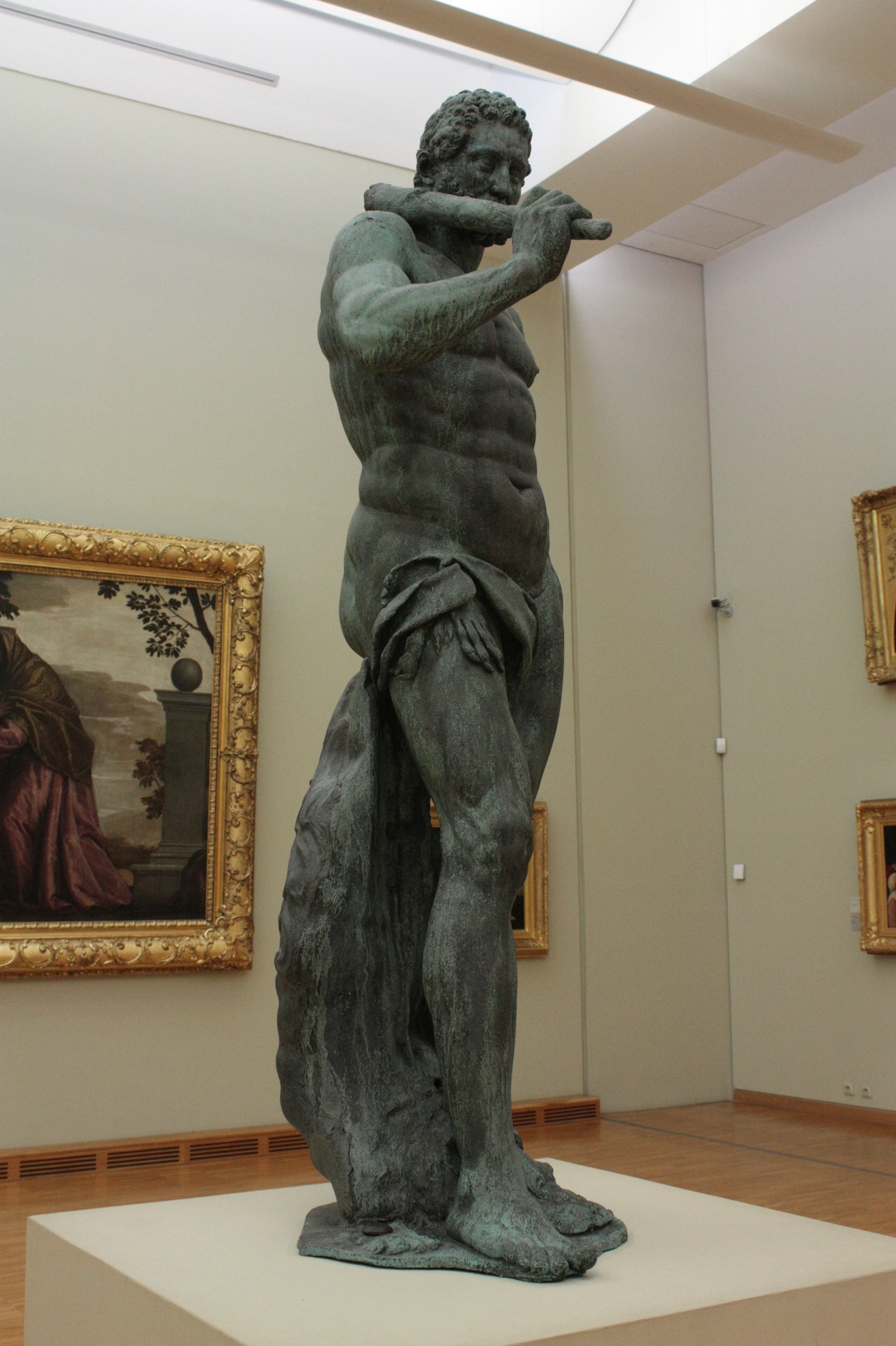
Hercule du XVIe siècle ou portrait allégorique de Lesdiguières.
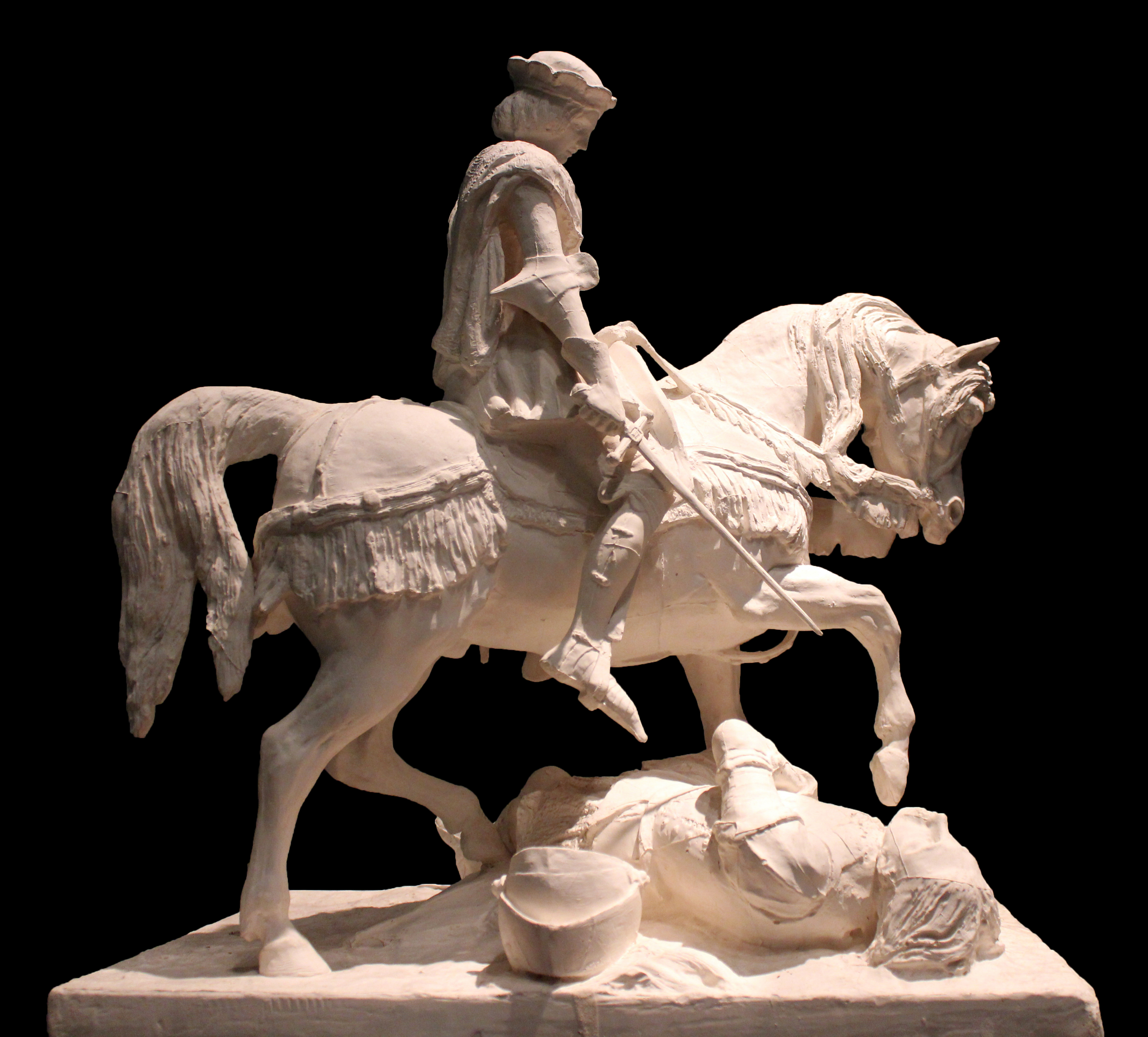
Marie d'Orléans, Jeanne d'Arc pleurant à la vue d'un Anglais blessé.
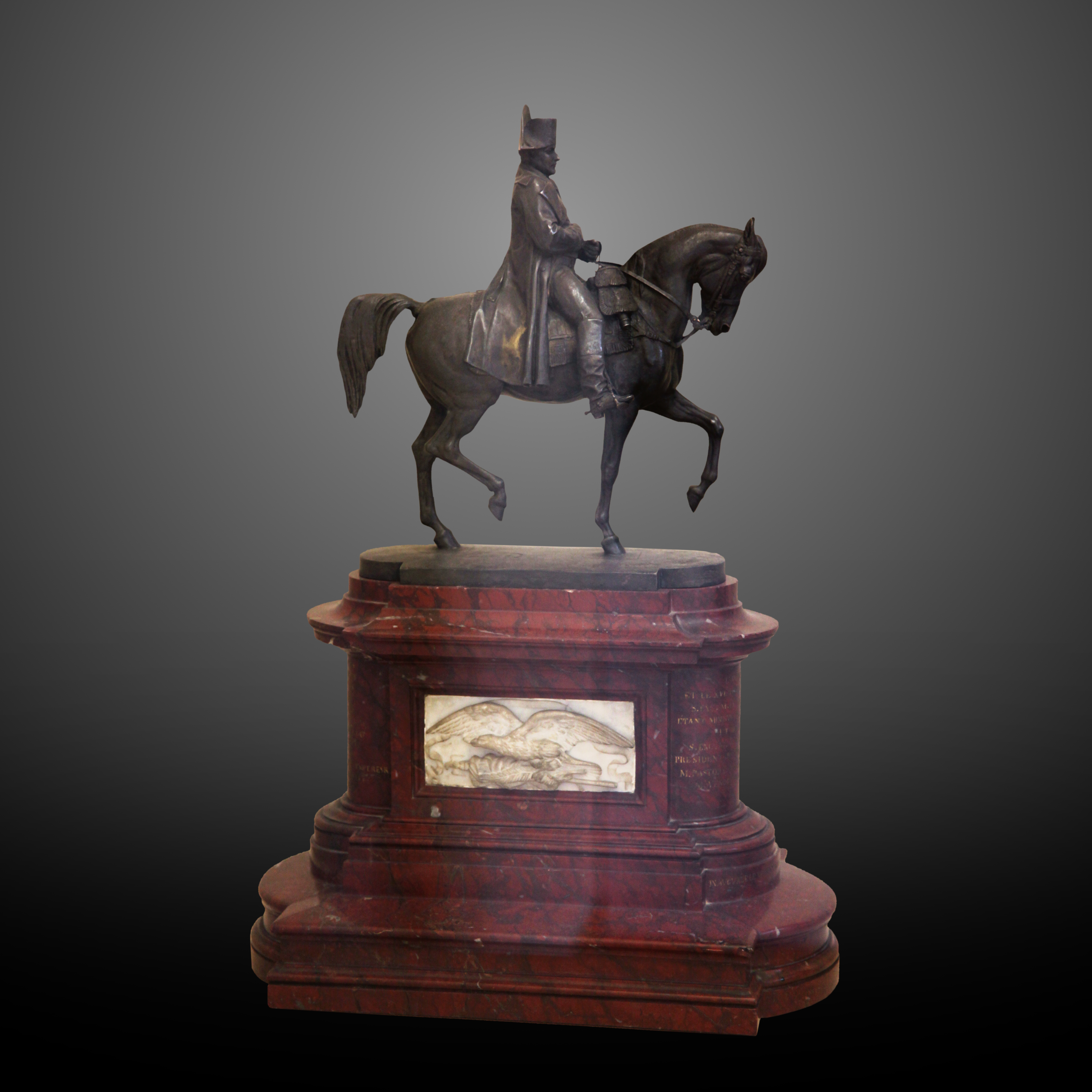
Emmanuel Frémiet, statue équestre de Napoléon.
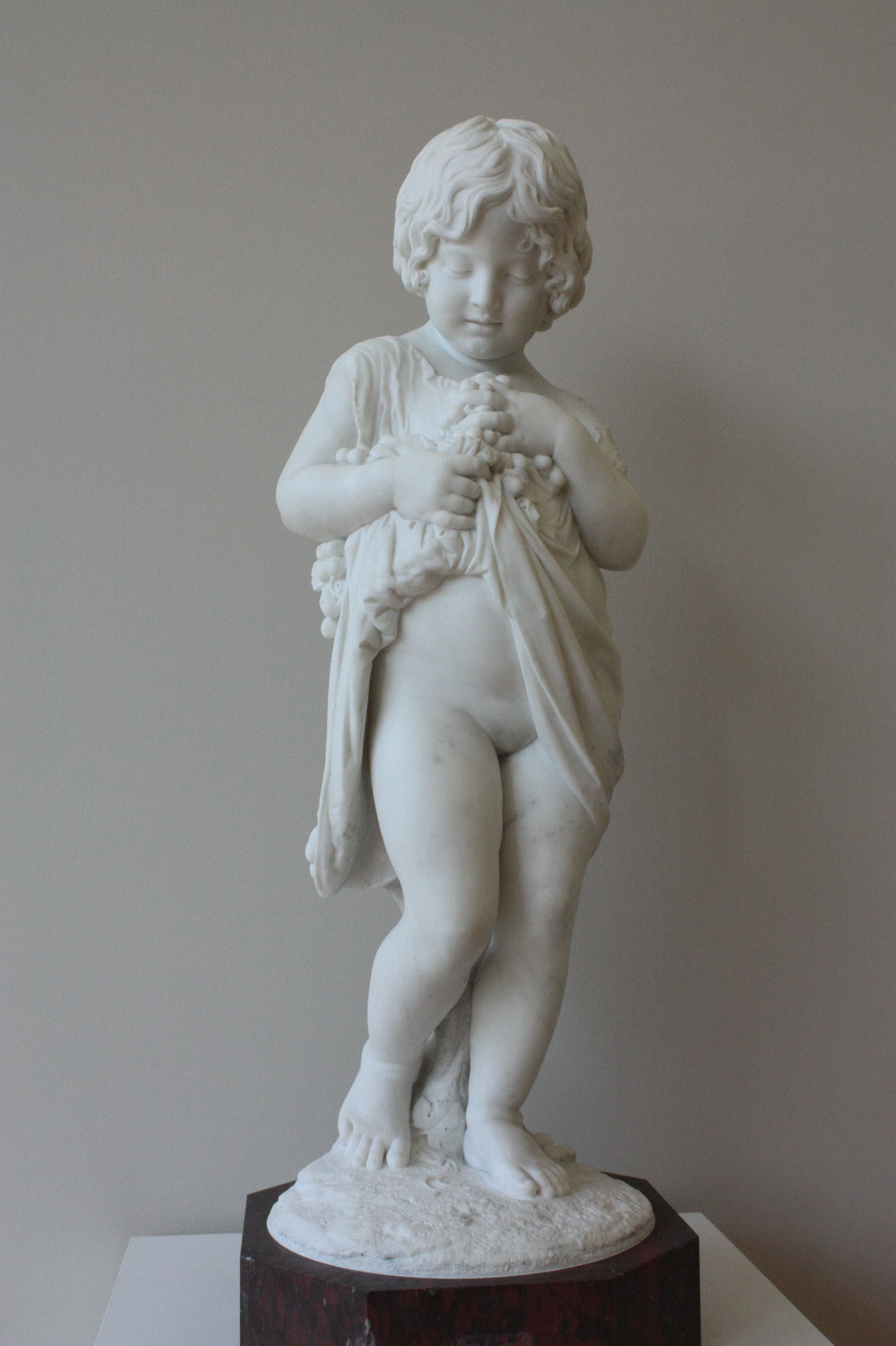
Émile-François Chatrousse, La petite vendangeuse.
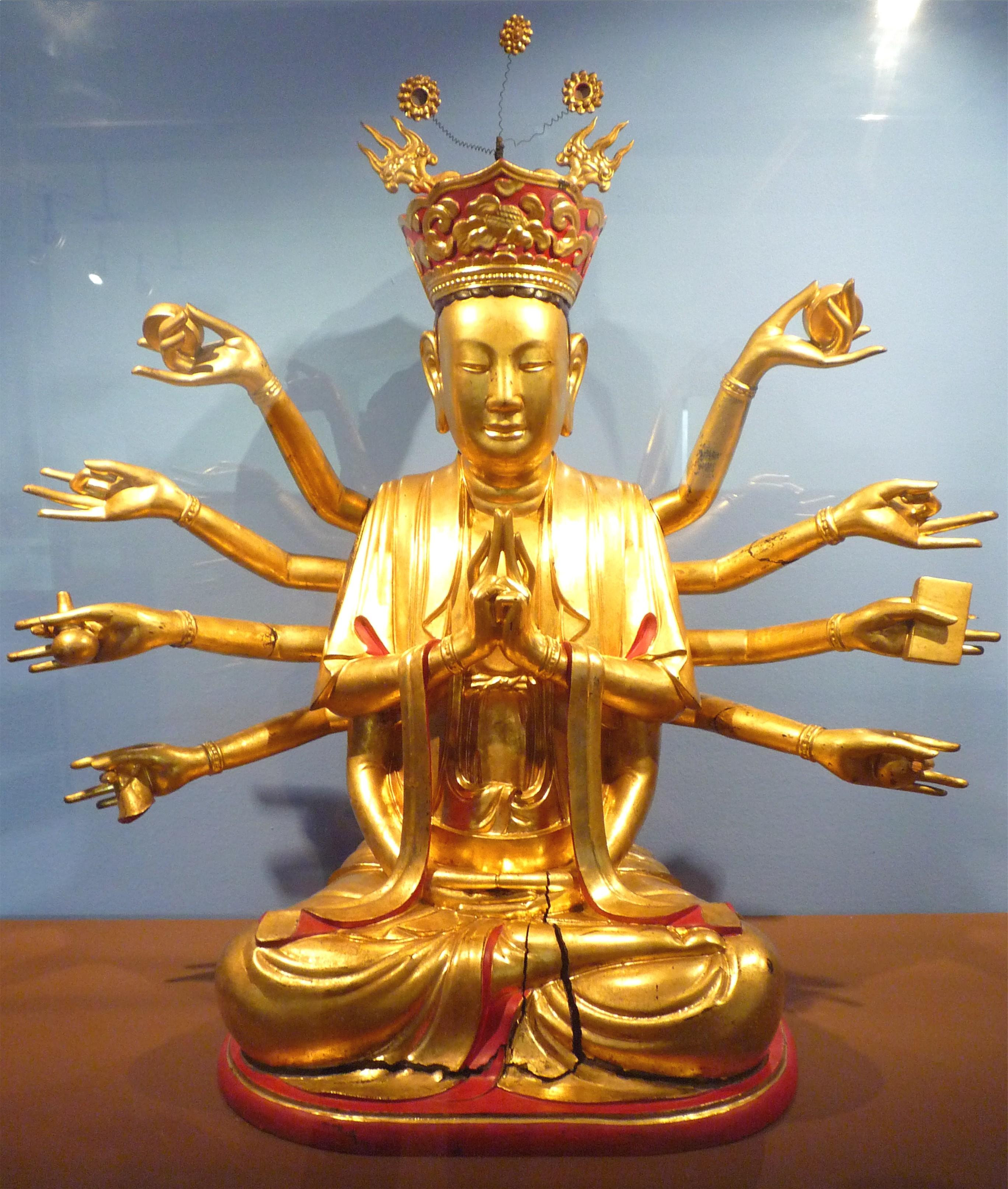
Déesse de la compassion Quan Thé Am à douze bras (Viêt Nam) lors de l'exposition sur Léon de Beylié.
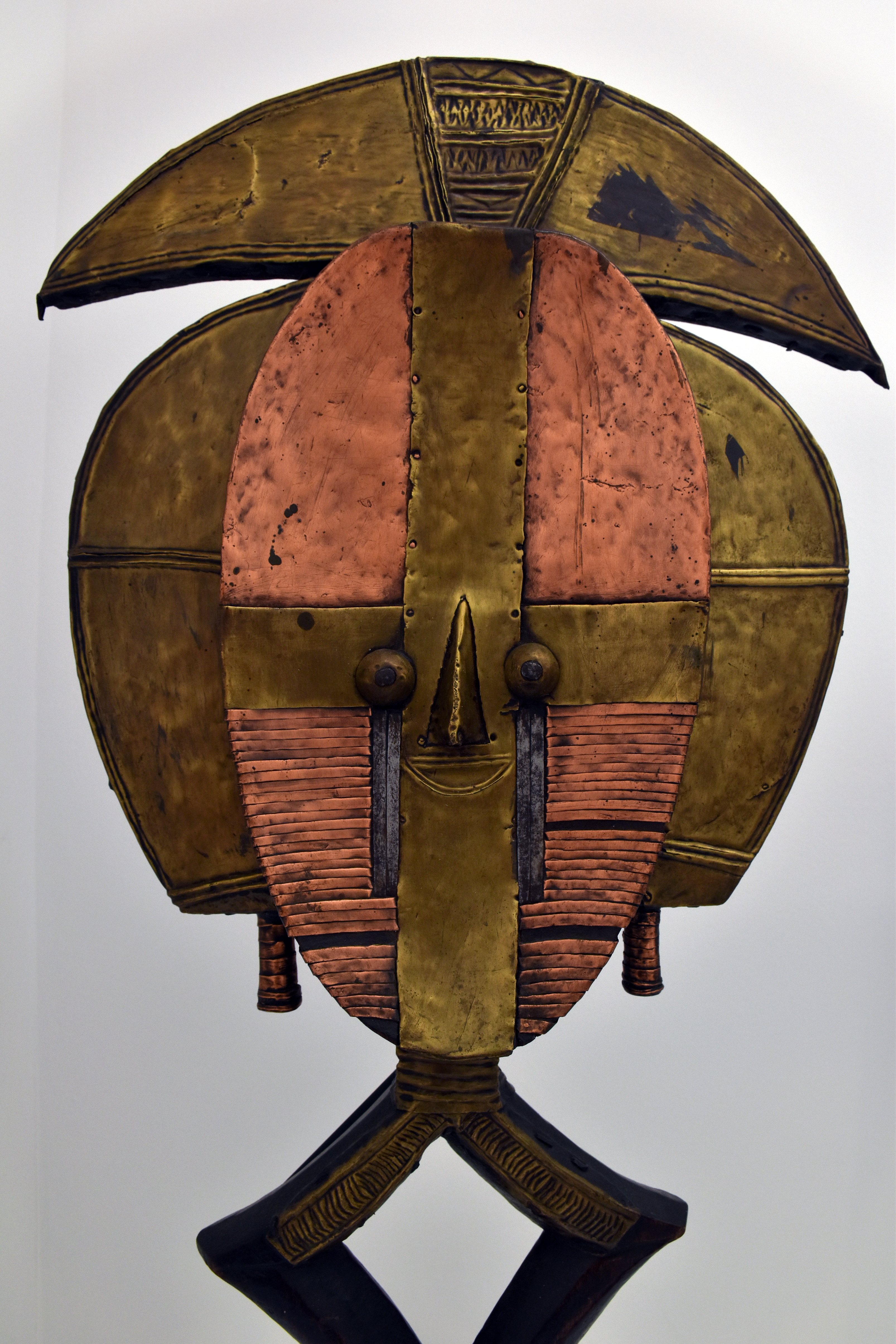
Figure de reliquaire Mbulu Ngulu Kota, Gabon, vers 1890.

## Jardin de sculpture

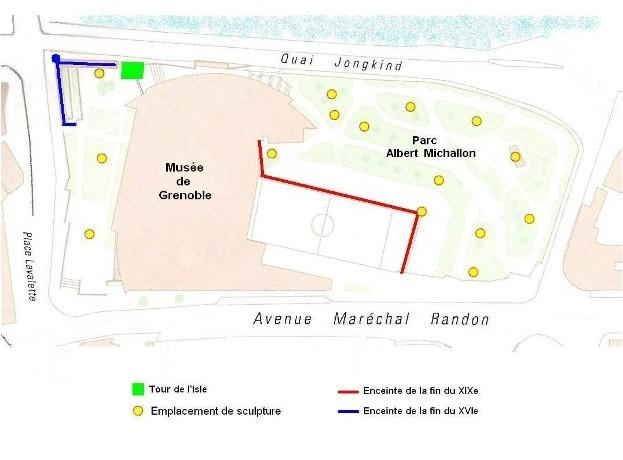
Plan du site.

Un jardin de sculptures, concept né au XVIIe siècle, est installé sur le pourtour est/nord-ouest du musée, dans le parc Albert-Michallon. D'une superficie de 16 000 m2, c'est en 1964 qu'un premier aménagement donne à cet emplacement d'une ancienne demi-lune de fortification, un statut de jardin.
Globalement le parc prend une forme d'équerre épousant ainsi le cheminement de l'imposante muraille de fortification de la fin du XIXe siècle qui termine sa course à l'intérieur du musée. Remarquablement paysagé, c'est dans ce parc que se trouve le plus vieil arbre de la ville, un cèdre du Liban, planté en 1847. Il offre la possibilité exceptionnelle en cœur de ville de pouvoir exposer des sculptures en plein air.
La surface du parc Michallon ne permettant pas d'étendre à l'infini la présentation de sculptures, le choix d'aménagement se porte en 1988 sur la période du XXe siècle, en cohérence avec l'importante collection d'art contemporain du futur musée. Trois œuvres sur l'esplanade François-Mitterrand en partie encadrée par l'enceinte de la fin du XVIe siècle construite par le duc de Lesdiguières viennent s'ajouter à ce parc. L'association Les Amis du Musée de Grenoble organise chaque année une visite guidée et payante de ce jardin dont la liste complète des sculptures est la suivante :
| Artiste          | Nom de l'œuvre     | Caractéristiques                               | Année de création |
| ---------------- | ------------------ | ---------------------------------------------- | ----------------- |
| Alexander Calder | Monsieur Loyal     | hauteur 9 mètres, acier laqué                  | 1967              |
| Mark di Suvero   | Étoile polaire     | 23 mètres de haut, 18 d'envergure, acier peint | 1972              |
| Marcel Gimond    | Jeune fille debout | bronze (devant la muraille du XVIe siècle)     | 1934              |

Dans le parc Albert-Michallon, les œuvres les plus proches du musée, comme Duna, sont visibles de l'intérieur :
| Artiste                              | Nom de l'œuvre                 | Caractéristiques                              | Année de création |
| ------------------------------------ | ------------------------------ | --------------------------------------------- | ----------------- |
| Robert Wlérick                       | Femme nue debout               | bronze patiné                                 | 1936-1942         |
| Marta Pan                            | Duna (Danube, en hongrois)     | hauteur 3,30 mètres, 5 disques de granit rose | 1991              |
| Ossip Zadkine                        | Orphée                         | bronze                                        | 1948              |
| Bernar Venet                         | Trois Lignes Indéterminées     | acier Corten                                  | 1992              |
| Léon-Ernest Drivier et Marcel Gimond | Cécile, traitée à l'antique    | bronze                                        | 1928              |
| George Rickey                        | Conversation                   | sculpture mobile en acier inoxydable          | 1991              |
| Gottfried Honegger                   | Monoforme 26                   | hauteur 5 mètres, métal peint                 | 1988              |
| Morice Lipsi                         | La Grande Vague                | granite rose, hauteur 1,28 mètre              | 1978              |
| Eduardo Chillida                     | Zuhaitz (arbre)                | acier Corten                                  | 1989              |
| Anthony Caro                         | Le Chant des montagnes         | acier Corten, s'appuie sur le mur d'enceinte  | 1993              |
| Richard Nonas                        | Transi West (for 36 Albanians) | acier Corten, hauteur 3,5 mètres              | 1994              |
| Eugène Dodeigne                      | Couple                         | pierre de Soignies                            | 1993              |

## Bibliothèque
Depuis 1975, le musée possède une bibliothèque d'histoire de l'Art. Portant le nom d'André Chastel, elle est située au premier étage et ouverte au public avec consultation sur place. Elle possède plus de 60 000 livres et sa politique d'achat d'ouvrages en font une bibliothèque d'histoire de l'art les plus importantes, et très fréquentée par les étudiants. Elle conserve également deux-cent-cinquante titres de périodiques français et étrangers spécialisés en Art, dont une centaine est référencée dans le système universitaire de documentation. Elle est ouverte les lundis, mercredis, jeudis et vendredis de 14 h à 18 h, mais reste fermée trois semaines en août.

## Expositions temporaires

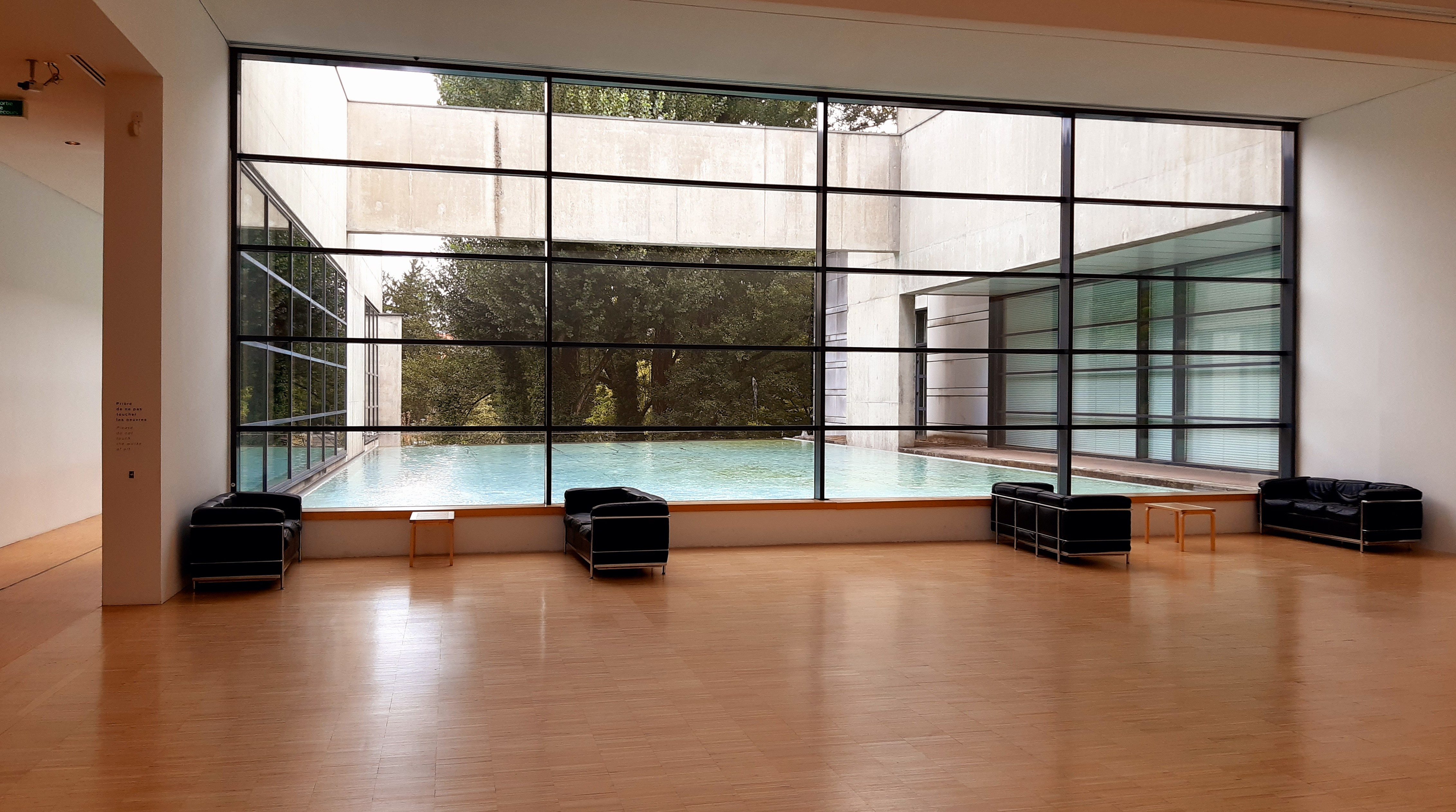
Bassin d'eau du musée devant le patio.

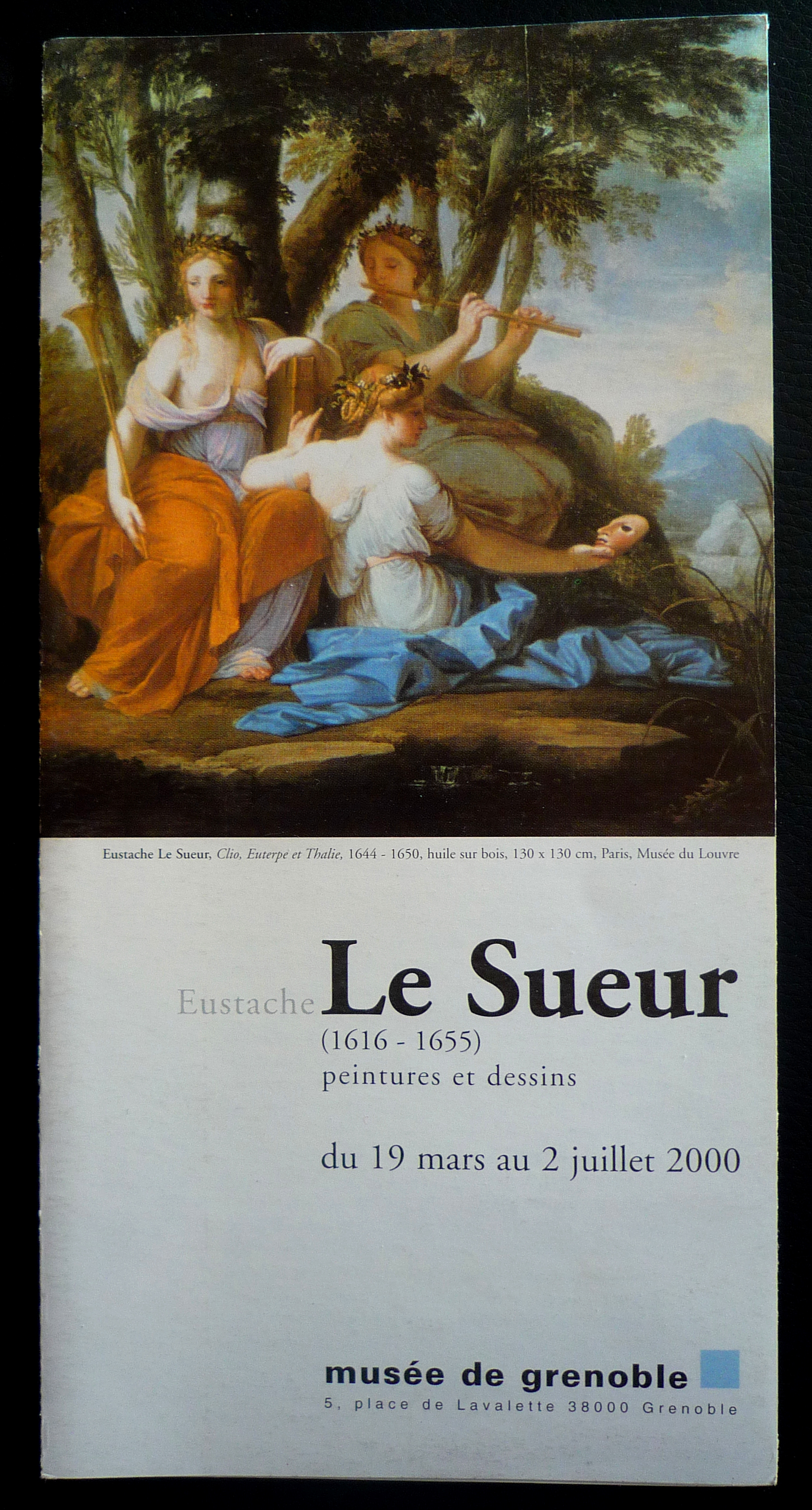
Brochure de l'exposition Eustache Le Sueur en 2000.

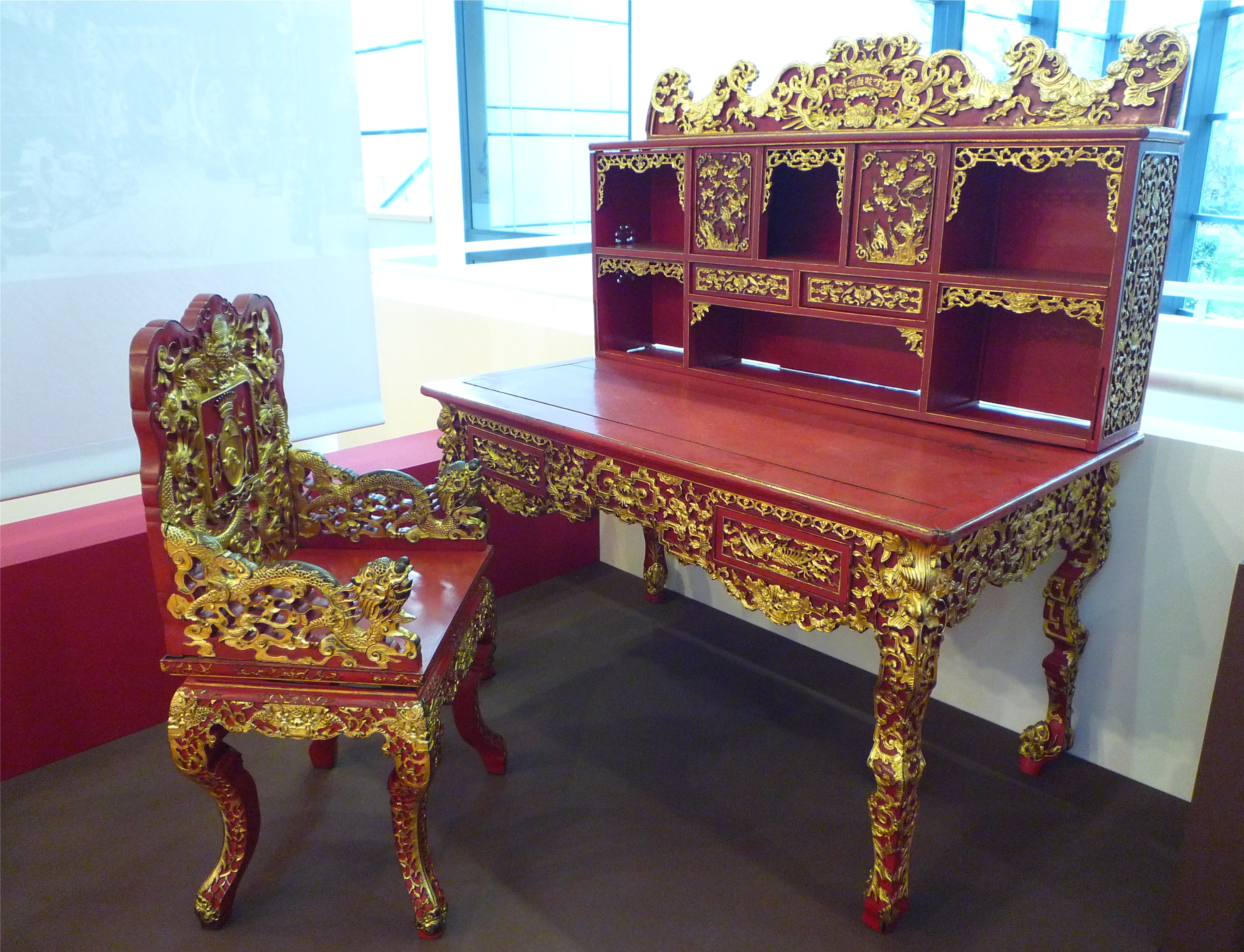
Le bureau du général Léon de Beylié en bois laqué rouge et or (Hanoï, Viêt Nam, fin du XIXe siècle), lors de l'exposition lui étant consacré.

Parallèlement aux espaces consacrés à la présentation des collections permanentes, des salles sur une superficie de 1 000 m2 sont réservées aux expositions temporaires au sortir desquelles un patio et un bassin d'eau incitent les visiteurs à faire une pause. Ces dernières ont généralement une durée de trois mois et sont en lien avec l'art contemporain ou avec les collections permanentes du musée qu'elles viennent alors renforcer. Certaines d'entre elles, agrémentées du déploiement de leurs tableaux, restent visibles sur la chaîne YouTube du musée. Grâce à la Tour de l'Isle, il est possible d'organiser deux expositions temporaires simultanément et parfois, la galerie centrale peut également être utilisée pour l'exposition d'œuvres modernes comme lors de la triple exposition sur Alex Katz, Gregory Forstner et Duncan Wylie du 4 juillet au 27 septembre 2009.
Chaque année, deux grandes expositions sont organisées contribuant à faire du musée un pôle important de la vie artistique française. En 2011, un record d'affluence pour une exposition temporaire est atteint avec 143 230 visiteurs pour l'exposition Chagall, dépassant largement les 103 014 visiteurs de l'exposition Giacometti de 2013, ainsi que les 98 000 visiteurs de l'exposition Impressionnisme de France et d'Amérique de 2008. En 2012, le groupe d'artistes allemand Die Brücke attire 66 314 visiteurs. En 2015, dans le cadre des échanges du réseau franco-américain de musées FRAME, l'exposition de l'artiste américaine Georgia O'Keeffe attire 42 321 visiteurs. En janvier 2017, s'achève la première exposition en France depuis 1972 consacrée à Vassily Kandinsky et sa période parisienne qui avec ses soixante-dix œuvres attire 115 366 visiteurs,. Cette même année, l'exposition sur Fantin-Latour frôle les 60 000 visiteurs.
Avec 136 127 visiteurs, la fréquentation de l'exposition Servir les dieux d'Égypte qui s'achève en janvier 2019, représente la seconde affluence dans l'histoire du musée. La même année, 98 ans après l'acquisition de son premier tableau et 93 ans après la visite de l'artiste au musée, débute l'exposition Picasso. Au cœur des ténèbres, qui lors de sa fermeture le 5 janvier 2020 enregistre 100 274 visiteurs.
En 2020 et 2021, la pandémie de Covid-19 bouleverse l'organisation des expositions. Celle sur les peintres et sculpteurs grenoblois du XIXe siècle préparée pour le 14 mars 2020 se déroule du 27 mai au 25 octobre 2020. Un sort identique attend celle sur Giorgio Morandi organisée initialement du 16 décembre 2020 au 14 mars 2021 mais qui doit rester portes closes durant cinq mois en raison du deuxième confinement national, avant de voir ses premiers visiteurs du 19 mai au 4 juillet 2021. Pendant cette dernière exposition, le musée présente en appoint ses œuvres d'artistes italiens du XXe siècle dans une exposition intitulée Italia Moderna. L'exposition En roue libre qui devait débuter en avril 2021 afin de présenter des œuvres d'art contemporain du musée rarement exposées est quant à elle reportée au printemps 2022. L'exposition Bonnard, les couleurs de la lumière ferme ses portes le 30 janvier 2022 avec 67 536 visiteurs.
- en 2012 : Die Brücke (1905-1914), aux origines de l'expressionnisme[325]
- en 2012 : Philippe Cognée
- en 2012 : Un nouveau Picasso ![326] du 19 décembre 2012 au 17 février 2013[327]
- La déesse Sekhmet lors de l'exposition Servir les dieux d'Égypte.en 2013 : Alberto Giacometti
- en 2013 : Sigmar Polke

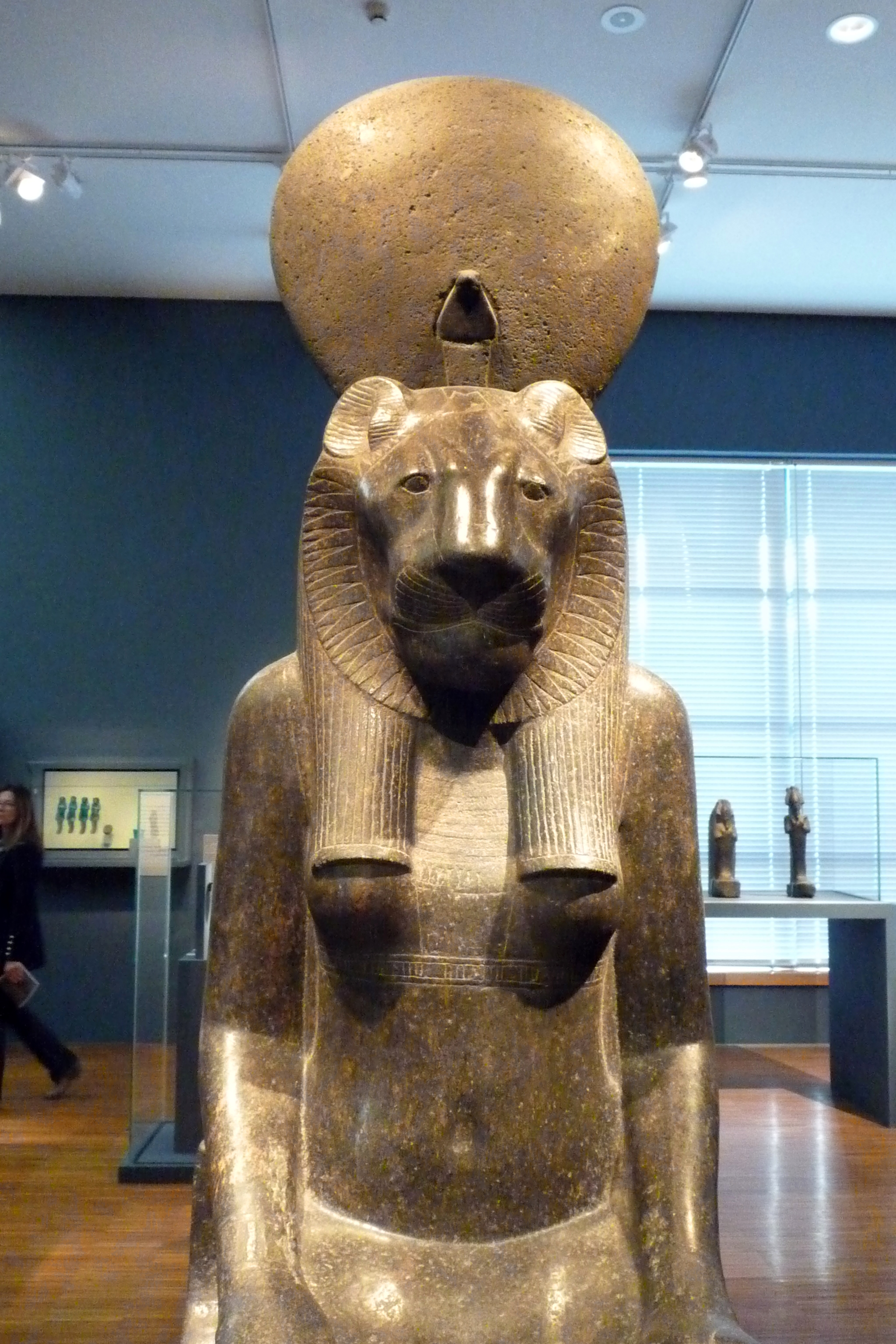
La déesse Sekhmet lors de l'exposition Servir les dieux d'Égypte.

- en 2014 : La pointe et l'ombre, les dessins nordiques du musée de Grenoble (XVIe au XVIIIe siècle)[328]
- en 2014 : Giuseppe Penone
- en 2015 : De Picasso à Warhol, une décennie d’enrichissement des collections du musée de Grenoble[329]
- en 2015 : Georgia O'Keeffe et ses amis photographes[330]
- en 2016 : Cristina Iglesias
- en 2016 : Kandinsky - Les années parisiennes (1933-1944)
- en 2017 : Henri Fantin-Latour - À fleur de peau
- en 2017 : Daniel Dezeuze - une rétrospective
- en 2018 : De Delacroix à Gauguin, chefs-d’œuvre dessinés du XIXe siècle du musée de Grenoble
- en 2018 : Servir les dieux d'Égypte. Adoratrices, chanteuses et prêtres d’Amon à Thèbes[331]
- en 2019 : Souvenirs de voyage. La collection d'Antoine de Galbert[332]
- en 2019 : Hommage au conservateur Andry-Farcy[187]
- en 2019 : Picasso. Au cœur des ténèbres (1939-1945)
- en 2020 : Grenoble et ses artistes au XIXe siècle[333]
- en 2021 : Giorgio Morandi. La collection Magnani-Rocca[334] / Italia moderna, œuvres d'artistes italiens du XXe siècle du musée[335]
- en 2021 : Bonnard, les couleurs de la lumière[336]
- en 2022 : En roue libre ; l'art contemporain du musée rarement exposé dans les salles permanentes[337]
- en 2022 : De la nature, Philippe Cognée, Cristina Iglesias, Wolfgang Laib, Giuseppe Penone[338]
- en 2023 : Cy Twombly, œuvres sur papier[339].
- en 2025 : Chefs-d’œuvre inconnus de Dürer à Fantin-Latour. Estampes du musée de Grenoble

### Exposition hors les murs
Depuis 2003, le musée de Grenoble mène une politique d'ouverture, de partage et de démocratisation de ses collections dans d'autres lieux publics que le musée comme les bibliothèques de quartier ou les maisons des jeunes et de la culture, mais toujours dans des lieux sécurisés. Ces expositions attirent en moyenne 1 600 visiteurs et sont élaborées en lien avec les interlocuteurs sur place comme en 2008 à la bibliothèque Eaux-Claires-Mistral qui présente « Figures d'Allemagne, d'hier et d'aujourd'hui », en 2010 au centre social Chorier-Berriat avec l'exposition Le geste et la ligne sur Bram van Velde ou en 2015 à la bibliothèque Arlequin de La Villeneuve qui présente « Démons et merveilles ». En mai 2017, une nouvelle exposition constituée de tableaux et sculptures sur le thème de la musique se déroule à la bibliothèque Abbaye-les-Bains du quartier Exposition-Bajatière. En 2018, dans l'esprit des célébrations du cinquantième anniversaire des Jeux olympiques d'hiver de 1968, une exposition intitulée Voyage d'hiver est organisée dans le quartier du Village olympique, à l'ancienne bibliothèque Prémol. En mai 2019, lors de la quatorzième édition hors les murs, une dizaine d'œuvres contemporaines d'artistes qui se racontent constituent l'exposition Raconte toi dans les locaux de l'association Solexine du quartier Bouchayer-Viallet. La quinzième édition qui se déroule à la bibliothèque Alliance en juin 2021 est consacrée à la vie des arbres. L'exposition 2022 à la MJC des Eaux-Claires aborde le thème de la ville.

## Échanges internationaux
Avec plus d'une centaine de sorties d'œuvres chaque année, le musée de Grenoble est sollicité pour prendre part à des expositions à travers le monde entier et en particulier avec des pays européens comme en 2016, lorsqu'il prête pendant trois mois au musée du Prado son Saint Jérôme pénitent de Georges de La Tour en échange de La Pentecôte du peintre Le Greco. Le musée établi donc régulièrement sur son site internet la liste de ses œuvres en déplacement.
Le musée fait également partie du Frame (French Regional & American Museum Exchange), un consortium de trente-deux musées dont la mission principale est de favoriser la circulation et l'échange d'œuvres d'art entre des musées français et américains. Ce réseau a notamment été déterminant dans l'organisation de l'exposition sur la peintre américaine Georgia O'Keeffe en 2015 dans laquelle le musée Georgia O'Keeffe de Santa Fe a apporté un tiers des tableaux exposés.

## Activités du musée

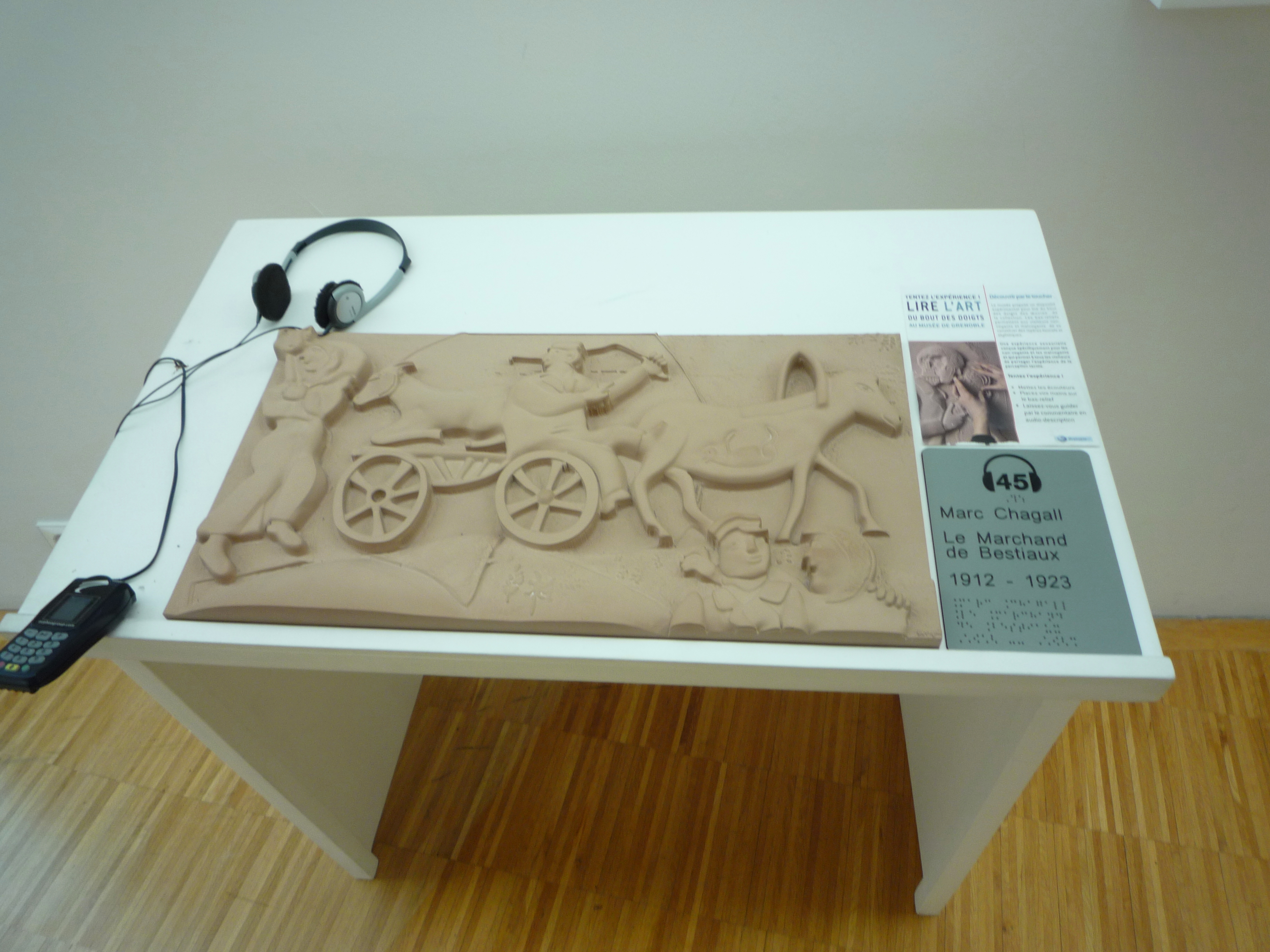
Bas-relief tactile pour non-voyants.

À l'arrivée du conservateur Guy Tosatto en 2002, le constat est fait que très peu d'étudiants fréquentent le musée malgré son lien direct avec le domaine universitaire de Grenoble par la ligne B du tramway. Il entame alors une réorientation de la politique du musée en organisant la première nocturne des étudiants en mars 2004 en collaboration avec l'université Grenoble-Alpes et l'association Un tramway nommé culture. Chaque année, l'animation s'articule autour de plusieurs projets artistiques proposés par des étudiants le temps d'une soirée. Pour sa dixième édition en 2013, l'animation est devenue un rendez-vous incontournable de la vie étudiante grenobloise avec 3 500 entrées, et la progression de sa fréquentation à près de 4 000 visiteurs quatre ans plus tard confirme cette tendance. Le musée ouvre également régulièrement ses portes lors de la Nuit européenne des musées.
Par ailleurs, le musée de Grenoble donne la possibilité aux personnes handicapées de découvrir ses collections permanentes en mettant à disposition un guide pratiquant la langue des signes en français et un autre proposant une lecture labiale. Pour les non-voyants, les œuvres de Torriti, Picabia, Chagall ainsi qu'un relief du pharaon Nectanébo II sont en accès libre grâce à des bas-reliefs tactiles accompagnés de commentaires audio et parfois des visites guident et décrivent certains tableaux faisant l'objet d'un projet artistique. De plus, chaque année 300 personnes en situation de handicap psychique sont accueillies lors de visites.

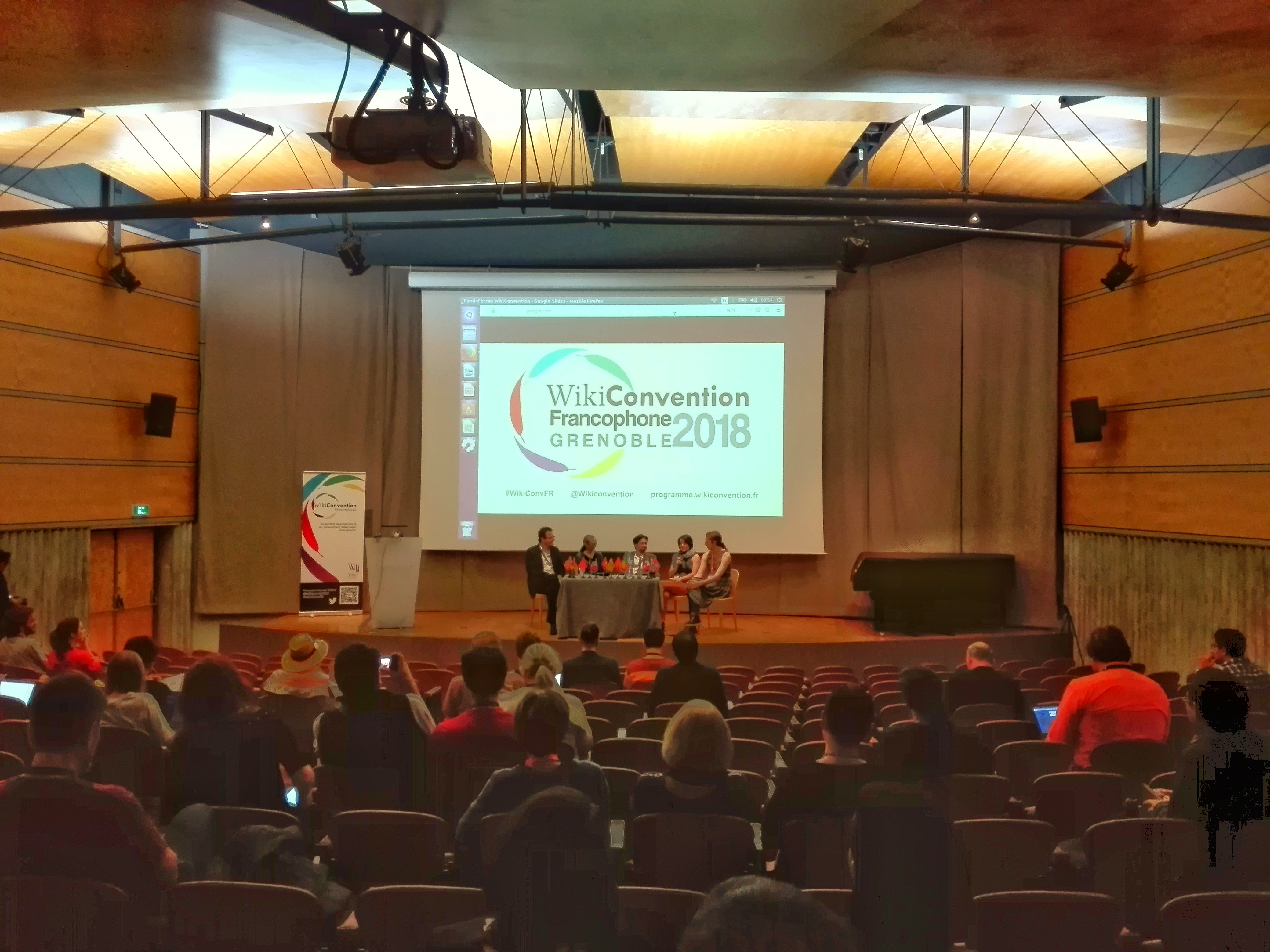
Convention Wikimédia à l'auditorium du musée en octobre 2018.

La présence dans le musée d'un auditorium de 278 places permet le déroulement de concerts de musique classique ou de spectacles, comme celui de Pascal Amoyel en janvier 2017 sur le thème du compositeur Franz Liszt. La saison musicale de l'auditorium du musée de Grenoble est organisée depuis 1987 par une association, L'oreille en fête, renommée Musée en musique en 1994. L'association soutenue par Mécénat Musical Société Générale et dirigée depuis son origine par Pascale Galliard organise une trentaine de concerts par saison, invitant aussi bien des musiciens internationaux que de jeunes artistes, notamment lors de l'évènement La Folle Nuit. De plus, lors d'évènements exceptionnels comme l'exposition Servir les dieux d'Égypte, l'auditorium est utilisé comme lieu du colloque international ayant pour thème Clergés et cultes thébains des Libyens aux Saïtes. Il accueille aussi des conférences n'ayant pas de lien direct avec l'art comme celle sur les impacts du changement climatique, organisée en avril 2015 par l'université de Grenoble.
Par ailleurs, depuis 1987, une association culturelle soutenant les activités du musée est hébergée par le musée sous le nom de Société des Amis du Musée de Grenoble. Très impliquée dans la vie du musée, l'association est également à l'origine de dons d'œuvres d'art au musée ou de cycles de conférences liés à l'art ou à une exposition temporaire. Le déroulement de ces réunions, animées par des historiens de l'art, représente une trentaine de conférences par saison. Quelques visites culturelles hors musée sont également assurées par l'association.

## Accès
- Parking du musée de Grenoble (850 places)[363].
- Ligne de tramway B, station Notre-Dame-Musée.
- Lignes de bus 16 et 62, arrêt Notre-Dame-Musée.